# Venezuela
Venezuela, oficialmente República Bolivariana de Venezuela, es un país soberano situado en el extremo septentrional de América del Sur y en la región del Caribe. Conformado por un territorio continental y numerosas islas, islotes y cayos en el mar Caribe, su capital y mayor aglomeración urbana es la ciudad de Caracas.
El país posee una extensión territorial de 916.445 km². El territorio continental limita al norte con el mar Caribe y el océano Atlántico; al oeste con Colombia; al sur con Brasil; y al este con Guyana. Con este último país, Venezuela mantiene una reclamación sobre 159.542 km² de territorio al oeste del río Esequibo, conocido como Guayana Esequiba o Zona en Reclamación, anteriormente bajo control de la Guayana Neerlandesa. Asimismo, Venezuela ejerce soberanía sobre extensas áreas marítimas: 71.295 km² de mar territorial, 22.224 km² en su zona contigua, 471.507 km² en la zona económica exclusiva del Caribe y del Atlántico, y 99.889 km² de plataforma continental. Esta zona marina colinda con las de trece Estados. El país destaca por su elevada biodiversidad, ubicándose en el séptimo lugar a nivel mundial en cantidad de especies, y presenta una gran variedad de hábitats que abarcan desde las montañas andinas en occidente hasta la selva tropical de la cuenca del Orinoco en el sur, pasando por las extensas planicies de los Llanos, la costa caribeña y el delta del río Orinoco en el oriente.
El territorio actualmente conocido como Venezuela fue colonizado por España a partir de 1522, en medio de la resistencia de los pueblos indígenas que habitaban la región. A fines del siglo XVIII y principios del XIX, las ideas de independencia se difundieron en América Latina, y en 1811 Venezuela se convirtió en uno de los primeros territorios hispanoamericanos en declarar su independencia de España. La lucha independentista fue liderada por figuras como Francisco de Miranda, Simón Bolívar y José Antonio Páez, quienes obtuvieron importantes victorias – entre ellas la Batalla de Carabobo en 1821, decisiva para consolidar la independencia de Venezuela y de la Gran Colombia, que posteriormente se disolvió en 1830, dejando a Venezuela como nación independiente. Durante gran parte del siglo XIX, el país vivió períodos de inestabilidad política dominados por caudillos regionales, situación que dificultó el progreso. A partir de 1958, Venezuela transitó hacia gobiernos democráticos; sin embargo, en las décadas de 1980 y 1990 se vivieron crisis económicas que desencadenaron disturbios sociales, intentos de golpe de Estado y juicios políticos, como el de Carlos Andrés Pérez por malversación de fondos en 1993. La insatisfacción con los partidos tradicionales culminó en la elección de Hugo Chávez en 1998, quien, tras un intento de golpe de Estado en 1992, inició lo que el llamo la Revolución Bolivariana. Chávez convocó a una Asamblea Nacional Constituyente de Venezuela de 1999 para redactar una nueva Constitución, cambiando el nombre oficial del país a República Bolivariana de Venezuela y estableciendo un modelo político de corte socialista, caracterizado por la nacionalización de empresas clave y una mayor intervención estatal en la economía. Su gobierno estuvo marcado por tensiones internas y polarización, que han configurado los desafíos políticos y económicos posteriores.
En el ámbito energético, para 2010 Venezuela contaba con las reservas petroleras más grandes del mundo y era uno de los principales exportadores de petróleo. Aunque históricamente el país fue un importante exportador de productos agrícolas como el café y el cacao, la industria petrolera llegó a dominar las exportaciones e ingresos estatales. La sobreoferta mundial de petróleo en los años 80 provocó una crisis de deuda externa y un prolongado deterioro económico. En 1996 se registró un aumento de la inflación, y para 1998 el PIB per cápita retrocedió hasta niveles de 1963, alcanzando solo un tercio del máximo registrado en 1978. El gobierno de Hugo Chávez, orientado por una ideología antiimperialista, buscó diversificar los mercados y aumentar el gasto público mediante programas de bienestar social, lo que, junto con políticas estatales intervencionistas, estimuló un incremento de la deuda externa a más de 118 000 millones de dólares, a pesar de un período de bonanza petrolera cuyos efectos se manifestaron en años posteriores.
Con el tiempo, la reducción de ingresos, el exceso de gasto público, el aumento de importaciones, la corrupción y la caída de la producción nacional –resultado de un control estatal excesivo y de políticas que ahogaron al sector privado– se han señalado como factores desestabilizadores de la economía venezolana. Este escenario ha derivado en una crisis generalizada, caracterizada por hiperinflación, depresión económica, escasez de productos básicos, y un marcado incremento en el desempleo, la pobreza, la malnutrición, la mortalidad infantil y la criminalidad. A fines de 2017, las agencias de calificación crediticia declararon a Venezuela en mora con sus pagos de deuda. En 2019, un informe de la Oficina del Alto Comisionado de las Naciones Unidas para los Derechos Humanos denunció presuntas violaciones sistemáticas a los derechos humanos por parte del Gobierno venezolano.

## Toponimia

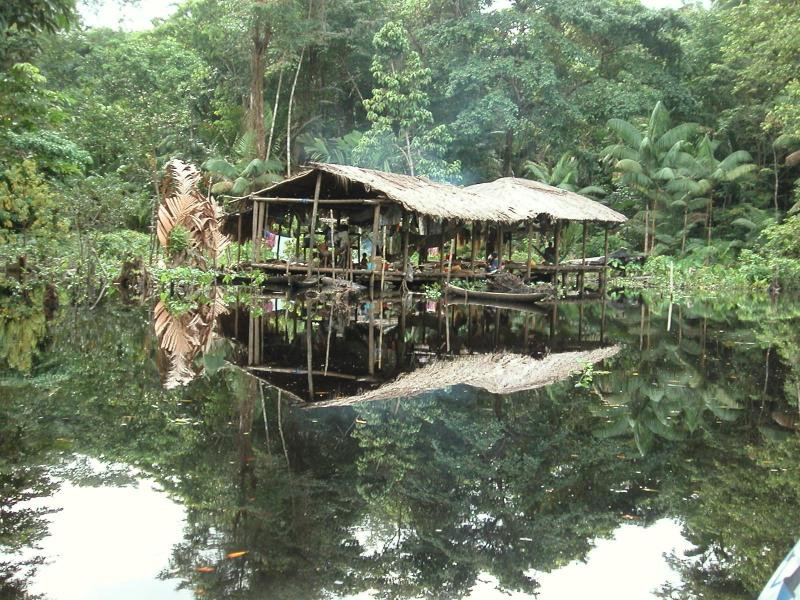
Se dice que el país debe su nombre a que Américo Vespucio, al ver los palafitos sobre los que vivían los indígenas, pensó en una «pequeña Venecia», nombre que inspiró a Alonso de Ojeda para denominar a las nuevas tierras continentales descubiertas.

En 1498, en el marco de su tercer viaje, el almirante Cristóbal Colón navegó cerca del delta del Orinoco, para luego internarse en el golfo de Paria. Colón en su carta a los Reyes Católicos, expresa haber llegado al «paraíso terrenal», y confundido por la inusual salobridad de las aguas, escribe:

...Torno a mi propósito referente a la Tierra de Gracia, al río y lago que allí hallé, tan grande que más se le puede llamar mar que lago, porque lago es lugar de agua, y en siendo grande se le llama mar, por lo que se les llama de esta manera al de Galilea y al Muerto. Y digo que si este río no procede del Paraíso Terrenal, viene y procede de tierra infinita, del Continente Austral, del cual hasta ahora no se ha tenido noticia; mas yo muy asentado tengo en mi ánima que allí donde dije, en Tierra de Gracia, se halla el Paraíso Terrenal.

 Colón denominó a estos parajes paradisíacos como «Tierra de Gracia», expresión que ha prevalecido para referirse al país por antonomasia. Pero al año siguiente, una expedición comandada por Alonso de Ojeda recorrió la costa del territorio hasta llegar a la entrada del actual lago de Maracaibo, en un golfo localizado entre las penínsulas de Paraguaná y de La Guajira. En aquella travesía, la tripulación observó viviendas construidas por los indígenas añú, erigidas sobre pilotes de madera que sobresalían del agua. Dichos palafitos le recordaron a Américo Vespucio la ciudad de Venecia —Venezia, en italiano—, según lo manifestó en una carta a Piero de Médici. Fue este un motivo que inspiró a Ojeda a dar el nombre de Venezziola (Pequeña Venecia), e hispanizado luego a «Venezuela» a la región y al golfo en que habían hecho el descubrimiento, y así recibió la denominación de golfo de Venezuela. El nombre acuñado por el explorador envolvería luego a todo el territorio. Con posterioridad la región también fue conocida como Tierra Firme, por ser la primera región no insular del continente en ser explorada por los europeos.
Probablemente la popularización del nombre de «Pequeña Venecia», en Europa, se deba a la concesión hecha a la casa comercial de los Welser para explorar y gobernar parte del territorio de Suramérica. El nombre «Klein-Venedig» aparece en varios documentos y mapas históricos como traducción al alemán de Venezuela. De hecho Juan de Castellanos en sus Elegías atribuye el nombre a Ambrosio Alfinger:

Y Venezuela de Venecia viene
Que tal nombre le dio por excelencia
El alemán, diciendo le conviene.

Sin embargo el nombre ya estaba en uso antes de la llegada de los alemanes.

## Historia

### Período prehispánico

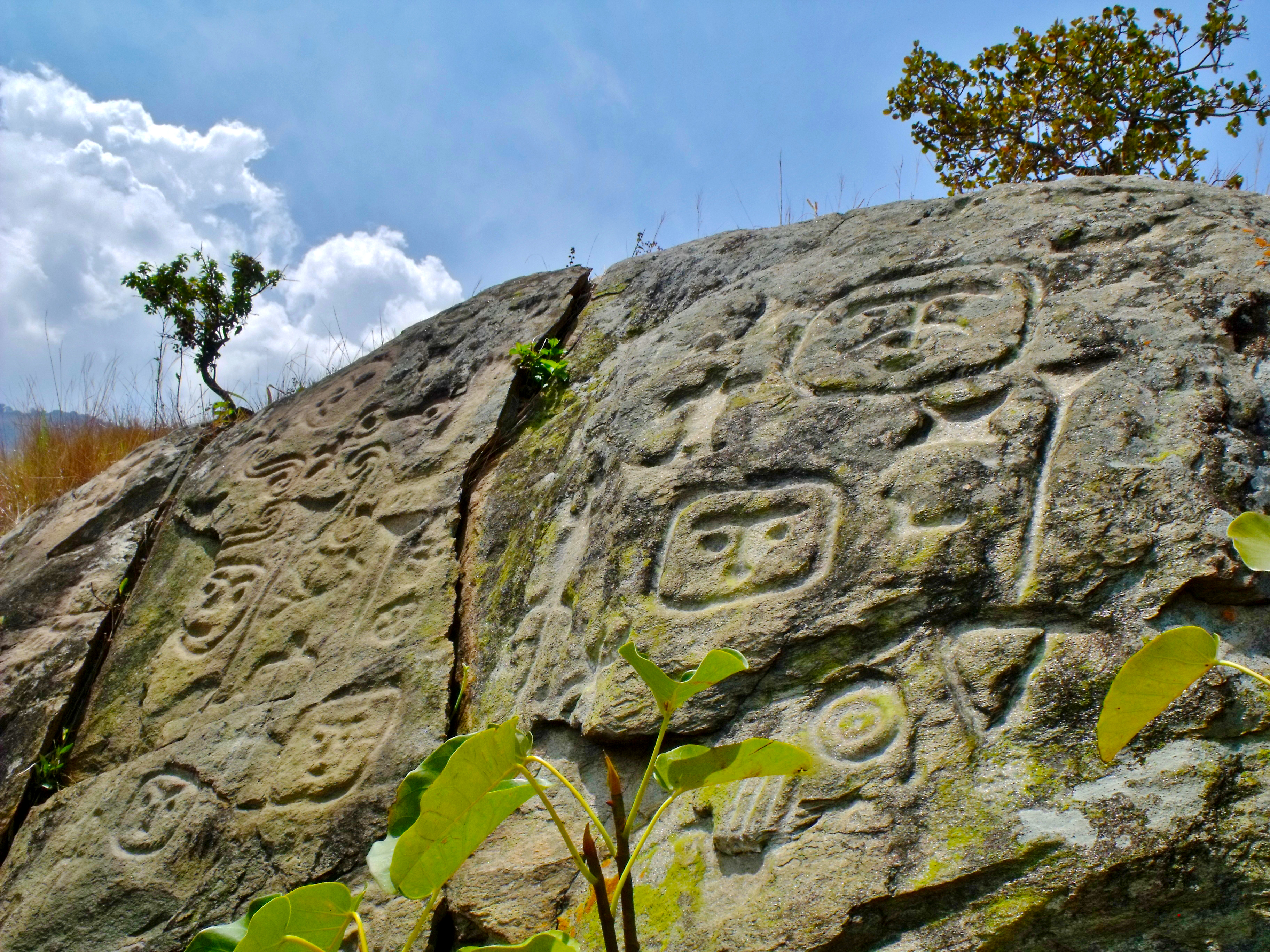
Petroglifos en el parque arqueológico Piedra Pintada.

La historia prehispánica de Venezuela hace referencia a los desarrollos culturales locales del actual territorio de la República de Venezuela previos a la conquista y colonización por parte de España. Los primeros humanos se establecieron en lo que hoy conocemos como Venezuela hace cerca de 30 000 años. Esa etapa se divide en cuatro períodos: Paleoíndio (30 000 a. C.-5000 a. C.), Mesoíndio (5000 a. C.-1000 a. C.), Neoíndio (1000 a. C.-1498) e Indohispano (1499 hasta el presente). Los períodos paleoíndio y mesoíndio se distinguen por la elaboración de herramientas para cazar grandes animales como el megaterio, el mastodonte y el gliptodonte; así como el posterior desarrollo de técnicas de pesca y la navegación hacia las islas del Caribe.
Durante el período Neo-indio se observa un importante desarrollo de la agricultura autóctona, arquitectura y cerámica: se edificaron estructuras como terraplenes, elevaciones, presas, terrazas, canalizaciones y bóvedas para alimentos; también adquirieron experiencia y conocimiento sobre los ciclos naturales de la flora y fauna local, lo que permitió un mejor aprovechamiento de los recursos. Adicionalmente, practicaron la talla de esculturas y obras en cerámica, en donde se destaca la serie de las Venus de Tacarigua encontradas cerca del lago de Valencia y ornamentos cerámicos en la región andina, pertenecientes a la cultura carache.
Entre las tribus más importantes se destacaban los timoto-cuicas ubicados en los Andes y vinculados cultural mas no lingüísticamente a los chibchas; por su parte, los caribes se distribuían en las regiones del oriente y centro del país en Guayana, parte del Zulia y los Llanos, quienes después de conflictos territoriales adquirieron la costa norte de Sudamérica y se extendieron a las Antillas; los arawakos, asentados en parte de las regiones de lo que hoy es el estado Amazonas, buena parte del occidente, centro occidente y parte de las costas. Algunos pueblos de filiación arawak son los wayúu, asentados en el occidente del país hacia el norte, y los caquetíos, que poblaron el norte del actual estado Falcón y que fueron desplazados por los conquistadores hacia los llanos occidentales. También hubo migraciones menores de grupos independientes que poblaron la cuenca del río Orinoco y otras zonas restringidas del país.
Los materiales predominantes para la construcción de viviendas usados por los indígenas de Venezuela eran el barro, paja u hojas de palma para edificar viviendas, como palafitos construidos con madera, cañas y paja. Los timoto-cuicas, utilizaban la roca como principal material arquitectónico. Las conchas marinas, eran empleados para el intercambio comercial ordinario, o trueque. La fauna de los años prehistóricos y precolombinos estaba formada por dantas, tigres dientes de sable, armadillos gigantes, entre otros. Con la llegada de los españoles, fueron encontradas en Venezuela numerosas etnias que hablaban lenguas caribe, arawak, chibcha y tupí-guaraní. Además, fue identificada una mitología muy elaborada, y la cosmogonía de tribus como la de los maquiritare que guardaba similitudes con el Génesis bíblico.
Las excavaciones arqueológicas han revelado evidencia de culturas prehispánicas en Venezuela. Un hallazgo notable se dio en la cuenca del río Unare, cerca de la localidad de Onoto, en el estado Anzoátegui durante los trabajos para la construcción de una represa, donde fueron descubiertas decenas de grandes esferas líticas, algunas de hasta dos metros de diámetro. Investigaciones han determinado que no son de origen natural, debido a las marcas de laqueado y ornamentación, además de los puntos de percusión característicos de este tipo de escultura.

### Conquista y época colonial

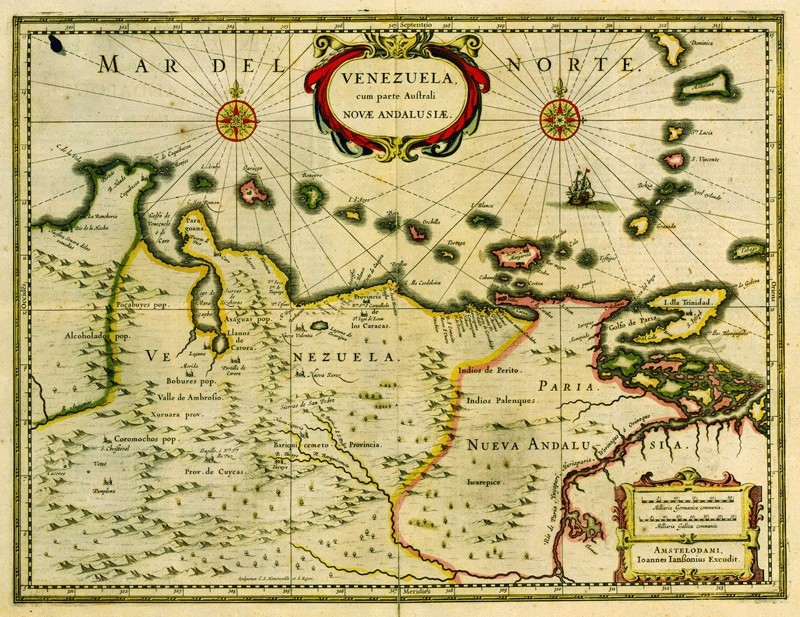
Mapa de la provincia de Venezuela y la parte occidental de la provincia de Nueva Andalucía en 1635.

Venezuela fue avistada por primera vez durante el tercer viaje de Cristóbal Colón, el 1 de agosto de 1498, cuando llegó a la desembocadura del río Orinoco después de haber pasado frente a la isla Trinidad. Era la primera vez que los españoles tocaban tierra firme continental, tomando en cuenta que en los dos primeros viajes llegaron a territorios insulares. Colón observó las corrientes del Orinoco y las selvas, y prosiguió su viaje por el golfo de Paria, bordeando la costa cerca de la isla de Margarita. En 1499, Alonso de Ojeda realizó una expedición más extensa por la costa, y llegó al cabo de la Vela en la península de La Guajira después de pasar por el golfo de Paria, la península de Paraguaná y el golfo de Venezuela.
Poco después, el Imperio español emprendió la colonización del territorio con el establecimiento de la efímera gobernación de Coquibacoa y de ciudades y rutas comerciales entre la tierra firme y la metrópoli. Se efectuaron demarcaciones con el fin de crear una estructura jurisdiccional que se materializó con la creación de las provincias de Margarita (1525), Venezuela (1527), Trinidad (1532), Nueva Andalucía y Guayana (1568) y posteriormente la de Maracaibo (1676). En 1528 el rey Carlos I expidió la Capitulación de Madrid, arrendando temporalmente parte de la provincia de Venezuela a la familia Welser y a la familia Fugger, lo que dio paso a la creación del Klein-Venedig, una de las gobernaciones alemanas en América. No obstante, los españoles enfrentaron varias rebeliones por parte de los indígenas locales. Las más destacadas fueron la comandada por el cacique Guaicaipuro en 1560 y la sublevación de los quiriquires en 1600, y hasta de sus propios coterráneos, como Lope de Aguirre y sus «marañones» provenientes del Perú.
El orden colonial terminó de implantarse hacia finales del siglo XVI con el cabildo y la Iglesia católica. Órdenes religiosas como los jesuitas de España y los agustinos recoletos de Filipinas fueron cruciales para pacificar y servir a los habitantes nativos e inmigrantes de la colonia. La Orden Agustino Recoleta en particular, produjo la primera persona beatificada de Venezuela, María de San José Alvarado. Al mismo tiempo, se propició un mestizaje entre los habitantes de las provincias, lo que terminaría por definir el perfil social del país. El comercio y la extracción de recursos minerales y naturales florecieron, sobresaliendo la profusa exportación de cacao, añil y tabaco, a la vez que las provincias enfrentaban ataques de piratas como el de Henry Morgan a Maracaibo en 1669. Ante el auge del contrabando por la región en los años siguientes, se resolvió crear en 1728 la Real Compañía Guipuzcoana para ejercer el monopolio comercial.
Las provincias existentes, entonces gobernadas alternativamente por la Real Audiencia de Santo Domingo y la de Santafé de Bogotá, pasaron a formar parte del Virreinato de Nueva Granada en 1717. Con el ascenso al poder de la Casa Borbón el rey Carlos III conformó un solo ente autónomo al crear la Capitanía General de Venezuela en 1777. Esta nueva unión política se consolidaría con la creación de la Real Audiencia de Caracas en 1786.
Por otra parte, se experimentaron pérdidas territoriales durante este período: a partir de 1615 la región al oeste del río Esequibo comenzó a ser invadida por neerlandeses, quienes también tomaron militarmente Aruba, Curazao y Bonaire debido a la guerra de los Ochenta Años, entre 1634 y 1636. Posteriormente, los británicos se hicieron con las islas de Trinidad y Tobago luego de la firma del Tratado de Amiens en 1802, hacia el final de las guerras revolucionarias francesas.

### Independencia y Gran Colombia

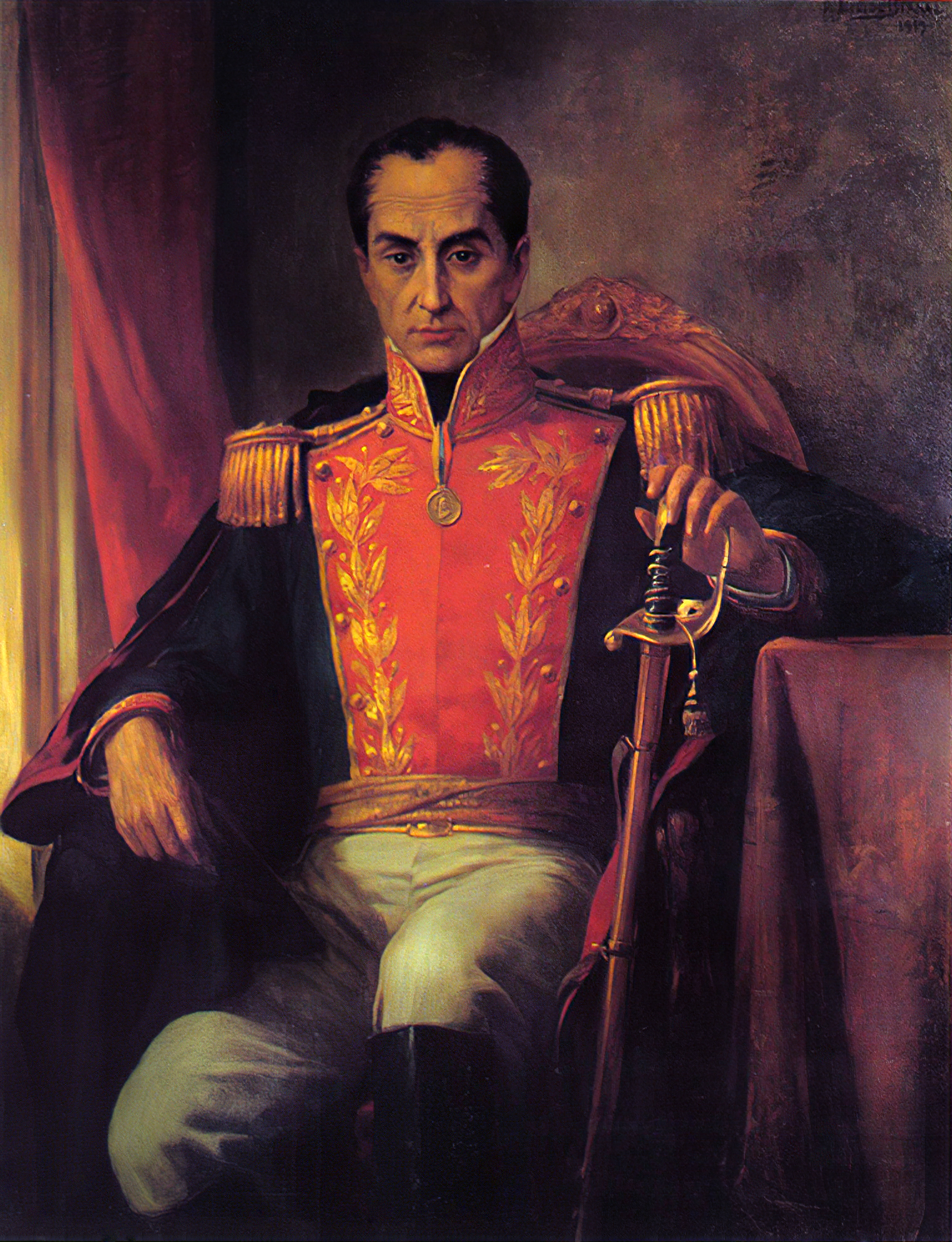
Simón Bolívar, también conocido como «El Libertador», llevó a Venezuela a la independencia del Imperio español.

A finales del siglo XVIII, una suma de factores como la introducción del enciclopedismo y la Ilustración, la independencia de Estados Unidos, la Revolución francesa, la antipatía hacia el centralismo político-económico con la metrópoli y la invasión napoleónica a España, inspiró los primeros conatos independentistas en Venezuela. Ya en 1748 se había sublevado, con algo de éxito, el hacendado cacaotero Juan Francisco de León contra la Compañía Guipuzcoana. Una de las primeras rebeliones armadas de carácter masivo fue la que desató en 1795 el zambo José Leonardo Chirino, al occidente del país, en la población de Coro.
Otra conspiración se produjo por parte de Manuel Gual y José María España en 1797, siendo esta la primera de raíces populares. Ambas intentonas resultaron fallidas, con sus respectivos líderes ejecutados. Por su parte, el criollo Francisco de Miranda, en 1806 intentó dos veces invadir el territorio venezolano por La Vela de Coro con una expedición armada proveniente de Haití, y apoyada por los británicos. Sus incursiones terminaron en fracasos por la prédica religiosa en su contra y la indiferencia de la población. La posterior Conjuración de los Mantuanos tuvo igual destino.

#### Primera República de Venezuela
La fecha del 19 de abril de 1810 marcó el inicio de la revolución venezolana. Vicente Emparan, para ese entonces el Capitán General de Venezuela, fue destituido por el Cabildo de Caracas. Ello dio paso a la formación de la Junta Suprema de Caracas, la primera forma de gobierno autónomo. La Junta gobernó hasta el 2 de marzo de 1811, día en que se instaló el Primer Congreso Nacional, ente que nombró un triunvirato compuesto por Cristóbal Mendoza, Juan Escalona y Baltasar Padrón. Meses después, el 5 de julio de ese año, se procede finalmente a firmar la Declaración de Independencia. Pero esta Primera República colapsó por la reacción realista. En julio de 1812, Miranda, Comandante en Jefe del recién creado ejército, capituló en San Mateo. Según Pedro Gual, Miranda pensaba que la capitulación le permitiría ganar tiempo para organizar otro frente, posiblemente en la Nueva Granada, donde el movimiento independentista estaba ya en marcha.

#### Segunda República de Venezuela
El movimiento tendría nuevo impulso en 1813, cuando Simón Bolívar, luego de hacerse con el control de Cúcuta, emprendió la Campaña Admirable, una expedición armada por los Andes y la región occidental, junto con Atanasio Girardot y José Félix Ribas. Luego de hacer público el polémico Decreto de Guerra a Muerte, enfrentó a los realistas en varias batallas a lo largo de la ruta hacia la capital. Al terminar la campaña, entró triunfalmente en Caracas, donde se le tituló como Libertador, y donde se proclamó la Segunda República, aunque continuaron los combates en otros puntos del país. Sin embargo, al año siguiente estalló una rebelión leal a la Corona a cargo de José Tomás Boves. El violento empuje de sus tropas forzó a la población a emprender la emigración a Oriente, así como la expulsión de los patriotas de Tierra Firme, haciendo caer así la Segunda República.

#### Tercera República de Venezuela
Desde la Nueva Granada, Bolívar intentó una reedición de la Campaña Admirable para rescatar la república, pero por falta de apoyo se trasladó a Jamaica para conseguir apoyo británico, y luego a Haití, donde se refugió el resto de los líderes patriotas. Allí se planificó la expedición de los Cayos hacia Tierra Firme, la cual zarpó en marzo de 1816. Luego de tomar la isla de Margarita, los republicanos prosiguieron atacando Carúpano y Maracay, pero fueron rechazados. En una segunda expedición, Bolívar tomó el mando de las tropas republicanas acantonadas en Guayana, con las que logró capturar Angostura y desde donde refundó las instituciones, creando la Tercera República. Por su parte, José Antonio Páez realizó importantes operaciones militares para liberar la región central del país al mando de sus llaneros.

#### Gran Colombia
La guerra en el llano siguió hasta 1819. Ese año, Bolívar intentó la reorganización del Estado con la instalación del Congreso de Angostura, cuyo resultado fue la creación de la Gran Colombia. En 1820, se firmó el Tratado de Armisticio y Regularización de la Guerra, poniendo fin a la Guerra a muerte y cesando hostilidades hasta el 28 de abril de 1821. El 24 de junio de ese mismo año, Bolívar se enfrentó a Miguel de la Torre en la batalla de Carabobo, que se saldó con la victoria republicana. Esta victoria significó la liquidación de las tropas realistas en Venezuela, dejando remanentes que serían derrotados en la batalla naval del Lago de Maracaibo en 1823. Con la toma de la plaza fuerte de Puerto Cabello por el ejército libertador, se logró sellar definitivamente la independencia.
La Gran Colombia, integró según su Ley Fundamental a la antigua Capitanía General de Venezuela con el Virreinato de Nueva Granada y la Provincia Libre de Guayaquil, a la que luego se uniría la Audiencia de Quito. El Congreso elegido en Angostura se movió a Villa del Rosario, donde se sancionó una Constitución en agosto de 1821, y en la que se definía la organización política de este Estado. Bolívar fue elegido presidente por mayoría, y Francisco de Paula Santander fue hecho vicepresidente. Bolívar continuaría sus campañas de liberación por el sur, en la que propiciaría la liberación del Perú y la creación de Bolivia.
El nuevo Estado reguló sobre el comercio y las instituciones públicas, y también decretó la abolición de la esclavitud. Pero la discrepancia entre bolivarianos (centralistas) y santanderistas (federalistas) tensionó el orden interno. Aunado a la crisis económica, la carente infraestructura, las diferencias idiosincráticas y de intereses, y el deseo de autonomía por parte de los venezolanos para con su territorio, germinó la secesión. La Cosiata de 1826, liderada por Páez, fraguó dicha inconformidad del departamento de Venezuela con el gobierno de Bogotá. Para aquietar la convulsión, Bolívar gobernó por decreto desde 1828, pero ello no impidió la separación de Venezuela, que se manifestó finalmente en noviembre de 1829. En mayo de 1830 se instaló el Congreso de Valencia (capital provisional del país con motivo del congreso) para tomar decisiones con respecto a los pasos a seguir por el Distrito de Venezuela en vista del creciente y continuo distanciamiento con el Gobierno Central. Ello terminó en la secesión de Venezuela de la Gran Colombia y el nacimiento del Estado de Venezuela, al adoptarse una nueva constitución.

### Caudillismo y Guerra Federal

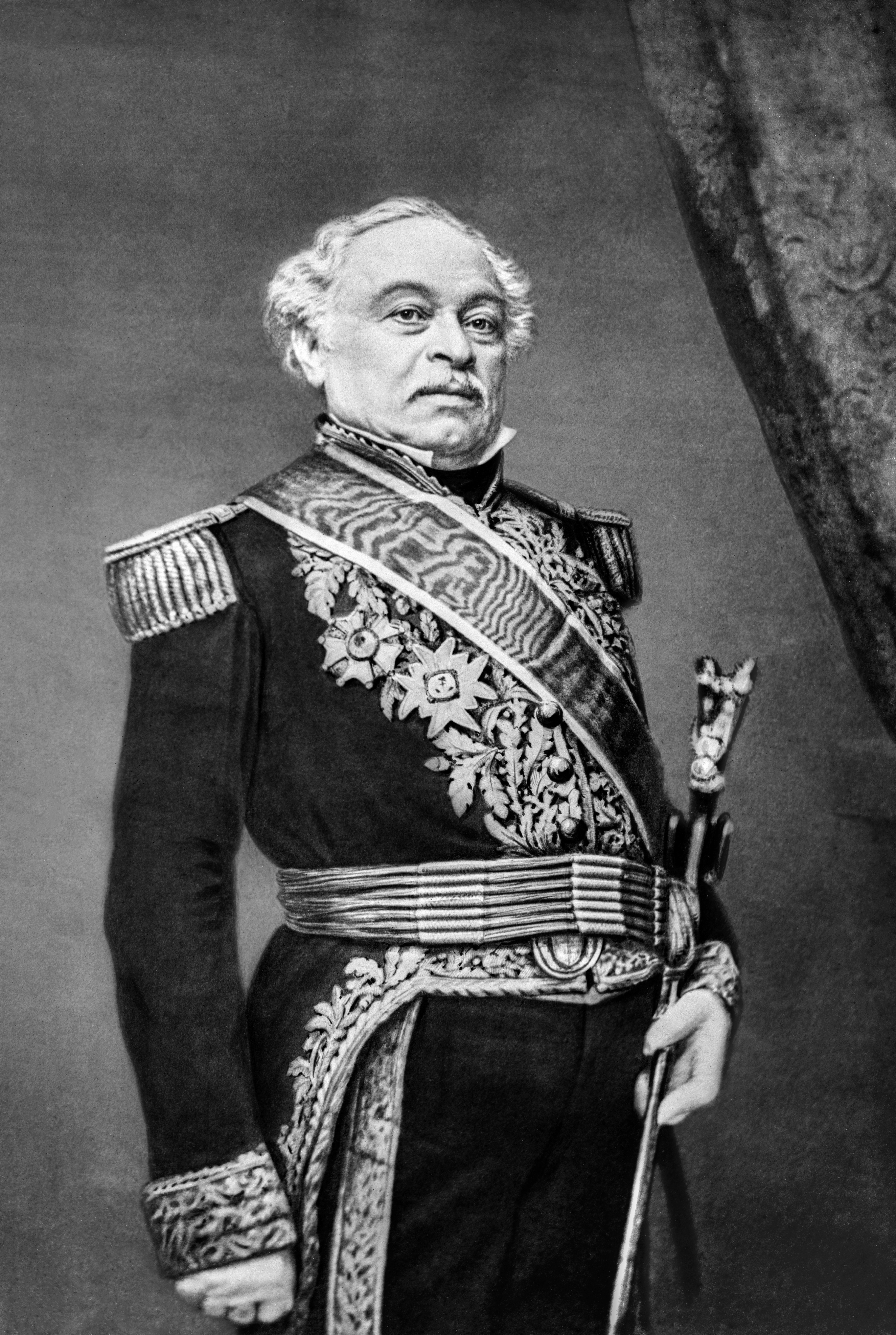
José Antonio Páez, presidente de Venezuela en tres ocasiones. En 1826, lideró el movimiento separatista conocido como «La Cosiata», el cual separó a Venezuela de la Gran Colombia, convirtiéndose nuevamente en una república independiente.

El principal jefe político y hombre fuerte de Venezuela en sus albores como república fue José Antonio Páez, quien se juramentó como presidente en abril de 1831, y su vicepresidente fue Diego Bautista Urbaneja. Páez representaba al Partido Conservador, integrado en su mayoría por militares veteranos de la Guerra de Independencia. Hubo relativa paz y la economía mostró una recuperación estimulada por la Ley de Libertad de Contratos de 1834 y las exportaciones de café. Tras perder la reelección en 1835, Páez entregó el poder en José María Vargas, el primer civil en dirigir el país. Ello no fue de gusto para los militares independentistas, quienes se rebelaron contra el gobierno en la Revolución de las Reformas. Vargas abdicó en 1836, y su período fue terminado por Carlos Soublette.
Páez, tras haber derrotado una rebelión liberal, vuelve a resultar electo en 1838. Afrontó la crisis económica mundial de ese año, que golpeó duramente a Venezuela, y a la creciente oposición liberal representada por Antonio Leocadio Guzmán, a la vez que iniciaba las disputas territoriales contra los británicos por la cuestión del Esequibo. Soublette fue nuevamente presidente en 1843, y en 1847 es elegido el general José Tadeo Monagas con gran apoyo, pero rompió luego con los conservadores. El intento de estos en deponerlo desembocó en el atentado al Congreso de 1848. El general se aseguró de que su hermano José Gregorio Monagas fuese hecho presidente en 1851, quien proclamó la definitiva abolición de la esclavitud en 1854. José Tadeo volvió al poder en 1855, pero su régimen autoritario vio su fin en la Revolución de Marzo de 1858, comandada por Julián Castro. Este último fue nombrado presidente provisional de la República en la Convención de Valencia y posteriormente en presidente interino, haciendo de Valencia nuevamente la capital provisional del país.
Los decretos del nuevo gobierno crearon descontento en liberales, y la inestabilidad hizo inminente el estallido de un conflicto armado conocido como la Guerra Federal. El Grito de la Federación marcó su inicio, y se desarrolló como una guerra de guerrillas. Los federalistas liberales obtuvieron importantes triunfos gracias a su líder Ezequiel Zamora, el cual murió en San Carlos en extrañas circunstancias. Le reemplazó Juan Crisóstomo Falcón, tras lo cual mermaron a las fuerzas centrales. En 1863 se firmó el Tratado de Coche, que significó el acceso al poder de los liberales y el fin de una guerra que diezmó a la población. No obstante este resultado, se conformaron nuevos caudillismos regionales con ejército propio. Falcón asumió la presidencia y promulgó su Decreto de Garantías, que abolió la pena de muerte. Esta disposición, ratificada en la nueva constitución, hizo de Venezuela el Estado moderno más antiguo en llevarlo a práctica.
Falcón sembró rencor tanto entre los conservadores como en la disidencia liberal, causando que ambos bandos se unieran para derrocarle en 1867 con la Revolución Azul. Un ejército dirigido por Miguel Antonio Rojas se alzó en la región central, con el expresidente José Tadeo Monagas en la región oriental. Dada la difícil situación, Falcón delegó el poder en manos de Manuel Ezequiel Bruzual. Pero al cercar la capital, Rojas firmó el Tratado de Antímano, reconociendo al gobierno y asumiendo el mando militar del país. Los orientales, viendo el tratado como una traición, prosiguieron su campaña hacia Caracas, a la que capturaron finalmente, instaurando así el gobierno de los azules, Guillermo Tell Villegas y José Ruperto Monagas.

### Liberalismo Amarillo
Antonio Guzmán Blanco, hijo de Antonio Leocadio Guzmán, tramó junto con su padre el retorno al poder de los liberales. Al huir por el rechazo del gobierno, organizó en Curazao una invasión apoyada por caudillos regionales como Joaquín Crespo y Francisco Linares Alcántara. En 1870 desembarcó en la costa y tomó posiciones por el centro-occidente del país mientras engrosaba sus fuerzas. Tomó Caracas en la Revolución de abril.

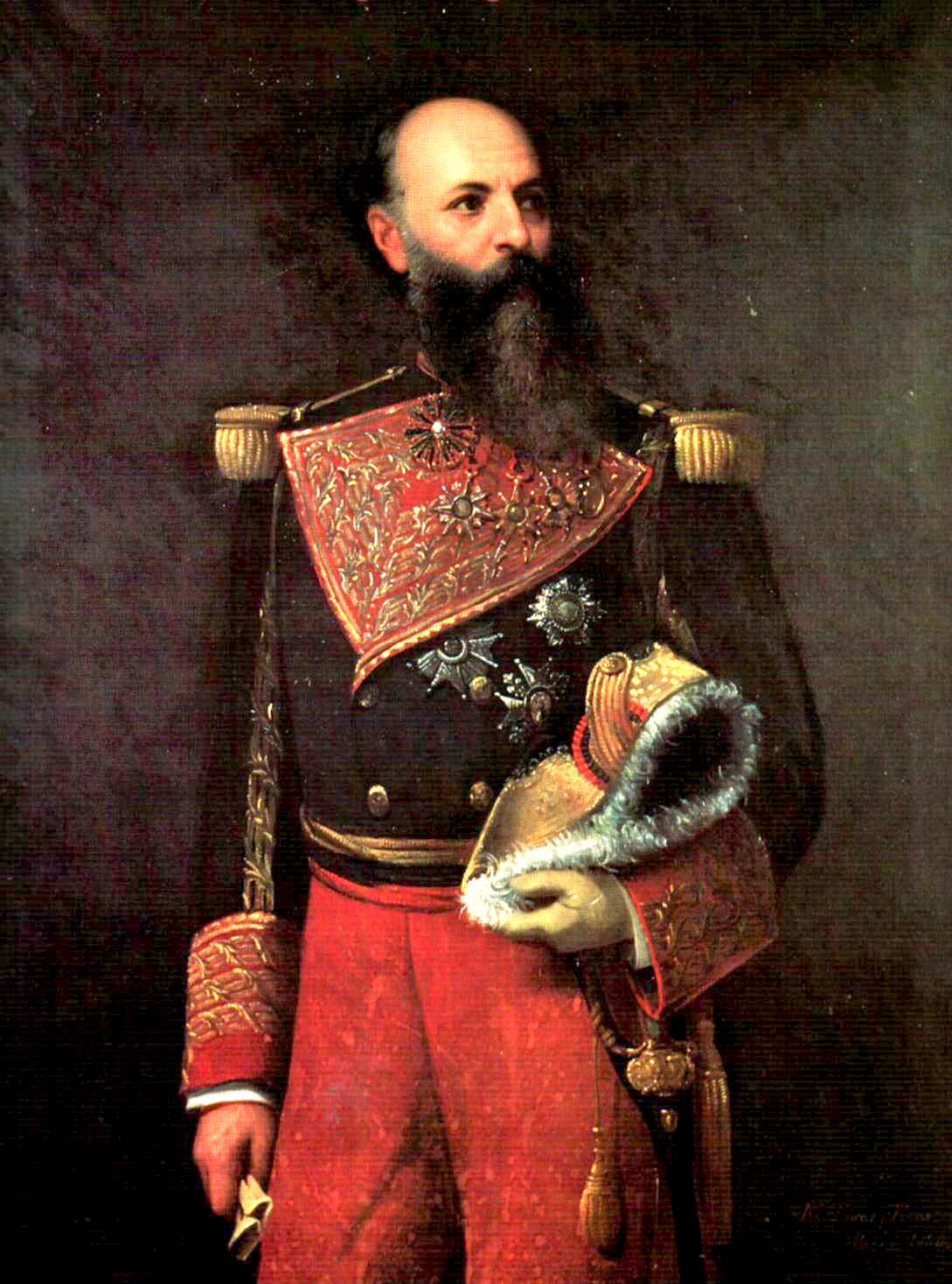
General Antonio Guzmán Blanco, el «Ilustre Americano».

Una vez hecho presidente, implementó medidas tendientes a modernizar el país e instaurar el orden definitivo, en una plataforma denominada como «Liberalismo Amarillo». Creó el Conservatorio de Bellas Artes, dictó el Decreto de Instrucción Pública y Obligatoria, hizo del peso venezolano la moneda nacional, fomentó la agricultura, organizó el primer censo poblacional del país, mejoró la infraestructura e inició una transformación urbanística de Caracas, a la que quiso darle cualidades parisinas, sin abandonar un carácter centralista y autoritario. Combatió varios alzamientos caudillistas, logrando aquietar el turbulento panorama de insurrecciones. Fue su política una promoción del culto a los héroes del pasado, especialmente a Simón Bolívar, como estrategia para unir el país. Igualmente, debilitó el poder de la Iglesia católica, al pasar al Estado funciones que tradicionalmente eran realizadas por esta.
En 1877, pasó el mando a Francisco Linares Alcántara, para que continuase su obra y marcharse a Europa. Pero la ruptura de Linares con él y la discontinuación de la línea progresista, provocaron la Revolución Reivindicadora que le derrocó en 1879. Guzmán Blanco tuvo que regresar al país y tomar nuevamente las riendas del gobierno. En esta ocasión designó al bolívar como moneda nacional, y decretó Gloria al Bravo Pueblo como himno nacional, además de seguir con las medidas político-económicas que habían tenido éxito. Luego de cinco años pasó el mando a Joaquín Crespo, pero los efectos de la introducción del positivismo y la creciente oposición del sector estudiantil que cobró fuerza, por lo que Crespo cerró la Universidad, ameritaron un segundo regreso de Guzmán. Fue elegido por el Congreso para presidir entre 1886 y 1888, pero se retiró en 1887, designando a Hermógenes López para la transición.
Le siguió el gobierno de Juan Pablo Rojas Paúl, quien se alejó de la línea centralista mantenida hasta el momento. Creó la Academia Nacional de la Historia y enfrentó disturbios antiguzmancistas. En 1890 fue elegido Raimundo Andueza Palacio. Su intento por ampliar su mandato de dos años causó la Revolución Legalista de 1892 encabezada por Joaquín Crespo, quien obtuvo el poder y estableció la presidencia de cuatro años y el voto directo. En su jefatura se malversaron los recursos públicos[cita requerida] y hubo mayor endeudamiento, aunque permaneció popular entre sus soldados. Su candidato a sucesor, Ignacio Andrade, venció en las elecciones de 1897, pero su rival José Manuel Hernández, alias el Mocho, acusó fraude y se rebeló en Queipa. Crespo pereció al mando de sus tropas, pero el alzamiento fue derrotado. El saldo final del siglo XIX fue de recesión económica, pero de avances en cultura, tecnología y urbanismo.

### Hegemonía Andina

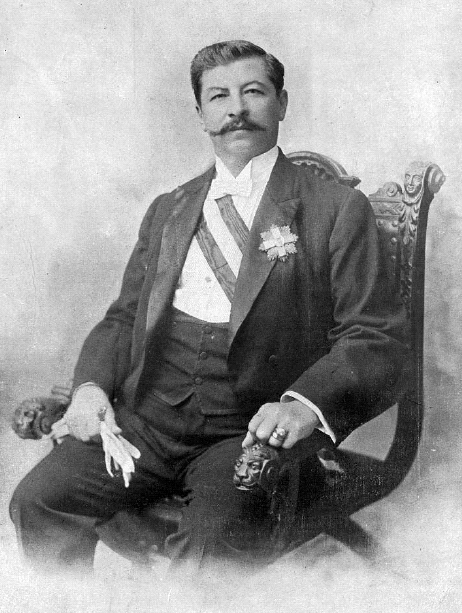
Juan Vicente Gómez gobernó de manera dictatorial desde 1908 hasta su muerte en 1935.

El militar y exdiputado Cipriano Castro acusaba a Andrade de violar la constitución de 1893, por lo que organizó desde Táchira un levantamiento militar de carácter restaurador junto con Juan Vicente Gómez para derrocarlo. Castro accedió al poder en octubre. Sin embargo, ratificó a algunos ministros del derrotado gobierno, incluyendo en el gabinete a Raimundo Andueza Palacio. En 1901, fue elegido presidente por la Asamblea Nacional Constituyente. Al igual que sus antecesores, por su autoritarismo combatió sediciones. La más sobresaliente de estas fue la Revolución Libertadora, que culminó con el triunfo de Castro en 1903, siendo la última de las grandes rebeliones caudillistas. Su gestión siguió el antiimperialismo, negándose a cancelar la deuda con el Reino Unido y Alemania, lo que causó el bloqueo naval que impusieron estos países.
Castro se enfermó en 1908, y salió del país para someterse a tratamiento. Días después, su vicepresidente y amigo Juan Vicente Gómez perpetró un golpe de Estado y prohibió su regreso a Venezuela. A partir de 1909, Gómez ejercería su gobierno desde la ciudad de Maracay, moviendo incluso su residencia oficial que se encontraba en la ciudad de Caracas. Es por ello que con la Constitución Federal de 1909, los ministros, diplomáticos, y todo empleado gubernamental debían ir semanalmente a Maracay a rendir cuentas. Gómez fue oficialmente presidente desde 1910 y posteriormente designado por períodos de siete años establecidos por una nueva constitución, intercalados con gobiernos títere que actuaron de fachada. Trató sin misericordia aquel que lo cuestionase.[cita requerida] Muchos presos políticos se desempeñaron como trabajadores forzados, construyendo carreteras por todo el país. Para resistir protestas del estudiantado, cerró la Universidad Central de Venezuela durante diez años. Promulgó la primera Ley del Trabajo, creó bancos para obreros, inició la explotación petrolera y canceló la deuda externa. El movimiento opositor más recordado de su época fue protagonizada por estudiantes universitarios en 1928, de donde surgirían nuevos líderes políticos. También frenó un golpe militar y la invasión del general Román Delgado Chalbaud con el vapor alemán Falke en 1929. Su mayor contribución fue la pacificación del país al acabar con los caudillos y crear la Academia militar de Venezuela, como base de un Ejército Nacional consolidado. La dinámica económica marcada por el comienzo de la explotación petrolera en este período sería la causa de migraciones de población campestre a los grandes centros urbanos desde la década de 1930.
Gómez falleció en 1935, dejando un país pacificado, organizado y solvente. El general Eleazar López Contreras fue designado encargado de la presidencia hasta 1936, y luego presidente por siete años. Con él se inicia la transición a la democracia: decreta amnistía para los prisioneros políticos y restablece la libertad de prensa. Ese año una gran manifestación pública frente al Palacio de Miraflores demandó mayores libertades civiles, a las que López accedió en parte con su Programa de febrero. Redujo el período presidencial a 5 años, y focalizó sus políticas en la creación de programas asistenciales de salud pública. Además, concretó obras de suma importancia como la creación de la Guardia Nacional de Venezuela, la apertura del Museo de Bellas Artes y del Museo de Ciencias en 1938, y la creación del Banco Central de Venezuela en 1939.
Al término de su mandato en 1941, el Congreso designó presidente a Isaías Medina Angarita, militar que promulgó una Ley de Hidrocarburos en 1943 que llevó más dividendos monetarios al país, limitando a las multinacionales. En su gestión se decretó el sufragio femenino y la legalización de partidos, se permitió el regreso de todos los exiliados y la liberación de los presos políticos restantes. Creó el primer plan de cedulación venezolana, activó una reforma agraria, apoyó a los Aliados de la Segunda Guerra Mundial, intentó la anexión de las Antillas Neerlandesas[cita requerida] y firmó el Tratado de Límites de 1941 entre Colombia y Venezuela. Aunque aceleró el camino a la democracia, aún existían adversarios como Rómulo Betancourt y su partido Acción Democrática. Desde su seno se fraguó un golpe militar en 1945 con ayuda de un grupo militar dirigido por los tenientes coroneles Marcos Pérez Jiménez, Luis Llovera Páez y Carlos Delgado Chalbaud, quienes disentían con el tipo de elección presidencial empleada y con muchas medidas de Medina.

### Trienio Adeco y período militar
Luego del golpe, se estableció un gobierno de facto que se transformó en uno constitucional, dominado por el partido Acción Democrática por los siguientes tres años. Se aprobó una nueva constitución en 1947 que otorgó el sufragio directo y el sufragio femenino. En unos nuevos comicios, el famoso escritor Rómulo Gallegos resultó ser el primer presidente venezolano electo de esa forma, asumiendo en 1948. A pesar de eso, Gallegos no completó su período luego de que un golpe de Estado meses después pasara al poder una Junta militar integrada por los mismos rebelados de hace tres años, la cual derogó la constitución. De los triunviros, Delgado Chalbaud era candidato a presidir el país luego de que la Junta convocara a elecciones, pero fue secuestrado y asesinado en 1950. Tras el incidente, Germán Suárez Flamerich fue designado presidente provisional.
Pérez Jiménez permaneció como ministro de Defensa hasta 1952, fecha de las votaciones para una Asamblea Constituyente. En el transcurso de la jornada, al ver que el opositor URD alcanzaba la mayoría de votos, el oficialista Frente Electoral Independiente desconoció los resultados y suspendió las elecciones. Dos días más tarde, Pérez Jiménez fue proclamado como presidente. Su gobierno impulsó una constitución en 1953, proscribió a la oposición y coartó las libertades civiles. Su principal organismo policial, la Dirección de Seguridad Nacional, arrestó y recluyó a opositores en el campo de concentración de la Isla Guasina y también los ejecutó. Apoyado por los Estados Unidos por ser parte de la red de distribución petrolera y por su anticomunismo, su régimen también se distinguió por un progreso en infraestructura visionaria y tecnológicamente puntera sin igual para el país. Eso, el fomento especial a la inmigración europea y la culminación de complejos proyectos de obras públicas, se enmarcaron como la práctica de un pensamiento nacionalista conocido como el Nuevo Ideal Nacional. A pesar de esto, la antipatía generada por sus actos represivos y sus intenciones de perpetuarse en el poder, incrementó el descontento en su contra.
En contraparte, los indicadores económicos de Venezuela durante el gobierno de Marcos Pérez Jiménez, mostraban un país en crecimiento, con baja inflación y altos niveles de empleo. Durante su mandato bajo la doctrina del "Nuevo Ideal Nacional" llevó a cabo la transformación del país, pasando de tener poblaciones rurales a ser una de las referencias del modernismo en Latinoamérica. En este período se construyeron las principales vías de comunicación, que unieron tanto occidente, centro y oriente del país, así como conglomerados industriales y grandes monumentos. Pérez Jiménez consolidó de 1952 a 1958 buena parte de la infraestructura de Venezuela y su ciudad capital. Su visión de una Caracas moderna convirtió a la ciudad en una metrópolis dispersa y automovilística, atravesada por autopistas y caracterizada por arquitectura modernista. Este legado arquitectónico constituye hoy en día una topografía residual de una Caracas que en los años 1950 se vislumbraba como la capital moderna de América Latina.
La década de 1950 es considerada como un boom económico que se fundamentó en la producción petrolera. Esta pasó de 1,8 millones de barriles diarios (cotizados a 2,14 dólares) a 2,77 millones de barriles diarios (cotizados a 2,65 dólares), según datos del Ministerio de Energía y Minas. A su vez según la División de Estadística de las Naciones Unidas en su Anuario Estadístico de 1964, el crecimiento de la economía venezolana de 1952 a 1958 fue el más alto del hemisferio occidental, por encima de potencias como Estados Unidos, y el Reino Unido. Por otra parte el empleo subió 21% entre 1952 y 1956, mientras que la inflación más alta se ubicó con 1,6% en 1954.
En 1957 se organizó un plebiscito para definir su permanencia para otro lapso de cinco años en el poder. Los boletines oficiales le dieron la victoria, aunque era de sobreentendimiento en todos los sectores del país que se trató de un fraude. Esto produjo un fraccionamiento en las Fuerzas Armadas, dando lugar a una rebelión fallida en el día de Año Nuevo de 1958. Pero la consecuente crisis política desestabilizó las bases del régimen, concluyendo con su deposición por un movimiento cívico-militar el 23 de enero, obligándole a huir hacia República Dominicana para trasladarse a España. Triunfada la rebelión, se organizó una Junta Cívico-Militar de Gobierno presidida por el Contralmirante Wolfgang Larrazábal. Meses después se firmó el Pacto de Punto Fijo, que disponía la alternancia en el poder de Acción Democrática, COPEI y URD, para encauzar la futura política del país, excluyendo a su vez a otros partidos de izquierda como el PCV. La elección a presidente terminó decantándose por Rómulo Betancourt.

### Democracia
La nueva era democrática trajo consigo cambios a nivel político y económico. En el segundo gobierno de Betancourt no se otorgaron más concesiones a multinacionales petroleras, se constituyó la Corporación Venezolana del Petróleo, y se creó la OPEP en 1960, por iniciativa de Juan Pablo Pérez Alfonzo. Se concretó una reforma agraria y se sancionó una nueva constitución en 1961.
El nuevo orden tuvo sus antagonistas. Betancourt sufrió un atentado planeado por el dictador dominicano Rafael Trujillo, y los izquierdistas excluidos del pacto iniciaron una insurgencia armada al organizarse en las Fuerzas Armadas de Liberación Nacional, auspiciadas por el Partido Comunista y Fidel Castro. En 1962 intentaron la desestabilización vía los cuerpos militares, con fallidas revueltas en Carúpano y en Puerto Cabello. Paralelamente, Betancourt promovió una doctrina internacional en la que solo reconocía a los gobiernos electos por votación popular.

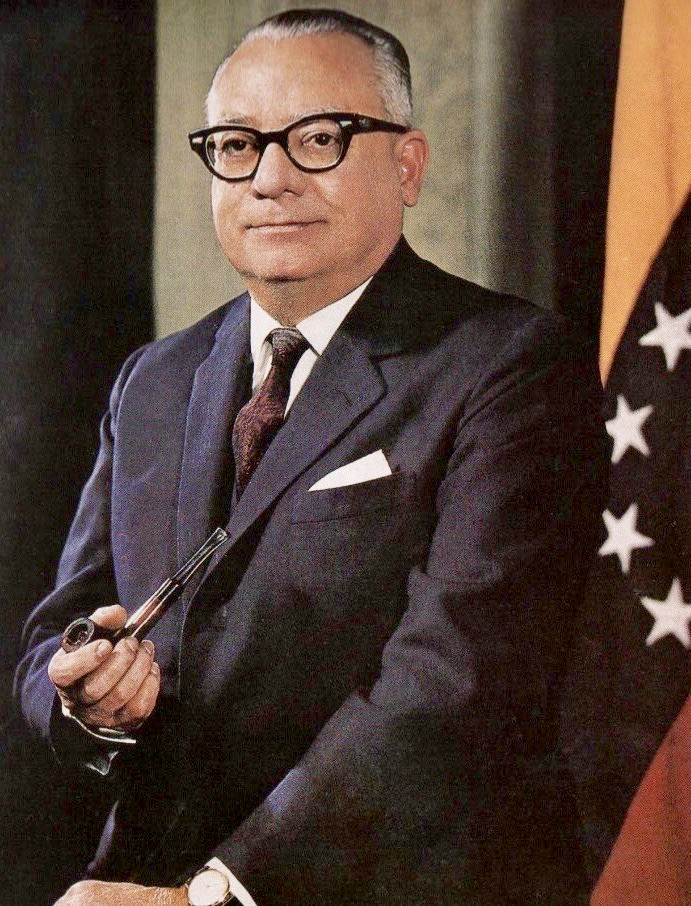
Rómulo Betancourt, además de ser presidente en dos períodos, fue uno de los principales «activistas de la democracia» de Venezuela.

En las elecciones de 1963 resultó elegido Raúl Leoni. Su plataforma consistió en una coalición de partidos de Amplia Base, integrando a AD, URD y el FND. Aunque su gobierno fue de concordia y entendimiento general, tuvo que lidiar con los continuos ataques guerrilleros. De entre estos destaca la invasión a las playas de Machurucuto en 1967, en la que participaron guerrilleros venezolanos y cubanos. Viendo que rendía pocos frutos,[cita requerida] la mayor parte de los guerrilleros abandonaron la lucha armada en ese año. El gobierno de Leoni también se destacó por obras públicas y el desarrollo cultural.
Rafael Caldera ganó los siguientes comicios. Antes de tomar posesión en 1969, estalló la rebelión de Rupununi en la Guayana Esequiba, que representó una oportunidad para anexar el Territorio del Esequibo, reclamado por Venezuela. En este contexto, firmó el Protocolo de Puerto España en 1970. Pactó la tregua definitiva con la guerrilla y garantizó su reintegro a la vida política, legalizando al PCV. En 1974 asumió Carlos Andrés Pérez. En esos años se incrementó enormemente el ingreso de divisas como consecuencia de la crisis del petróleo de 1973, cuando el precio del barril de petróleo pasó bruscamente de $3 a $12, llegándose a la acepción de la Venezuela Saudita, título de un libro de Sanín (Alfredo Tarre Murzi), aunque el nombre lo habían indicado antes Rómulo Betancourt y Laureano Vallenilla Lanz, hijo. En 1975 la industria del hierro fue nacionalizada y al año siguiente la del petróleo, creando a Petróleos de Venezuela, S.A. (PDVSA). Tanto Caldera como Pérez rompieron parcialmente con la Doctrina Betancourt.
En 1979, Luis Herrera Campins es investido como presidente. Inauguró múltiples instalaciones culturales y deportivas. Aunque los ingresos petroleros siguieron en alza, no pudo impedirse el endeudamiento en las finanzas internacionales, forzando el apego a los dictámenes del FMI. En 1983 se devaluó el bolívar en el Viernes Negro, desatando una fuerte crisis económica. En el gobierno de Jaime Lusinchi, se haría poco para contrarrestarla. La corrupción se incrementó y la política económica mantuvo la línea rentista. Por otra parte, en 1987 el incidente de la corbeta Caldas generó uno de los mayores momentos de tensión internacional con Colombia, debido a la disputa por la soberanía sobre el golfo de Venezuela entre ambas naciones.
Carlos Andrés Pérez es nuevamente elegido en 1988 y durante su mandato buscó solventar la recesión al adoptar medidas que originaron grandes protestas sociales, la más grande siendo el Caracazo de 1989. Ese mismo año tuvieron lugar las primeras elecciones directas de gobernadores y alcaldes regionales. Posteriormente se produjeron dos intentos de golpe de Estado en febrero y en noviembre de 1992 encabezados por Hugo Chávez, y Pérez fue finalmente destituido por el Congreso en 1993. Octavio Lepage fue presidente provisional por pocos días, hasta que el historiador y parlamentario Ramón José Velázquez fue designado como presidente interino.
Caldera llegó al poder por segunda vez en 1994, teniendo que manejar la fuerte crisis bancaria que se presentó ese año. El derrumbe e intervención de una decena de bancos culminó con la fuga de capitales, provocando el quiebre de empresas. Para frenar la crisis, inició un programa económico de privatizaciones denominado Agenda Venezuela, pero la grave situación económica continuaría con el decaimiento de los partidos políticos que habían estado activos desde mediados del siglo XX.

### Revolución bolivariana
La «Revolución bolivariana» es el nombre dado por Hugo Chávez y sus partidarios al proyecto político, ideológico y social que comienza en 1998, con la elección de Chávez como presidente del país. Según sus partidarios, la revolución está basada en el ideario de Simón Bolívar, en las doctrinas de Simón Rodríguez, quien proponía que Latinoamérica inventara su propio sistema político, y el general Ezequiel Zamora "Tierras y Hombres Libres" y "Horror a la Oligarquía", quien defendía la tenencia de la tierra para los campesinos que la trabajaban. Tiene como fin impulsar el patriotismo hispanoamericano y llegar a un nuevo socialismo. Una de sus primeras medidas fue el aprobar mediante referéndum popular una nueva constitución en 1999 que, entre otras cosas, cambió el nombre del país a República Bolivariana de Venezuela.

##### Hugo Chávez
Chávez ganó las elecciones presidenciales de 1998. Fue apoyado por la alianza partidista «Polo Patriótico». Promovió una nueva constitución, la cual se aprobó por referéndum en diciembre de 1999, y que trajo consigo la renovación del Poder Público por una Asamblea Nacional Constituyente la cual reemplazo al congreso nacional, quedó conformada en un 95% por oficialistas, lo cual puso en cuestión la independencia de poderes del Estado en algunos sectores de la sociedad venezolana. Mediante dicho referéndum, el nombre oficial del país cambia de «República de Venezuela» a «República Bolivariana de Venezuela», en homenaje al libertador venezolano Simón Bolívar.

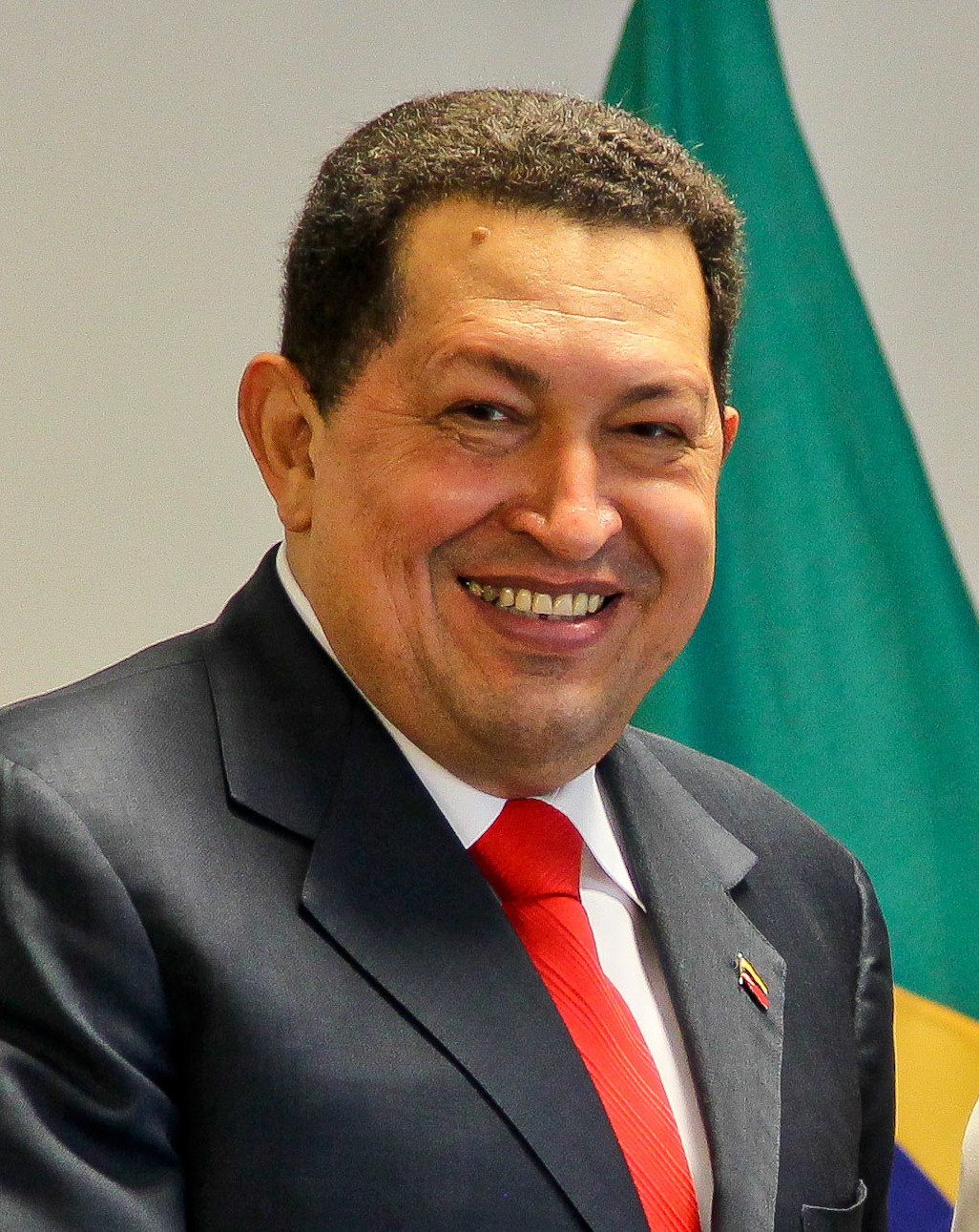
Hugo Chávez, Presidente de Venezuela desde 1999 a 2013.

En 2001, Chávez promulgó 49 leyes sobre la administración de tierras, gracias a una habilitación de la Asamblea Nacional, en el marco de su plataforma llamada como Revolución bolivariana, generando conflictos con la oposición. Ello desembocó en un paro nacional convocado por la Confederación de Trabajadores de Venezuela (CTV) y por la cámara de empresarios (Fedecámaras).
En 2002 comenzaron un gran número de protestas en contra de las 49 leyes. Ese año, tras una masiva manifestación en Caracas, el 11 de abril de 2002 se da el Golpe de Estado de 2002. Ante una supuesta renuncia y detención de Chávez, Pedro Carmona, dirigente de Fedecámaras, se autoproclamó Presidente con el apoyo de la CTV y varios partidos políticos de oposición. Según una investigación realizada por Izquierda Unida, el periodista y asesor José Manuel Fernández dice que "Poderosos medios de comunicación, en Venezuela y en el exterior apoyaron directa e indirectamente el golpe". Como primera acción de gobierno, Carmona desintegró todos los poderes constituidos e instauró un gobierno de facto. Esa misma noche Chávez fue restituido, luego de ser rescatado en una acción comando en la isla donde había sido preso. Muchos politólogos y políticos coinciden en aseverar que no fue un golpe de Estado, sino un autogolpe, en el que Hugo Chávez puso a prueba a su Estado mayor y pudo saber quiénes le eran leales y quiénes no. La oposición organizó luego en diciembre de 2002 un paro general solicitando la renuncia de Chávez, uniéndose a esta muchos trabajadores de Petróleos de Venezuela, ocasionando grandes pérdidas económicas para el país. Se solicitó luego un referéndum revocatorio, realizado finalmente en 2004 y en él, Chávez resultó victorioso.
La gestión de Chávez mantuvo una línea izquierdista que buscaba llevar al país hacia lo que denominó el Socialismo del siglo XXI. Creó programas de ayuda y desarrollo social —Misiones Bolivarianas—. Manifestó desagrado por el imperialismo político-económico que, según sus palabras, gestionó el gobierno de Estados Unidos. A su vez, fortaleció relaciones con antiguos rivales de Estados Unidos, como Rusia, China y Vietnam, o rivales ideológicos, como Cuba, Irán, Bielorrusia y Siria.
En 2005, los partidos chavistas consiguieron el control de casi todas las gobernaciones del país y de la Asamblea Nacional, elecciones a las cuales la oposición no acudió alegando «falta de garantías». Las siguientes elecciones presidenciales se realizaron en diciembre de 2006, en las que Chávez fue reelecto frente a Manuel Rosales, su contrincante directo. Anunció luego que impulsaría su proyecto político a través de reformas a la Constitución, incluyendo el control de la Fuerza Armada, nuevos controles económicos y la reelección indefinida. En ese proceso, no se renovó la concesión para señal abierta al canal de televisión RCTV, medida que generó rechazo en parte de la población y que propició la activación del Movimiento estudiantil venezolano. En diciembre de 2007 se celebró un referéndum sobre dichas propuestas, las cuales fueron finalmente rechazadas por el electorado, manteniendo a la Constitución en su versión de 1999.
En noviembre de 2008, se realizaron elecciones regionales, en las cuales el oficialista Partido Socialista Unido de Venezuela obtuvo 17 de las 22 gobernaciones en disputa. La oposición, por su parte obtuvo la gobernación de cinco de los ocho estados más poblados de Venezuela. En febrero de 2009, se realizó un nuevo referéndum sobre una propuesta de enmienda planteada por Hugo Chávez que permitiría levantar los límites a la reelección de todos los cargos de elección popular incluido el presidente de la República, que fue aprobado por el electorado.
Se estima que durante su gobierno la deuda pública se multiplicó, la mayor parte de la deuda está sustentada en los bonos Soberanos y bonos PDVSA, otras deudas a convenios con países como China y Rusia y un tercer grupo se debe a pagos pendientes por las expropiaciones de empresas transnacionales, lo que trajo como consecuencia una hiperinflación desde el año 2017.

##### Maduro y la crisis venezolana
En las elecciones presidenciales de Venezuela para el período 2013-2019, el presidente Chávez fue reelecto para un tercer mandato consecutivo, pero debido a que falleció en marzo de 2013 por complicaciones de un cáncer del colon, el 14 de abril de 2013 se realizó una nueva elección en donde el entonces vicepresidente Nicolás Maduro obtuvo una ajustada victoria a nivel nacional dándole continuidad a la Revolución bolivariana. En estas elecciones hubo 14 988 563 votos válidos, de los cuales Maduro obtuvo 7 587 532 (el 50,61 %), y Henrique Capriles Radonski 7 363 264 (el 49,1 %). La conflictividad política de 2013 por los resultados de la elección presidencial desencadenó en las manifestaciones en Venezuela de 2014, aunado a la crisis económica, un aumento sostenido de los índices de criminalidad a nivel nacional y denuncias de corrupción en organismos públicos.

Posición de países respecto a la crisis presidencial:
Venezuela
Desconocimiento de Nicolás Maduro
Reconocimiento de Nicolás Maduro
Posición neutral en el conflicto
Reconocimiento a la Asamblea Nacional

Las elecciones parlamentarias de 2015, que se celebraron el 6 de diciembre de 2015, resultaron en la victoria de la Mesa de la Unidad Democrática (MUD), principal movimiento de oposición al gobierno del presidente Nicolás Maduro, con el 56,3 % de los votos y 112 de los 167 diputados de la Asamblea Nacional (incluidos 3 diputados por la Representación Indígena a la Asamblea Nacional), correspondiendo a una mayoría cualificada. Sin embargo, desde su instalación el 5 de enero de 2016, la mayoría de las leyes aprobadas por la nueva Asamblea Nacional fueron declaradas inconstitucionales por el Tribunal Supremo de Justicia (TSJ) y solamente una ley entró en vigor, creando así un vacío de poder llevado adelante por el tirbunal. En una secuencia de varias sentencias desde el 1 de agosto de 2016 el TSJ declaró en desacato a la Asamblea y nulos y sin validez todos sus actos por no desincorporar a tres diputados del estado Amazonas, cuya elección está bajo suspensión cautelar por presuntas irregularidades. La desincorporación del 9 de enero de 2017 fue declarada inválida por el TSJ. Con el argumento del desacato, el Tribunal Supremo de Justicia asumió varias competencias que de acuerdo a la Constitución son de la Asamblea Nacional, como la aprobación y la prórroga del estado de excepción, el control del presupuesto y el derecho de recibir las cuentas del Gobierno. En la sentencia 156 del 29 de marzo de 2017 la Sala Constitucional del TSJ advirtió de manera general «que mientras persista la situación de desacato... las competencias de la Asamblea Nacional serán ejercidas directamente» por ella. Luego de una intervención de la fiscal general Luisa Ortega Díaz que habló de «varias violaciones del orden constitucional», el TSJ en una sentencia del 1 de abril de 2017 revirtió su decisión de asumir todas las funciones del Parlamento.
A pedido de 20 países miembros el Consejo Permanente de la Organización de Estados Americanos (OEA) en una sesión el 3 de abril de 2017 consideró «los sucesos recientes en Venezuela» y urgió «al Gobierno de Venezuela a actuar para garantizar la separación e independencia de los poderes constitucionales y restaurar la plena autoridad de la Asamblea Nacional». La sesión, en que solo 21 miembros de la OEA estaban presentes, es considerada ilegal por los gobiernos de Bolivia, Venezuela y Nicaragua. El 26 de abril de 2017 el Consejo Permanente de la OEA con una mayoría de 19 votos acordó convocar una reunión de Consulta de Ministros de Relaciones Exteriores para considerar la situación en Venezuela. El gobierno de Maduro mantiene que la convocatoria de cancilleres aprobada viola la Carta de la OEA e inició el proceso oficial de retirada de Venezuela de la OEA.
En 2019 estalla la crisis presidencial de Venezuela en torno a la legitimidad de quién ocupa la presidencia del país, después de que el 10 de enero de 2019 la Asamblea Nacional de Venezuela declarara que Nicolás Maduro estaba usurpando el cargo de presidente y Juan Guaidó —en calidad de presidente de la Asamblea Nacional— tomara juramento como presidente encargado del país. Tras asumir la presidencia interina, Guaidó propuso tres objetivos centrales para su estrategia política: el cese de la usurpación del gobierno de Nicolás Maduro, el establecimiento de un gobierno de transición impulsado por la Asamblea Nacional y la celebración de elecciones libres y transparentes. Guaidó fue reconocido por más de cincuenta países como presidente encargado de Venezuela, incluyendo el Grupo de Lima, con la excepción de México, la mayoría de países de la Unión Europea, el Parlamento Europeo, Estados Unidos, Australia, Japón e Israel, entre otros. Adicionalmente, siete países reconocen la legitimidad de la Asamblea Nacional. Por otro lado, veinte países reconocen a Maduro, incluyendo a algunos países del ALBA como Cuba y Nicaragua, además de países aliados como lo son China, Turquía y Rusia. Mientras que diecisiete países se han declarado neutrales a esta crisis, junto con la Organización de las Naciones Unidas y el Vaticano.
El 3 de abril de 2024, Venezuela promulga la Ley Orgánica para la Defensa de la Guayana Esequiba que crea un nuevo estado en el territorio en disputa. Para mayo de 2025, se eligió el primer gobernador para el Estado de Guayana Esequiba, resultando ganador Neil Villamizar.
El 28 de julio de 2024, se celebraron elecciones presidenciales en el país, con Nicolás Maduro Moros y Edmundo Gonzáles Urrutia como principales candidatos por el oficialismo y la oposición respectivamente. En lo que han sido las elecciones más polémicas en la historia de Venezuela, el CNE (Consejo Nacional Electoral), anuncio el triunfo de Maduro el cual fue rápidamente desmentido por la oposición con María Corina Machado al frente. La oposición aseguro tener las actas de resultados que emiten cada una de las máquinas usadas para el sufragio en toda Venezuela, escaneando cada una de las actas y publicándolas en una página especialmente habilitada para tal fin. Esto fue catalogado como falso por Maduro pero el CNE en ningún momento publicó las actas, en contravención de las leyes electorales establecidas durante el gobierno de Hugo Chávez y redactadas por la Asamblea Nacional que en aquel entonces era dominada por partidos oficialistas, mientras que la oposición sí publicó el 85,18% de las actas válidas y que daban cuenta del triunfo del candidato opositor con 7.443.584 votos para un 67% contra 3.385.155 votos para un 30% que obtuvo Maduro. Sin embargo; Maduro y el CNE desconocieron los resultados y ordenaron la represión violenta de las personas que salieron a protestar exigiendo la salida de Maduro.
Esto derivo en arrestos masivos incluso de menores de edad y en la gran mayoría de casos; de personas desarmadas. Igualmente hubo personas fallecidas y otras que fueron torturadas en los días posteriores para así aplacar las protestas en la calle. De esta manera; Maduro conservo el poder afianzándose en lo que medios internacionales, políticos y organizaciones a nivel mundial han denominado como una dictadura.

## Gobierno y política
La Constitución vigente de Venezuela, aprobada en referéndum constitucional el 15 de diciembre de 1999 y promulgada cinco días después, establece que la República Bolivariana de Venezuela se constituye en un Estado social y democrático de Derecho y de justicia que "propugna como valores superiores de su ordenamiento jurídico y de su actuación, la vida, la libertad, la justicia, la igualdad, la solidaridad, la democracia, la responsabilidad social y, en general, la preeminencia de los derechos humanos, la ética y el pluralismo político".
En los términos establecidos en la Constitución de la República, Venezuela asume la forma de un Estado federal descentralizado, y se rige por los principios de integridad territorial, cooperación, solidaridad, concurrencia y corresponsabilidad. El mismo tiene como fines la protección y fomento de la persona y su humanidad, garantizar el ejercicio democrático de la voluntad popular, y la búsqueda de un estado de bienestar general. Para la consecución de tales metas, se señalan como vías el desarrollo de la educación y el trabajo.
Se establece además que la forma de gobierno es la de una república presidencialista, encabezada por el presidente de la República funciona jefe del Estado y jefe del Poder Ejecutivo Nacional a la vez. La soberanía, la cual reside en el pueblo, se ejerce de dos maneras: directamente a través de la Constitución misma y de la ley, e indirectamente, mediante el sufragio, por el Poder Público, cuyos componentes están sometidos a dicha soberanía popular y se deben a ella. Todos los entes públicos están sujetos a lo previsto en esta Constitución. El Presidente tiene la facultad de dirigir las acciones del Gobierno.
Actualmente; el país vive bajo un régimen dictatorial del cual esta al frente Nicolás Maduro Moros, quien se ha mantenido en el poder de manera polémica al tener más de 940 presos políticos por oponerse al régimen, entre otras estrategias que a utilizado donde la represión al pueblo, la manipulación y vigilancia desde organizaciones vecinales y chantaje en cuanto a acceso a la educación y la salud han sido claves en sus intereses propios.

### División de poderes
Las autoridades nacionales del Estado residen en Caracas, Distrito Capital, ya que según la Constitución Nacional, es el asiento de los órganos del Poder Público Nacional. La administración pública está al servicio de los ciudadanos y se fundamenta en los principios de honestidad, participación, celeridad, eficacia, eficiencia, transparencia, rendición de cuentas y responsabilidad, según lo exige el Artículo 141 de la Constitución de la República.
El Poder Público Nacional se divide en Legislativo, Ejecutivo, Judicial, Ciudadano y Electoral; cada una de las ramas del Poder Público tiene sus funciones propias, pero los órganos a los que incumbe su ejercicio colaborarán entre sí en la realización de los fines del Estado. El Poder Público Nacional está conformado por los órganos y entes del Estado con competencia nacional que se enmarcan dentro de la Constitución de la República:
El poder legislativo se ejerce por órgano de la Asamblea Nacional de la República Bolivariana de Venezuela, el cual es un parlamento unicameral que ejerce la función legislativa —formación, discusión y sanción de las leyes nacionales, y de los códigos legales del país—, la función de control político sobre la Administración Pública Nacional y el Gobierno, y la función de promoción de la organización y la participación ciudadana en los asuntos de su competencia. Desde enero de 2021 se compone de 277 diputados elegidos mediante sufragio universal, directo y secreto en cada entidad federal (antes de 2020 eran 167 diputados). El período de duración del mandato legislativo es de cinco años y pueden ser reelegidos de acuerdo con la Enmienda n.º 1 de la Constitución de la República.

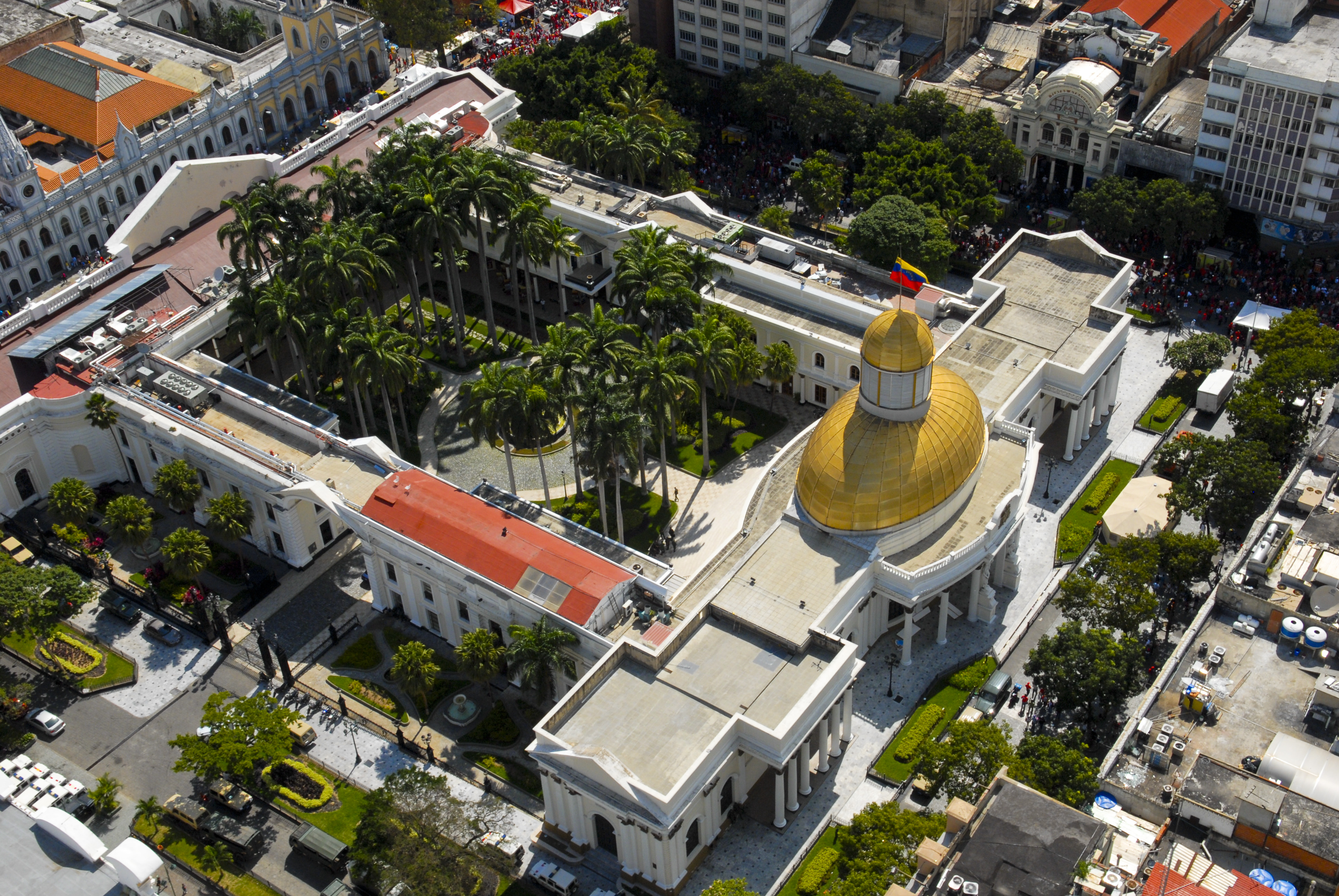
Vista del Palacio Federal Legislativo, sede de la Asamblea Nacional, la cual ejerce el Poder Legislativo Nacional.

El poder ejecutivo se ejerce por órgano del Presidente de la República, del Vicepresidente Ejecutivo, de los Ministros y de los demás funcionarios que establecen la Constitución de la República y la ley. El Presidente de la República es elegido por sufragio directo, secreto y universal para un mandato que dura 6 años, teniendo la posibilidad de ser reelegido para nuevos períodos. Es el jefe del Estado, jefe del Poder Ejecutivo Nacional, Comandante en Jefe de la Fuerza Armada Nacional Bolivariana, y dirige las relaciones exteriores de la República. El Vicepresidente Ejecutivo es colaborador directo e inmediato del Presidente. Coordina las relaciones del Ejecutivo Nacional con la Asamblea Nacional, preside el Consejo Federal de Gobierno y suple las faltas temporales del Presidente de la República. Los Ministros son órganos directos del presidente, y reunidos con este y con el vicepresidente, integran el Consejo de Ministros. El procurador general de la República asiste, con derecho a voz, a las reuniones del Consejo de Ministros. Adicionalmente, el presidente puede convocar al Consejo de Estado, siendo un órgano superior de consulta del Gobierno y de la Administración Pública Nacional para recomendar políticas de interés nacional en asuntos de especial trascendencia.
El poder judicial se ejerce por órgano del Tribunal Supremo de Justicia y los demás tribunales que determine la ley. Estos, conjuntamente con el Ministerio Público, la Defensa Pública, los órganos de investigación penal, los auxiliares y funcionarios de justicia, el sistema penitenciario, los medios alternativos de justicia, los ciudadanos que participan en la administración de justicia conforme a la ley y los abogados autorizados para el ejercicio, integran el Sistema de Justicia.
El Poder Ciudadano se ejerce por órgano del Consejo Moral Republicano, conformado por el Ministerio Público, la Contraloría General de la República, y la Defensoría del Pueblo. Cualquiera de las máximas autoridades de los órganos que integran este Poder puede ser elegido presidente del Consejo Moral Republicano por periodos de un año, reelegibles. Entre sus funciones están prevenir, investigar y sancionar hechos que atenten contra la ética pública y la moral administrativa, velar por el buen uso del patrimonio público y preseleccionar a los candidatos a magistrados del Tribunal Supremo de Justicia.
El Poder Electoral se ejerce por órgano del Consejo Nacional Electoral, el cual tiene como órganos subordinados: la Junta Electoral Nacional, la Comisión de Registro Civil y Electoral y la Comisión de Participación Política y Financiamiento. Su objetivo es reglamentar y gestionar los procesos electorales así como la aplicación de la personalización del sufragio y la representación proporcional. El CNE mantiene, organiza, dirige y supervisa el Registro Civil y Electoral. La Constitución de 1999 incorpora la figura del referéndum revocatorio para todos los cargos de elección popular, los cuales pueden ser sometidos a nueva elección a la mitad del mandato, como una forma novedosa de permitir una decisión política de la ciudadanía sobre los funcionarios electos.

### Partidos políticos
La organización que se puede llamar propiamente el primer partido político venezolano es el Partido Liberal, creado por Tomás Lander y Antonio Leocadio Guzmán en 1840. Surgido como una respuesta al gobernante Partido Conservador, ambos se disputarían el poder a lo largo del siglo XIX. A partir de estos surgirían partidos derivados, disueltos luego por la dictadura gomecista. En la posterior etapa democrática han surgido algunos de los partidos más importantes en la escena nacional, como Unión Republicana Democrática (URD, f. 1945), el Movimiento Electoral del Pueblo (MEP, f. 1967), La Causa R (f. 1971), ente otros.
En la actual vida política del país, los que cobran especial relevancia son el Partido Socialista Unido de Venezuela (PSUV), que es el partido de gobierno; Voluntad Popular (VP) por iniciativa de Leopoldo López en 2009; Vente Venezuela (VV), fundado por María Corina Machado en el año 2012; Un Nuevo Tiempo (UNT) conformado como partido nacional en 2007 y el primer partido de la coalición opositora; Primero Justicia (PJ), nacional desde 2003; Acción Democrática (AD), de tendencia socialdemócrata, fundado en 1941 por Rómulo Gallegos y Rómulo Betancourt; el Comité de Organización Política Electoral Independiente (COPEI), de corte socialcristiano, fundado en 1946 por Rafael Caldera; el Movimiento al Socialismo (MAS), también socialdemócrata, creado en 1971; y el Partido Comunista de Venezuela (PCV), fundado en 1931 y legalizado en 1945. Algunos partidos de importancia a nivel regional son Proyecto Carabobo (fundado en 1997 con Proyecto Venezuela), Patria Para Todos (PPT), y Por la Democracia Social (Podemos), fundado en 2003 por Ismael García.

### Relaciones exteriores

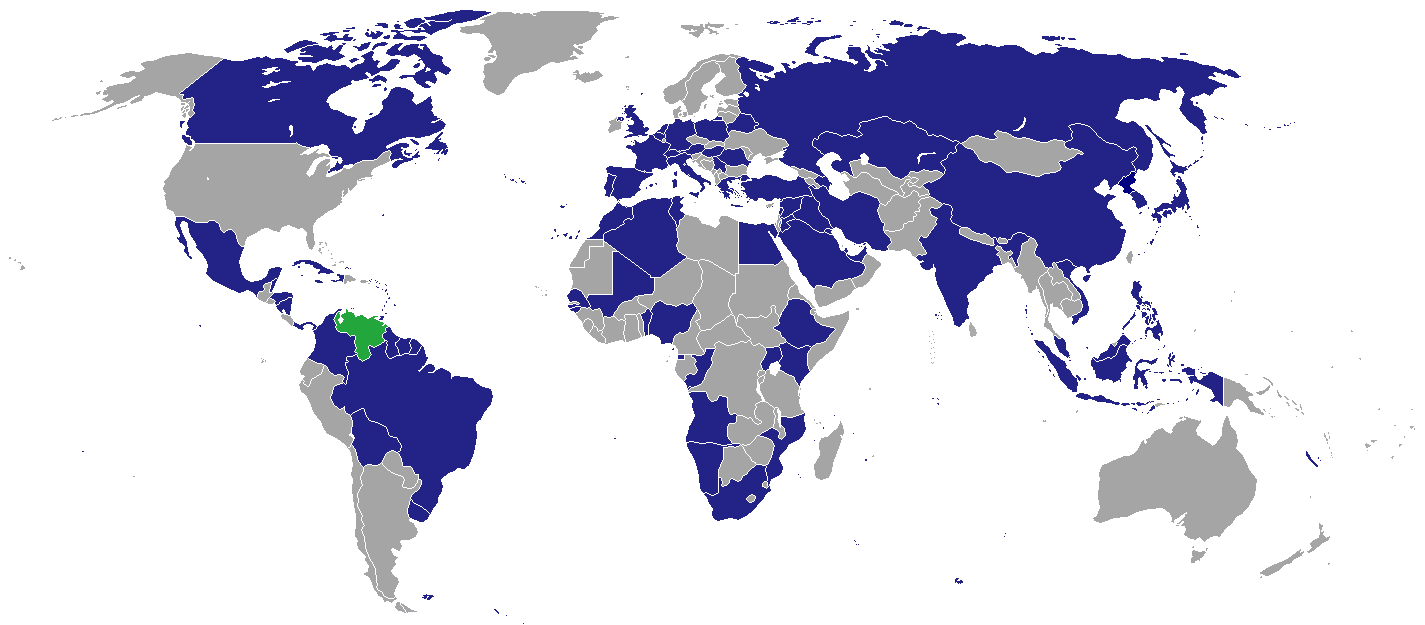
Países con misiones diplomáticas de Venezuela.

La política exterior venezolana ha variado de acuerdo a la naturaleza de su gobierno. Dado que en sus primeros años como nación independiente el país padeció un largo período de turbulencia interna, no pudo delinear una política internacional concreta, pero se enfocaba en la demarcación de límites. A principios del siglo XX, se tuvieron relaciones difíciles con las potencias europeas y con los Estados Unidos por la deuda extranjera, y se mantuvo neutral durante la Segunda Guerra Mundial hasta que tomó partido por los Aliados el 15 de febrero de 1945. En los años 1950, Venezuela mantenía lazos estrechos con dictaduras existentes para la época en Iberoamérica, y con Estados Unidos. El restablecimiento del sistema democrático de gobierno en 1958 genera cambios significativos en la política exterior de Venezuela, estando enmarcada dentro de la Constitución de 1961 y concretándose en tres lineamientos básicos: democracia, petróleo y presencia internacional activa. Bajo la Doctrina Betancourt, solo reconocía a los gobiernos democráticos. En los años 1980, integró junto con otros países el Grupo Contadora, para buscar la paz en los conflictos armados de América Central.

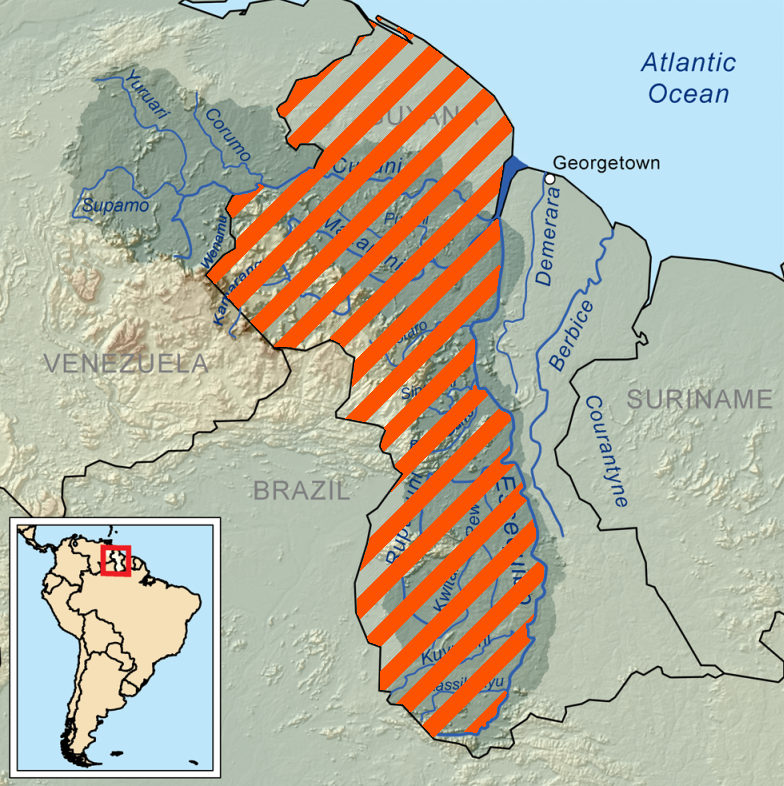
Rayada en naranja, el área administrada por Guyana y reclamada por Venezuela.

Según el Artículo 153 de la Constitución de 1999, se favorece la integración latinoamericana y caribeña, privilegiando relaciones con Iberoamérica. Durante la Revolución bolivariana, el Gobierno venezolano se ha acercado a gobiernos de clara línea izquierdista y antiimperialista, como Cuba, Rusia y China; a la vez que se han suscitado percances y distanciamientos en las relaciones diplomáticas con Colombia, México y Estados Unidos. Venezuela ha ocupado un sitial en el Consejo de Seguridad de la ONU en cuatro ocasiones, en los períodos de 1962 a 1963, de 1977 a 1978, de 1986 a 1987, de 1992 a 1993 y de 2015 a 2016.En 2006 se postuló sin resultar electa.
Venezuela posee un largo historial de reivindicaciones territoriales con Guyana y con Colombia. Los límites orientales del país con Guyana, trazados por el Laudo de París de 1899 (declarado nulo e írrito por Venezuela), van desde el monte Roraima hasta Punta Playa en el océano Atlántico. Sin embargo, Venezuela reclama el territorio denominado como Guayana Esequiba, que abarcaría desde la frontera entre ambos países hasta el río Esequibo, lo que son las regiones 1 (Barima-Waini), 2 (Cuyuni-Mazaruni), 7 (Pomeroon-Supenaam), 8 (Potaro-Siparuni), 10 (Alto Takutu-Alto Essequibo) y la zona occidental de la 5 (Islas Essequibo-Demerara Occidental), apoyándose en el Acuerdo de Ginebra de 1966, suscrito con el Reino Unido.
Asimismo, mantiene un diferendo con Colombia sobre la soberanía del golfo de Venezuela. La disputa, que se remonta al momento de disolución de la Gran Colombia, se cree que tiene como móvil la presencia de hidrocarburos en el golfo, y que a su vez motivó el estallido de la crisis de la corbeta Caldas en 1987. La problemática fue abordada nuevamente en 2007, cuando se acordó continuar las negociaciones entre ambas partes.

Organizaciones internacionales de las cuales Venezuela es miembro
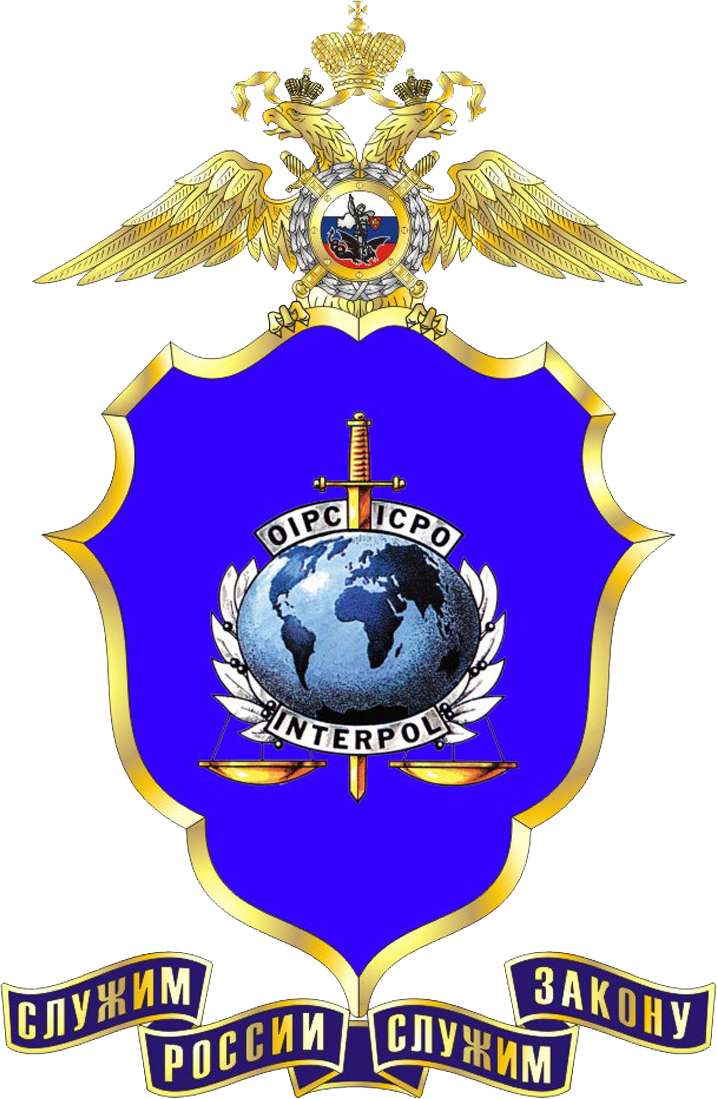
Interpol
ONU
Unesco
OMS
UNASUR
Mercosur
Cruz Roja
COI
OMC
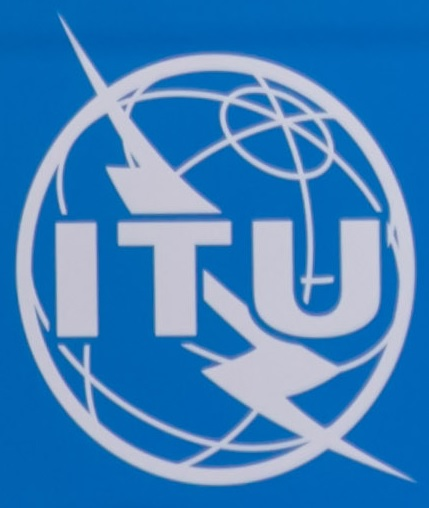
UIT
IAEA
OPEP

### Defensa nacional y seguridad
La defensa de Venezuela está a cargo de la Fuerza Armada Nacional Bolivariana, que, según el Artículo 328 de la Constitución Nacional, es un ente organizado por el Estado para el servicio de la Nación, y que ostenta el deber de vigilar la independencia y soberanía del espacio geográfico del país, la integridad del territorio, y de participar en su desarrollo, además de mantenerse apolítico.
La institución militar venezolana en su conjunto tiene sus raíces en el Ejército Libertador comandado por Simón Bolívar y varios líderes republicanos durante la Guerra de Independencia, pero no puede hablarse de un ejército permanente y profesional hasta 1910, cuando Juan Vicente Gómez pone en funcionamiento la Academia Militar de Venezuela, conjuntamente con el establecimiento de nuevas instituciones para su actividad, de la Aviación Nacional y de un nuevo Código Militar, en aras de eliminar los diversos caudillismos regionales y preservar la paz en el país.
Actualmente, la FANB agrupa cinco componentes esenciales, los cuales son:
- Ejército Bolivariano: institucionalizado en los albores del siglo XX, que se encarga de las operaciones terrestres y protección de las fronteras territoriales. Su día se celebra el 24 de junio, en conmemoración de la batalla de Carabobo.[132]

- Armada Bolivariana: existente ya desde 1811, es el encargado de la defensa naval y de la preservación de la soberanía sobre los espacios acuáticos de Venezuela. Su día es el 24 de julio, en conmemoración a la batalla naval del Lago de Maracaibo.[133]

- Aviación Militar Bolivariana: creada en 1920 e independiente desde 1946, que tiene por objetivo el resguardo del espacio aéreo de Venezuela. Su aniversario se celebraba el 10 de diciembre,[134] pero por decreto del presidente Hugo Chávez, desde 2010 se celebra el 27 de noviembre, en conmemoración del segundo intento de golpe de Estado de 1992.[135]
- Guardia Nacional Bolivariana: fundada en 1937 por Eleazar López Contreras, anteriormente conocida como Fuerzas Armadas de Cooperación. Tiene por finalidad última conducir las operaciones exigidas para el mantenimiento del orden interno del país, cooperar en el desarrollo de las operaciones militares requeridas para asegurar la defensa de la Nación, ejercer las actividades de policía administrativa y de investigación penal que le atribuyan las leyes, así como también participar activamente en el desarrollo nacional, en el territorio y demás espacios geográficos de la República Bolivariana de Venezuela. Su aniversario es el 4 de agosto.[136]
- Milicia Bolivariana: fundada en 2005, funciona como reserva y celebra su día el 13 de abril de cada año.[137]

El servicio militar es obligatorio —aunque sin reclutamiento forzoso— para todo hombre o mujer entre 18 y 60 años, y debe cumplirse por un período de un año. La FANB poseen además su propio Sistema Educativo Militar, donde su Universidad Militar Bolivariana de Venezuela (UMBV), tiene adscrita siete academias: Academia Militar del Ejército Bolivariano (AMEB), Academia Militar de la Armada Bolivariana (AMARB), Academia Militar de la Aviación Bolivariana (AMAB), Academia Militar de la Guardia Nacional Bolivariana (AMGNB), Academia Militar de Oficiales de Tropa C/J Hugo Rafael Chávez Frías (AMOTHCH), Academia Técnica Militar Bolivariana (ATMB) y Academia Militar de Medicina (AMMED). Esta institución gradúa oficiales de comando, tropa, técnicos y médicos cirujanos militares.
Las fuerzas policiales del país están organizadas a nivel nacional, estatal y municipal, siendo administradas por sus respectivas gobernaciones y alcaldías como producto de la descentralización. No obstante, el Ejecutivo Nacional creó en 2009 la Policía Nacional Bolivariana (PNB), un organismo adicional que es la principal fuerza de seguridad en el país. El principal organismo de investigaciones en el país es el Cuerpo de Investigaciones Científicas, Penales y Criminalísticas (CICPC), encargado de la investigación de delitos y crímenes en todo el país. Asimismo, dentro de las fuerzas de seguridad se cuentan al principal servicio de inteligencia, el Servicio Bolivariano de Inteligencia Nacional (SEBIN) y la Dirección General de Contrainteligencia Militar (DGCIM). Esta cuenta también con su propia institución universitaria llamada Universidad Nacional Experimental de la Seguridad, donde a través de varios PNF, gradúan TSU y licenciados en las diferentes ramas de los cuerpos especiales, además que cuenta con estudios de posgrado.

Principales ramas de la Fuerza Armada Nacional Bolivariana
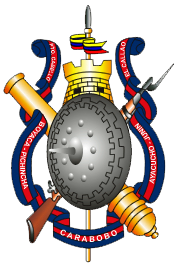
Ejército Bolivariano
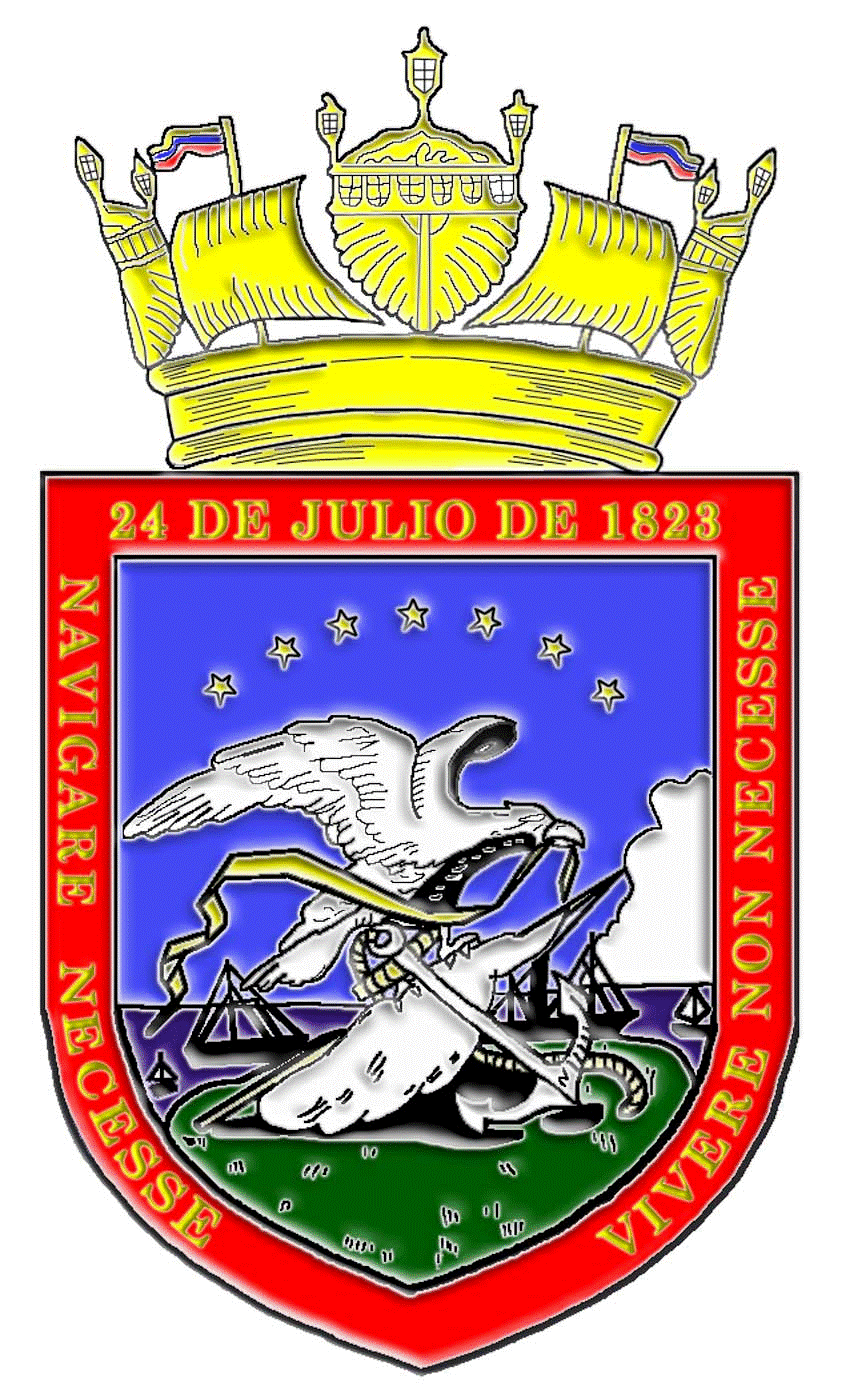
Armada Bolivariana
Aviación Militar Bolivariana
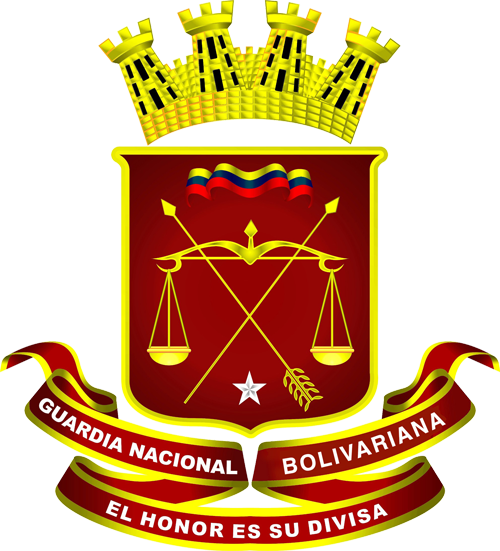
Guardia Nacional Bolivariana
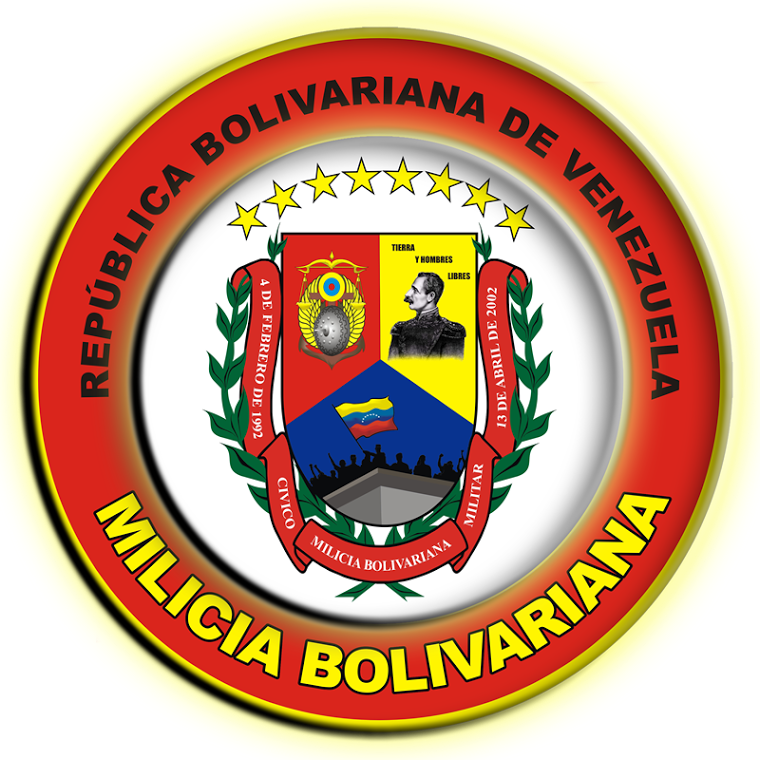
Milicia Bolivariana

### Derechos humanos
De acuerdo al Índice de democracia de The Economist en 2017, el país se incluyó en la lista como un «régimen autoritario», lo que revela cómo los derechos humanos se han erosionado en el país. Organizaciones de derechos humanos han expresado su preocupación por los ataques contra periodistas, el acoso a los defensores de los derechos humanos y las malas condiciones en las cárceles. Según el informe de Human Rights Watch de 2017, durante los gobiernos de Hugo Chávez y Nicolás Maduro la acumulación de poder en el Poder Ejecutivo y la erosión de las garantías de derechos humanos han permitido al gobierno intimidar, perseguir, torturar e incluso enjuiciar penalmente y fusilar extrajudicialmente a sus opositores políticos.
En 2019 el Alto Comisionado para los Derechos Humanos de las Naciones Unidas (ACNUDH) reportó: “Los agentes de seguridad, notablemente los miembros del SEBIN, la DGCIM y la GNB, recurrieron a tales medidas para intimidar y castigar a los detenidos, así como para extraer confesiones e información. Los casos más graves tuvieron lugar por lo general en locales del SEBIN, la DGCIM y del ejército, en todo el país (...) Los casos documentados por el ACNUDH, junto con la información recogida, indican que los malos tratos y la tortura infligidos a personas privadas de libertad por haber expresado ciertas opiniones políticas o por haber ejercido sus derechos humanos no son incidentes aislados. Por el contrario, se ha documentado que las mismas formas de malos tratos han sido cometidas por agentes de diferentes unidades de seguridad en todo el país, en diferentes centros de detención y con el presunto conocimiento de oficiales superiores, lo que demuestra claramente la existencia de un patrón de conducta”.
Igualmente en septiembre de 2020, ACNUDH esta vez reportó que el Gobierno, los agentes estatales y los grupos que trabajaban con ellos habían cometido violaciones flagrantes de los derechos humanos de hombres y mujeres en Venezuela. Identificó patrones de violaciones y crímenes altamente coordinados de conformidad con las políticas del Estado y parte de un curso de conducta tanto generalizado como sistemático, constituyendo así crímenes de lesa humanidad.También por consenso público se señala a Venezuela como una dictadura moderna, un país que es señalado por su único partido en el poder por más de veinte años y constituido por personajes políticos confabulados en escándalos ilícitos. Venezuela sufre actualmente una desestabilización no solo por el lado político sino también social y económico, con altos índices de pobreza solo sobrepasados por Haití.

## Organización político-territorial
El territorio venezolano se divide en 23 estados federales, un Distrito Capital —que comprende la ciudad de Caracas—, y las Dependencias Federales —conformadas por más de 311 islas, islotes y cayos en su mayoría deshabitados—. Los estados a su vez están subdivididos en Municipios. Los estados son autónomos e iguales políticamente, organizando su administración y sus Poderes Públicos por medio de una Constitución Estadal, dictada por el Consejo Legislativo de acuerdo con las leyes de la Federación. Mantienen todo el poder no delegado explícitamente al gobierno nacional y municipal, según se lee en el Artículo 164 de la Constitución.

### Estados
El Poder Público Estatal se encuentra dividido en cuatro ramas. El Poder Legislativo de los estados recae sobre el Consejo Legislativo unicameral, cuyos diputados son electos por voto popular, directo y secreto cada cuatro años, pudiendo ser reelegidos, bajo un sistema de representación proporcional de la población del estado y sus municipios, con un mínimo de 7 y máximo de 15. Los estados pueden sancionar leyes sobre cuestiones regionales, pero las principales leyes civiles, comerciales, penales, laborales, de seguridad social y de minería son competencia de la Asamblea Nacional. El Poder Ejecutivo de los estados lo ejerce un Gobernador acompañado de los Secretarios Estatales. El Gobernador también es electo por sufragio directo y secreto para un período de cuatro años y con posibilidad a una reelección inmediata, siendo el encargado de la administración estatal. Los estados poseen otras instituciones como Contralorías Estatales y la Procuradurías. El Poder Judicial está representado por el Tribunal Supremo de la República, pero dividido en circuitos judiciales en cada estado coordinados por la Dirección Ejecutiva de la Magistratura Regional. El Poder Electoral está en cada estado mediante los Oficinas Electorales dependientes del CNE.
El control fiscal estatal se ejerce por órgano de una Contraloría en cada Estado, que fiscaliza los ingresos, gastos y bienes estatales, sin menoscabo del alcance de las funciones de la Contraloría General de la República. La planificación estatal, por su parte, se ejerce por órgano de un Consejo de Planificación y Coordinación de Políticas Públicas en cada Estado, presidido por el gobernador e integrado por los Alcaldes de los Municipios, los directores estatales de los ministerios, y una representación de diputados regionales elegidos a la Asamblea Nacional, de legisladores del Consejo Legislativo Estatal, de concejales municipales y de las comunidades organizadas, incluyendo las indígenas donde las hubiere.

### Municipios
El Poder Público Municipal se ejerce en cada uno de los 335 municipios a través de funciones ejecutivas, legislativas, judiciales, de control fiscal y planificación, aunque en esencia no difiere mucho del modelo estadal. El Ejecutivo Municipal municipal se ejerce por órgano de un Alcalde elegido por un período de cuatro años por mayoría simple de las personas que voten y puede ser reelegido. El Poder Legislativo delega su autoridad en Concejos Municipales conformados por un número no mayor de trece ni menor de cinco concejales elegidos por un período de cuatro años, pudiendo ser reelegidos, quienes proporcionalmente representarán a la población del Municipio. El Poder Judicial se representa en la Sede Judicial Municipal, y el Poder Ciudadano existe en una Contraloría Municipal autónoma, la cual ejerce la función de control fiscal de los ingresos, gastos y bienes del municipio.
La planificación municipal se ejerce por órgano de un Consejo Local de Planificación Pública en cada municipio, encargado de diseñar el Plan Municipal de Desarrollo y los demás planes, y estando presidido por el alcalde e integrado por los concejales, los presidentes de las juntas parroquiales comunales y representantes de organizaciones vecinales y otras de la sociedad organizada, de conformidad con las disposiciones que establezca la ley.

### Distrito Capital
Los Poderes de la Federación Venezolana residen en el Distrito Capital como territorio federal, el Gobierno de la entidad es encabezado por un jefe de Gobierno, nombrado por el presidente de la República en nombre de la Federación, y depende legislativamente de la República por medio de la Asamblea Nacional desde 2009. El distrito está compuesto por un único municipio llamado Municipio Libertador y éste está conformado a su vez por veintidós (22) parroquias, tales como Catedral, El Recreo o Caricuao, entre otras.

### Regiones político-administrativas
El 8 de enero de 1980 se creó un ordenamiento por regiones político-administrativas mediante el Decreto 478 sobre Regionalización y Participación de las comunidades en el desarrollo regional, el cual agrupa a los estados según sus características sociales, económicas y tradicionales, con el objetivo de fomentar el desarrollo. En el decreto se listan nueve regiones político-administrativas, a saber:
| Nombre            | Estados conformantes                                                    |  |
| ----------------- | ----------------------------------------------------------------------- |  |
| Los Andes         | Barinas, Mérida, Táchira, Trujillo y el municipio Páez del estado Apure |  |
| Capital           | Distrito Capital, Miranda, La Guaira                                    |  |
| Central           | Aragua, Carabobo y Cojedes                                              |  |
| Centro Occidental | Falcón, Lara, Portuguesa y Yaracuy                                      |  |
| Guayana           | Amazonas, Bolívar, Delta Amacuro y Guayana Esequiba                     |  |
| Insular           | Las Dependencias Federales y Nueva Esparta                              |  |
| Los Llanos        | Apure (sin el municipio Páez) y Guárico                                 |  |
| Nor-Oriental      | Anzoátegui, Monagas y Sucre                                             |  |
| Zuliana           | Zulia                                                                   |  |

## Geografía
Con 916 445 km², y con un litoral de 3 726 kilómetros —donde alrededor de 1700 km son playas de arena y 311 son islas—, Venezuela es el 32° país más grande del mundo —Venezuela reclama la Guayana Esequiba, administrada por Guyana, con la que totalizaría 1 075 987 km²—; además es el noveno país más grande de América, y el sexto de América del Sur. El territorio que controla se encuentra entre las latitudes 0° y 16°N y las longitudes 59° y 74°W.
Con una forma aproximada de triángulo, el país tiene una costa en el norte, que incluye numerosas islas en el Caribe y el noreste limita con el Océano Atlántico norte. La mayoría de los observadores describen a Venezuela en términos de cuatro regiones topográficas bastante bien definidas: las tierras bajas de Maracaibo en el noroeste, las montañas del norte que se extienden en un amplio arco de este a oeste desde la frontera con Colombia a lo largo de la costa norte del Caribe, las amplias llanuras en el centro del país y las altas tierras de Guayana en el sureste.
|                   |
| Mapa topográfico. |

|                  |
| Mapa de relieve. |

|                         |
| Mapa de pisos térmicos. |

|                          |
| Clasificación de Köppen. |

### Contexto y condiciones
La ubicación geográfica de Venezuela se corresponde con el hemisferio norte, y su límite sur está muy cercano a la línea del ecuador terrestre. Su territorio continental está compuesto por una compacta masa terrestre que se extiende equitativamente de este a oeste y de norte a sur. Su territorio insular comprende un conjunto de archipiélagos, islas e islotes en el mar Caribe. Su geografía le concede una gran diversidad de recursos naturales, principalmente energéticos y minerales, así como de especies y ecosistemas.

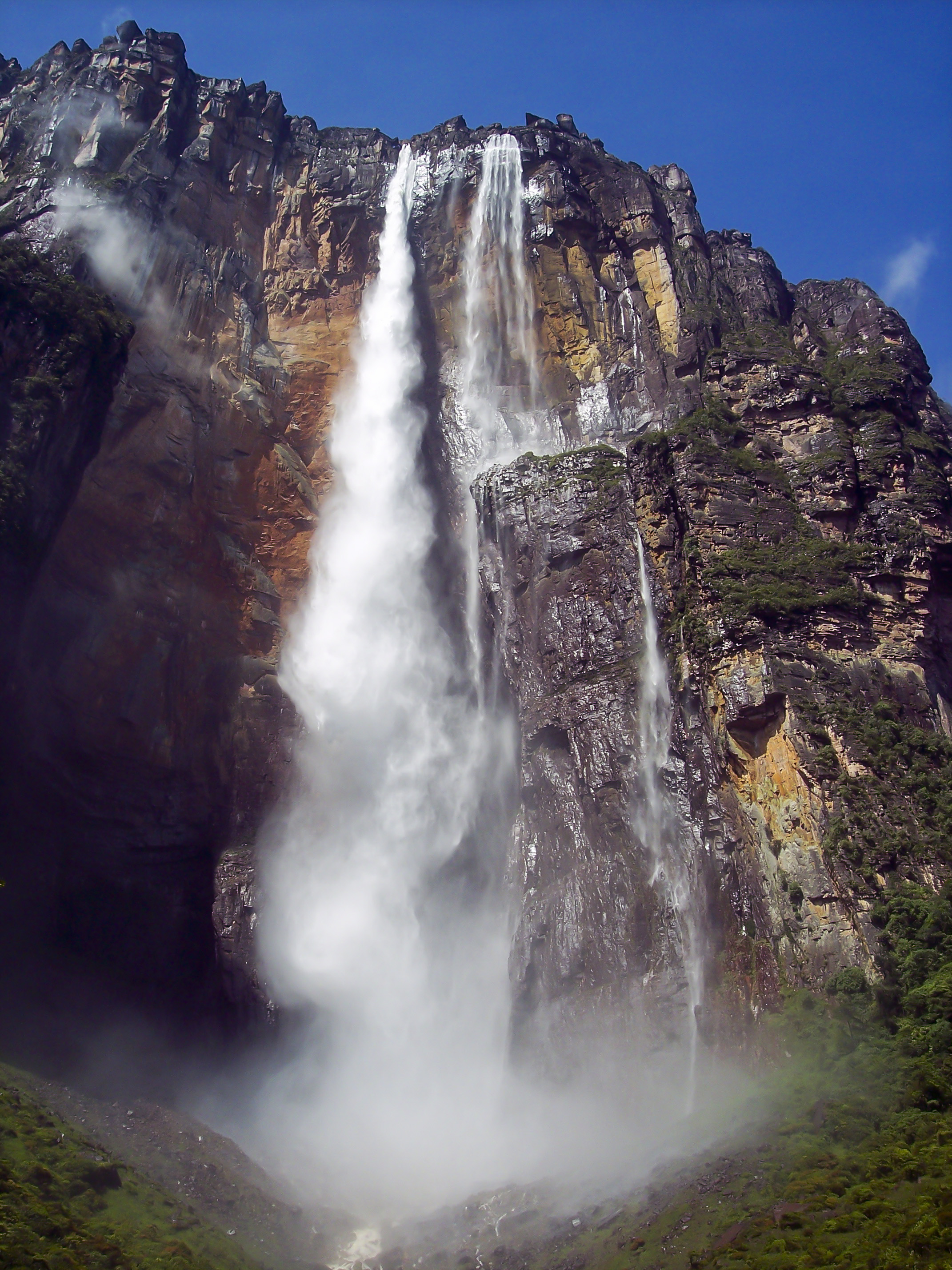
El Kerepakupai Vená (Salto Ángel), con 979 m de altitud, es la cascada o caída de agua más alta del mundo, ubicada en el estado Bolívar.

El país se encuentra localizado en la costa septentrional de América del Sur, y ocupa la mayor parte del Caribe Sudamericano. Al norte tiene su fachada marítima en el mar Caribe y el océano Atlántico. En el mar Caribe cuenta con una extensa costa de 2718 km de extensión, mientras que en el océano Atlántico es de 556 km.
Su plataforma continental está ubicada al norte y Noreste del país; abarca aproximadamente 18 % del total de superficie continental y con una presencia marítima de 860 000 km². En general, comprende una ancha faja costera de bajo relieve, entre los 0 y 100 m s. n. m. Se ubica entre el mar Caribe y la cordillera de la Costa. Presenta tres depresiones ensanchadas de importancia: el lago de Maracaibo al oeste, la Depresión de Unare en el extremo central noreste y la región del delta del Orinoco al este, de tierras bajas y cenagosas. En la zona costera se encuentran los puertos más importantes del país: La Guaira, Maracaibo, Puerto Cabello y Puerto La Cruz.
Estos extensos territorios se expresan en una compacta superficie continental, cuya distancia máxima es de 1493 km en dirección este-oeste, y de 1271 km en dirección norte-sur, lo que contribuye a facilitar la integración y cohesión interna. Está articulado con amplias líneas de costa, que alcanzan en el mar Caribe una fachada marítima de 2183 km de longitud, desde Castilletes al promontorio de Paria. Es de forma irregular y está constituida por numerosos golfos y bahías entre los que destacan los golfos de Venezuela, Triste, Paria y Cariaco y más de 314 islas, cayos e islotes de soberanía venezolana que llegan por el norte hasta la isla de Aves.
Por encontrarse en la zona intertropical, Venezuela posee un clima cálido y lluvioso en general, pero debido a la orografía, los vientos, la influencia del mar y la orientación de las cadenas montañosas, hay diferencias climáticas. La latitud ejerce cierta importancia en la estacionalidad y cantidad de las lluvias, pero su papel es mucho menor en cuanto al efecto que tiene en las temperaturas. La altitud, sin embargo, constituye un factor que cambia drásticamente el clima, sobre todo en lo que se refiere a la temperatura, alcanzando valores muy diferentes según la disposición del relieve en lo que se conoce como pisos térmicos, bióticos o ecológicos.

### Fronteras
Venezuela colinda con trece unidades políticas del mar Caribe y el océano Atlántico, aunque no con todas tiene límites definidos de áreas marinas y submarinas. Tiene fronteras con delimitaciones resueltas con Estados Unidos de América (Puerto Rico e Islas Vírgenes de los EE. UU.), el Reino de los Países Bajos (Aruba, Curazao y el Caribe Neerlandés), la República Dominicana, Francia (Guadalupe y Martinica) y Trinidad y Tobago.
Queda pendiente delimitar con Colombia (430 km), San Cristóbal y Nieves (80 km), el Reino Unido (Montserrat) (45 km), Dominica (80 km), Santa Lucía (10 km), San Vicente y las Granadinas (90 km), Granada (300 km) y Guyana (1150 km). Tiene fronteras terrestres con tres países, al sur con Brasil con 2199 km; al este con Guyana con 743 km que puede estar sujeta a cambios; y al oeste con Colombia con una longitud de 2219 km.

### Regiones naturales
La diversidad geográfica del territorio nacional se hace patente al dividirlo en regiones naturales. Concretamente, en Venezuela pueden diferenciarse hasta ocho regiones, a saber: Los Andes, Depresión del Lago de Maracaibo, Insular, Cordillera de la Costa, Cordillera Oriental, el Delta del río Orinoco, Los Llanos, Guayana, y la Formación Lara-Falcón.
|                                 | \| Nombre \| Estados que la conforman \| \| ------------------------------- \| ------------------------------------------------------------------------------------------------------------- \| \| Cordillera de La Costa \| Anzoátegui, Aragua, Carabobo, Cojedes, Distrito Capital, Guárico, La Guaira, Lara, Miranda, Sucre, y Yaracuy. \| \| Delta del río Orinoco \| Delta Amacuro, Monagas y Sucre. \| \| Depresión del Lago de Maracaibo \| Mérida, Táchira, Trujillo y Zulia. \| \| Formación Lara-Falcón \| Falcón, Lara, Trujillo y Yaracuy. \| \| Guayana \| Amazonas, Bolívar y Delta Amacuro. \| \| Insular \| Nueva Esparta y las Dependencias Federales. \| \| Los Andes \| Apure, Barinas, Mérida, Portuguesa, Táchira, Trujillo y Zulia. \| \| Los Llanos \| Anzoátegui, Apure, Barinas, Cojedes, Guárico y Portuguesa. \| |
| Nombre                          | Estados que la conforman |
| Cordillera de La Costa          | Anzoátegui, Aragua, Carabobo, Cojedes, Distrito Capital, Guárico, La Guaira, Lara, Miranda, Sucre, y Yaracuy. |
| Delta del río Orinoco           | Delta Amacuro, Monagas y Sucre. |
| Depresión del Lago de Maracaibo | Mérida, Táchira, Trujillo y Zulia. |
| Formación Lara-Falcón           | Falcón, Lara, Trujillo y Yaracuy. |
| Guayana                         | Amazonas, Bolívar y Delta Amacuro. |
| Insular                         | Nueva Esparta y las Dependencias Federales. |
| Los Andes                       | Apure, Barinas, Mérida, Portuguesa, Táchira, Trujillo y Zulia. |
| Los Llanos                      | Anzoátegui, Apure, Barinas, Cojedes, Guárico y Portuguesa. |

### Relieve y geología
| Diez cumbres más altas de Venezuela Pico Bolívar |                      |
| Nombre                                           | Altitud (m s. n. m.) |
| Pico Bolívar                                     | 4 978                |
| Pico Humboldt                                    | 4 940                |
| Pico La Concha                                   | 4 922                |
| Pico Bonpland                                    | 4 883                |
| Pico Espejo                                      | 4 765                |
| Pico Piedras Blancas                             | 4 748                |
| Pico El León                                     | 4 740                |
| Pico El Toro                                     | 4 727                |
| Pico Pan de Azúcar                               | 4 643                |
| Pico Mifés                                       | 4 630                |

El territorio venezolano abarca tres grandes unidades geográficas que se suceden de oeste a este: las cordilleras septentrionales andinas y costeras al norte y occidente, los Llanos venezolanos que constituyen unas extensas llanuras sedimentarias que forman parte casi en su totalidad de la cuenca del Orinoco al norte de este río, y los macizos y mesetas de formación muy antigua en la Guayana Venezolana, al sur del río Orinoco. Su configuración tuvo lugar en el proceso de formación del subcontinente sudamericano, cuando conformaba un supercontinente con África, hasta su separación en el Paleozoico. Muy pocos países en el mundo,[cita requerida] excepto algunos muy extensos,[¿cuál?] tienen esta misma variedad de relieves en su territorio.
En Venezuela, las formaciones montañosas septentrionales se bifurcan en dos cadenas andinas, levantadas durante la Era Terciaria, que empiezan a individualizarse en el norte de la cordillera Oriental colombiana. La cadena occidental está constituida por la sierra de Perijá, en la frontera con Colombia, que se eleva a 3750 m. La cadena oriental forma la cordillera de Mérida, que culmina en el Pico Bolívar a 4978 metros, la máxima elevación del país. Estas dos cadenas montañosas rodean la depresión del lago de Maracaibo —13 280 km², el más extenso de América del Sur—, que ocupa una amplia depresión abierta al golfo de Venezuela y que posee en el subsuelo grandes reservas de hidrocarburos. Entre el lago de Maracaibo, la cordillera de Mérida y el mar Caribe se levantan las sierras y hondonadas del Sistema Coriano, formado por tres alineaciones orográficas orientadas de suroeste a noroeste.
Hacia el este, la región montañosa se prolonga, bordeando la costa caribeña a través de la cordillera Caribe, integrada por la cordillera de la Costa y la serranía del Interior, ambas orientadas paralelamente en sentido este-oeste, y entre las cuales se encuentra la depresión del lago de Valencia. Están separadas por otros valles longitudinales muy poblados en los que se concentra la mayor parte de la actividad económica del país. También figuran los médanos, iniciándose en la ciudad de Coro y extendiéndose hacia el norte en dirección a la península de Paraguaná, incluyendo el istmo de los Médanos, y la porción venezolana de la península de la Guajira. Su paisaje es de tipo desértico, con dunas que se desplazan continuamente por la acción de los vientos alisios que soplan de este a oeste. Finalmente, al este de esta cordillera se levanta el Macizo de Cumaná, que forma las penínsulas de Araya y Paria, entre los golfos de Cariaco y Paria. Así tenemos que el occidente y el norte costero venezolano están dominados por sucesivas cadenas montañosas, que aunque están segregadas por fértiles valles y hondonadas, no pierden su continuidad estructural.
Los Llanos del Orinoco ocupan la depresión central que se extiende entre las montañas andinas y el valle del Orinoco, el cual bordea el norte del Macizo Guayanés. Constituye una inmensa llanura que se caracteriza por su horizontalidad, cubierta por el mar en épocas pasadas —origen de los yacimientos de hidrocarburos— y en la actualidad recubiertas por potentes capas de sedimentos fluviales drenadas por el Orinoco, que por el sur enlaza con la Amazonia y se prolonga hasta el Atlántico por el este, a través de un gran delta fluvial de más de 40 000 km². Son diferentes de otras de formación aluvional, por su constitución geológica y por su aspecto general, distinguiéndose en ellas los llamados Llanos Altos u Occidentales, bien drenados y cubiertos de vegetación; los Llanos Bajos o Centrales, inundables en la estación de lluvia, y los Llanos Orientales o Las Mesas, caracterizados por el relieve tabular en forma de mesetas, que desciende por el este desde el Macizo de Cumaná hasta el Orinoco, aislando en el extremo oriental los llanos del estado Monagas.

Extensión del Escudo Guayanés.

Finalmente, al sureste del Orinoco se eleva el Escudo Guayanés, cuyo relieve de bloques elevados ha sido sujeto de erosiones fluviales, hasta quedar convertido en una penillanura hacia el norte y suroeste. Hacia el sureste, en cambio, la erosión ha excavado profundos valles, creando un relieve secundario de pequeñas serranías y altiplanos aislados llamados tepuyes. La formación asciende escalonadamente hasta formar en el límite con Brasil largas cadenas montañosas (sierras de Tapirapecó, Parima y Pacaraima). La Formación Roraima, al sureste del país, es precisamente la responsable de la presencia de los tepuyes, entre los que destacan la Meseta del Auyantepuy. De las faldas occidentales del Auyantepuy cae el famoso Salto Ángel, la catarata más alta del mundo, con caída libre sobre el valle del río Churun. Sin embargo, la cumbre más sobresaliente de la Guayana venezolana es el Tepuy Roraima.
La zona del Escudo Guayanés es la de más antigua data, y junto al Escudo de Brasil conforman una de las formaciones y bloques continentales más antiguos del planeta, con más de 3500 millones de años. Su extensión en Venezuela es de unos 430 000 km², y ello equivale a casi la mitad del territorio nacional. Se le encuentra en profundidad por debajo de la capa sedimentaria que constituye los llanos venezolanos, extendiéndose hacia Guyana, Brasil, Surinam y la Guayana Francesa. En su basamento se encuentran las rocas más antiguas del planeta,[cita requerida] tanto ígneas —como el granito— como metamórficas —esquisto, cuarcita y gneis—. Al noreste, en cambio, se configura un relieve de colinas, sierras y altiplanicies, donde destacan la sierra de Imataca y la altiplanicie de Nuria. Aquí el suelo está constituido por cuarcitas ferruginosas o itabiritas —rocas con alto contenido de hierro—, lo que explica la existencia de abundantes reservas de este mineral en el área.

### Hidrografía
El país está conformado por tres vertientes hidrográficas: la del mar Caribe, la del océano Atlántico y la del lago de Valencia, que forma una cuenca endorreica.
En la vertiente del Atlántico drena la mayor parte de las aguas fluviales de Venezuela. La mayor cuenca de esta zona es la extensa cuenca del Orinoco cuya superficie, cercana al millón de km², es superior a la de toda Venezuela, aunque tiene una presencia del 65% en el país. El tamaño de dicha cuenca —similar a la del Danubio— la hace la tercera de América del Sur, y la misma da origen a un caudal de unos 33 mil m³/s, haciendo del Orinoco el tercero más caudaloso del mundo, y también uno de los más valiosos desde el punto de vista de los recursos naturales renovables. El Río o Brazo Casiquiare constituye por su parte un caso único en el mundo, ya que es una derivación natural del Orinoco que, después de unos 500 km de longitud, lo conecta con el río Negro, el cual es a su vez afluente del Amazonas. El Orinoco recibe directa o indirectamente a ríos como el Ventuari, el Caura, el Caroní, el Meta, el Arauca, el Apure y muchos otros. Otros cursos fluviales venezolanos que se vacían en el Atlántico son las aguas de las cuencas del San Juan y del Cuyuní. Por último está la del río Amazonas, que recibe al Guainía, al Negro y otros. Otras cuencas son la del golfo de Paria y la del río Esequibo.
La segunda vertiente en importancia es el mar Caribe. Los ríos de esta región suelen ser de corto curso y de caudal escaso e irregular, con alguna excepción como es el caso del Catatumbo, que nace en Colombia y desagua en la cuenca del lago de Maracaibo. Entre los ríos que llegan a la cuenca del lago de Maracaibo se encuentran el Chama, el Escalante, el Catatumbo, y los aportes de cuencas menores de los ríos Tocuyo, Yaracuy, Neverí y Manzanares.
Un mínimo drena a la cuenca del lago de Valencia. De la extensión sumatoria de los ríos, un total de 5400 km son navegables. Otros ríos dignos de mención son el Apure, el Arauca, el Caura, el Meta, el Barima, el Portuguesa, el Ventuari y el Zulia, entre otros.
Los principales lagos del país son el lago de Maracaibo —el más grande de Suramérica— abierto al mar a través del canal natural, pero de agua dulce, y el lago de Valencia con su sistema endorreico. Otros cuerpos de agua mencionables son el embalse de Guri, la laguna de Altagracia, el embalse de Camatagua y la laguna de Mucubají, en los Andes. La navegación en el lago de Maracaibo a través del canal natural es útil para la movilización de los recursos petroleros.

### Clima
Por encontrarse en la zona intertropical, Venezuela posee un clima cálido y lluvioso con dos estaciones: una estación seca, que va desde octubre a marzo, y una estación lluviosa, de abril a septiembre. Debido a la orografía, los vientos y el mar, hay diferencias climáticas. La latitud tiene poca importancia, pero la altitud cambia drásticamente el clima, especialmente la temperatura, alcanzando valores muy diferentes.
De acuerdo a la clasificación de Köppen, los tipos de clima son:
- Tropical o lluvioso cálido (A), el más predominante y característico del país. Mantiene temperaturas superiores a los 18 °C y precipitaciones en gran parte del año. El clima tropical de sabana (Aw) se da en los llanos, al norte de Guayana, y en parte de los Andes y la cordillera de la Costa, como San Cristóbal y Caracas. Es seco entre diciembre y marzo, con precipitaciones entre 600 y 1500 mm anuales. En la Guayana, el río Aroa y Barlovento es propio el clima monzónico (Am), con precipitaciones entre 1600 y 2500 mm anuales y una sequía de apenas 45 días. Al sur de la misma región y en la sierra de Perijá es propio el clima de selva tropical (Af), las precipitaciones superan los 2500 mm, no teniendo estación seca.
- Seco (B), donde la evaporación supera a las precipitaciones. Es típica de zonas desérticas y áridas del litoral, con temperaturas muy superiores a los 18 °C. En Falcón, especialmente en los Médanos de Coro, y la Región Insular se da la modalidad desértica cálida (BWh) con lluvias moderadas y escasa vegetación. Al oeste de ese estado, el litoral central, la cordillera de la Costa, Paraguaná, Barquisimeto, Maracaibo y parte de la isla de Margarita poseen el estepario cálido o semiárido (BSh).
- Intertropical templado de altura o invierno seco (Cw), con temperaturas entre los 14 y 18 °C en las más altas elevaciones de la cordillera de la Costa como la Colonia Tovar, y a altitudes medias de los Andes, como Mérida, Tovar y Mucuchíes.
- Frío de alta montaña (E), con temperaturas entre menos de 0 y 10 °C. El clima de tundra (ET) se aprecia en los páramos por encima de 2800 m s. n. m., en Apartaderos y el Pico El Águila. El clima helado de alta montaña (EF) se reserva a las más altas cumbres de los Andes venezolanos, como son los picos Bonpland, La Concha, Humboldt y Bolívar.

| Tipo de clima | Características                      | Temperaturas | Precipitaciones        | Regiones | Imagen |
| --- | ------------------------------------ | ------------ | ---------------------- | --- | ------ |
| Tropical de sabana (Aw) | Seco entre diciembre y marzo         | > 18 °C      | 600 - 1500 mm anuales  | Llanos, norte de Guayana, parte de los Andes venezolanos, cordillera de la Costa (San Cristóbal, Caracas)                |        |
| Monzónico (Am) | Sequía de apenas 45 días             | > 18 °C      | 1600 - 2500 mm anuales | Guayana, río Aroa, Barlovento                                                                                            |        |
| Ecuatorial lluvioso (Af) | Sin estación seca                    | > 18 °C      | > 2500 mm anuales      | Sur de Guayana, Sierra de Perijá                                                                                         |        |
| Desértico cálido (BWh) | Lluvias moderadas, escasa vegetación | > 18 °C      | -                      | Falcón (especialmente Médanos de Coro), Región Insular                                                                   |        |
| Estepario cálido o semiárido (BSh) | -                                    | > 18 °C      | -                      | Oeste de Falcón, litoral central, cordillera de la Costa, Paraguaná, Barquisimeto, Maracaibo, parte de isla de Margarita |        |
| Intertropical templado de altura o invierno seco (Cw) | -                                    | 14 - 18 °C   | -                      | Altas elevaciones de la cordillera de la Costa (Colonia Tovar), alturas medias de los Andes (Mérida, Tovar, Mucuchíes)   |        |
| Frío de alta montaña (ET) | -                                    | < 0 - 10 °C  | -                      | Páramos por encima de 2800 m s. n. m. (Apartaderos, Pico El Águila)                                                      |        |
| Helado de alta montaña (EF) | -                                    | < 0 °C       | -                      | Más altas cumbres de los Andes venezolanos (Bonpland, La Concha, Humboldt, Bolívar)                                      |        |
| Contraste entre la Sierra Nevada de Mérida, la Gran Sabana, la Sierra de Perijá, y las dunas de arena en el parque nacional Los Médanos de Coro, ejemplos de la gran diversidad de ecosistemas y hábitats. |                                      |              |                        | |        |

### Fauna y flora
Venezuela presenta diversidad de especies en su hábitat natural. Sus principales centros de endemismo son las cordilleras de los Andes y la Costa, la sierra de Perijá y el macizo de Guayana dentro de la cuenca del río Orinoco.
Posee más de 30 000 especies de angiospermas —posicionando al país en el octavo lugar mundial—, de las cuales más de 8000 son endémicas (un 40 % del total). Asimismo ocupa el quinto lugar mundial en especies de aves, contando con aproximadamente 1420 especies (15 % del total mundial y 45 % de las especies de aves sudamericanas) con 49 de ellas siendo endémicas. Existen 390 especies de mamíferos, y 400 especies de anfibios, ocupando el noveno lugar mundial en este grupo. Se calcula que 12 % de las 1300 especies de peces dulceacuícolas son endémicas. Entre los países tropicales, ocupa el cuarto lugar en especies de plantas, quinto en mamíferos y aves, sexto en primates, anfibios y reptiles, y noveno en mariposas.

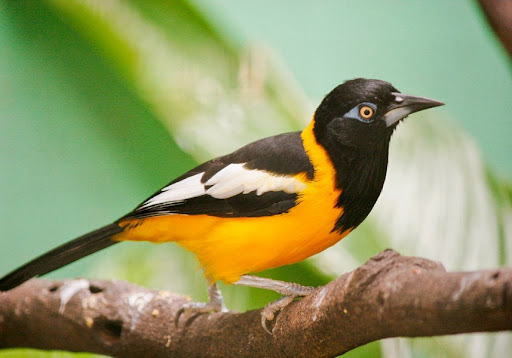
El turpial venezolano es el ave nacional.

La fauna de vertebrados en Venezuela abarca un aproximado de 2120 especies terrestres y 1000 especies acuáticas. Los mamíferos venezolanos abarcan 306 especies terrestres y 21 acuáticas, de las cuales 14 son endémicas. La avifauna tiene representación en 1300 especies; 46 de ellas son endémicas y 120 son migratorias. Se encuentran en el país 254 especies de reptiles distribuidas en 3 órdenes, 22 familias y 105 géneros, mientras que los peces continentales cuentan con alrededor de 1000 especies. Por esta amplia diversidad de especies naturales, el país forma parte del grupo de los países megadiversos, que congrega a 18 países por poseer la mayor concentración y diversidad de especies del mundo.
La flora de las selvas lluviosas de Guayana venezolana, por otra parte, consisten en árboles de hasta 40 metros de altura, como la ceiba, el yagrumo, el guamo, el caobo, bejucos, especies de bromelias y otras de epifitas. La fauna de estas regiones está representada por jaguares, pumas, chigüires, osos hormigueros, báquiros, nutrias y cachicamos. Su avifauna la componen tucanes, loros y guacamayas. Existen también serpientes de cascabel y cuaima-piña, a la vez que iguanas, morrocoyas y toninas.
En las selvas nubladas de las cordilleras de los Andes y de la Costa y en varias serranías, destaca la presencia de cedro dulce, jarillo o apamate, además de diversas especies de palmas y orquídeas como la Cattleya mossiae, flor nacional. Entre la fauna habitante de tales regiones se registran al tapir o danta, la lapa, el kinkajú, el puma y otros. Se observan aves como la guacharaca y colibríes, muchas serpientes como la famosa anaconda, la mapanare y la de coral, e muchísimas especies de ranas y arácnidos.
Las regiones andinas de Trujillo, Mérida y Táchira, en las que la temperatura es muy baja, cuentan en sus especies vegetales al cardón, el cují, el bucare y el frailejón. Precisamente por la baja temperatura, la fauna suele ser escasa, observándose sin embargo la presencia de conejos, venados, zorros, puercoespínes y musarañas, teniendo también al cóndor andino, el águila negra, el águila real y la paraulata.
| Principales especies en peligro de extinción |
| Jaguar (Panthera onca)                       |
| Tortuga arrau (Podocnemis expansa)           |
| Oso frontino (Tremarctos ornatus)            |
| Cóndor de los Andes (Vultur gryphus)         |
| Manatí del Caribe (Trichechus manatus)       |
| Cardenalito (Carduelis cucullata)            |

El pardillo, la granadilla, la caoba y la vera son propias de la vegetación arbórea del piedemonte barinés y apureño, aunque el resto de la vegetación de Los Llanos es de menor altitud y se constituye por pastizales y palmas de moriche asociadas a los cuerpos de agua. También están los chaparros y existen bosques galería. En esta región se encuentra el araguaney, árbol emblema de la nación. Como fauna se cuentan venados, osos hormigueros y otros. Las aves más representativas son los gavilanes, patos y garzas. Hay proliferación del cocodrilos, babas, el caimán del Orinoco y varias especies de serpientes, encontrando cachamas, bagres y guabinas en los cuerpos de agua.
En las zonas desérticas de la costa al norte del país la vegetación primaria está compuesta por cactáceas como cardones, cujíes y tunas. Los animales que componen su fauna son los conejos, chivos, rabipelados y serpientes, así como cardenales, turpiales, y gavilanes.
Por otra parte, en el delta del Orinoco, la isla de Margarita, Barlovento y en las zonas costeras de Zulia, Falcón y el oriente del país se aprecian especies de mangle blanco, negro y rojo.
Otras especies de mamíferos que pueden hallarse en los espacios acuáticos del país son el delfín, el manatí y las ballenas. Los lagartos como el camaleón, el tuqueque, la iguana, el mató, son algunas de las especies más conocidas de reptiles en Venezuela.
Entre las especies en peligro de extinción de Venezuela se mencionan a la tortuga arrau, el jaguar, el oso frontino, el cóndor, el manatí, oso hormiguero o palmero, y el cardenalito. También están en situación crítica el tapir, el caimán de la costa, el caimán del Orinoco, el perro de agua, la tortuga verde, la tortuga carey, la tortuga Cardón, la tortuga loro y la cotorra cabeciamarilla.

### Biodiversidad

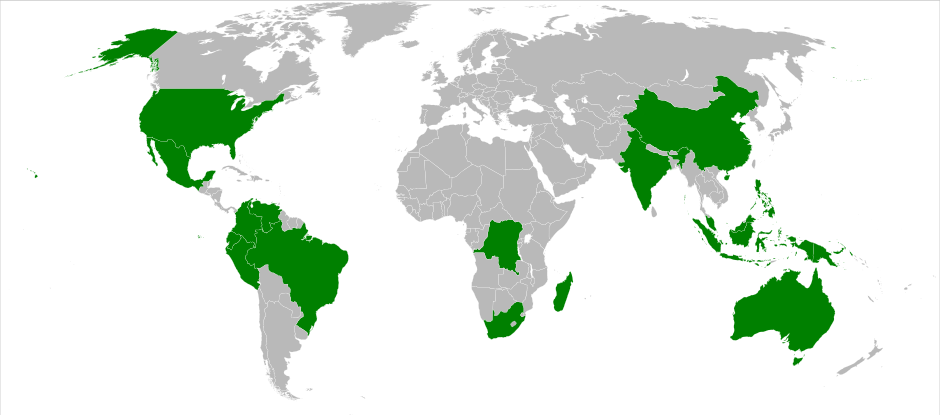
Venezuela es uno de los diecisiete países megadiversos en el mundo.

Fitogeográficamente, Venezuela cuenta con una gran variedad de biomas como sabanas, selvas, bosques, páramos, desiertos, manglares, tepuyes, entre otros. Con una comunidad de plantas y animales de diversos tipos debido en gran parte a las diferencias climáticas que se presentan en su territorio. El país presenta zonas muy diferenciadas tanto por su clima como la presencia de la fauna característica de las zonas. Estos biomas suelen ser clasificados fácilmente por su aspecto o rasgo debido a que la vegetación contribuye a su observación y clasificación.
Estas características hacen que el país sea reconocido como un país megadiverso, ocupando el séptimo lugar dentro de los países con mayor biodiversidad del mundo. El país ocupa la quinta posición en el mundo en número de especies aves, la séptima posición mundial en especies de plantas vasculares, la novena posición mundial en anfibios, la cuarta posición con más especies de peces de agua dulce, y además figura entre los países con más especies de mariposas. En la actualidad Venezuela posee dos reservas de la biosfera, entre las cuales se encuentran la bioreserva de Alto Orinoco-Casiquiare —que ocupa gran parte de la superficie del parque nacional Duida-Marahuaca— y la del Delta del Orinoco.

## Economía
| Exportaciones                                       | Exportaciones | Importaciones  | Importaciones |
| País destino                                        | Porcentaje    | País de origen | Porcentaje    |
| --------------------------------------------------- | ------------- | -------------- | ------------- |
| China                                               | 26,3%         | China          | 31%           |
| Turquía                                             | 14,1%         | Estados Unidos | 22%           |
| Estados Unidos                                      | 9,62%         | Brasil         | 15,4%         |
| Países Bajos                                        | 5,34%         | Colombia       | 4,69%         |
| Brasil                                              | 5,23%         | India          | 4,42%         |
| Italia                                              | 4,52%         | Turquía        | 4,24%         |
| Líbano                                              | 4,37%         | Canadá         | 1,89%         |
| Guatemala                                           | 3,44%         | España         | 1,53%         |
| India                                               | 2,67%         | Italia         | 1,48%         |
| Francia                                             | 2,22%         | Perú           | 1,23%         |
| España                                              | 2,21%         | Guyana         | 0,92%         |
| Resto                                               | 19,98%        | Otros          | 11,2%         |
| Fuente: Observatorio de Complejidad Económica, 2021 |               |                |               |

En 2020, el país fue el 76.º mayor exportador del mundo (US$16,4 millones en bienes, 0,1 % del total mundial). En 2016, el país fue el 63.º mayor importador del mundo: US$33,6 mil millones. Venezuela posee una economía de mercado cuya base principal es la extracción y refinamiento de petróleo para la exportación y consumo interno. Es la octava economía de América Latina, después de Brasil, México, Argentina, Colombia, Perú, Ecuador y Guatemala según su PIB (nominal)y la séptima también, por su PIB (PPA).
Las principales exportaciones del país van hacia China ($843 M), Turquía ($452 M), Estados Unidos ($308 M), Países Bajos ($171 M), y Brasil ($168 M), mientras que sus principales importaciones provienen desde China ($2.19 MM), Estados Unidos ($1.55 MM), Brasil ($1.09 B), Colombia ($331 M), y la India ($312 M).
A lo largo del siglo XX se posicionó como la economía más próspera de la región precisamente debido al boom petrolero comenzado a mediados de la época, mientras que su moneda era una de las de mayor apreciación frente al dólar, pero la caída en la cotización de este recurso en la década de 1980 originó una fuerte recesión y problemas financieros. La economía presentó una importante recuperación en 2004, registrando un crecimiento del 17%, uno de los más altos del mundo según el Fondo Monetario Internacional. Al cierre del 2008, este fue de un 4% del producto interno bruto. El riesgo país se ubicó en 961 puntos básicos en septiembre de 2012, según datos oficiales. La tasa de desocupación para 2011 fue de 8,2%. No obstante, su tasa de inflación para ese mismo año fue de 30,9%, la más alta de América Latina. A principios de 2014, la economía volvió a caer en recesión con 3 semestres consecutivos de datos negativos y con un retroceso al final del año 2014 del 3,9%. En el año 2015 la inflación cerró en 180,9% y el PIB se redujo 5,7% con respecto al año anterior.En 2016, de acuerdo con resultados preliminares del Banco Central de Venezuela reportados por Reuters, el PIB cayó 18,6% y la inflación alcanzó un 799,9%, la más alta del mundo. Venezuela cuenta también con algunas empresas filiales de Petróleos de Venezuela como Citgo.

### Clasificaciones internacionales
Posición de Venezuela en sistemas de clasificación internacionales en diferentes categorías. Los datos utilizados corresponden al año de publicación señalado, no necesariamente al mismo año.
| Índice                      | Autor / Fuente                                     | Año publicación | Países | Posición |
| --------------------------- | -------------------------------------------------- | --------------- | ------ | -------- |
| Libertad de prensa          | Reporteros sin fronteras                           | 2022            | 180    | 159.º    |
| Grado de Democracia         | The Economist                                      | 2021            | 167    | 151.º    |
| Competitividad Turística    | Foro Económico Mundial                             | 2021            | 117    | 108.º    |
| Percepción de la corrupción | Transparencia Internacional                        | 2021            | 180    | 177.º    |
| Libertad económica          | The Wall Street Journal y Fundación Heritage       | 2022            | 184    | 176.º    |
| Competitividad Global       | Foro Económico Mundial                             | 2019            | 141    | 133.º    |
| Desarrollo humano           | Programa de las Naciones Unidas para el Desarrollo | 2021            | 195    | 120.º    |
| Competitividad Tecnológica  | World Economic Forum                               | 2016            | 139    | 108.º    |

### Agricultura, pesca y silvicultura
Venezuela produjo en 2019: 4,3 millones de toneladas de caña de azúcar; 1,9 millones de toneladas de maíz; 1,4 millones de toneladas de plátano; 760 mil toneladas de arroz; 485 mil toneladas de piña; 477 mil toneladas de papa; 435 mil toneladas de aceite de palma; 421 mil toneladas de mandioca; 382 mil toneladas de naranja; 225 mil toneladas de sandía; 199 mil toneladas de papaya; 194 mil toneladas de melón; 182 mil toneladas de tomates; 155 mil toneladas de mandarina; 153 mil toneladas de coco; 135 mil toneladas de aguacate; 102 mil toneladas de mango —incluido mangostán y guayaba—; 56 mil toneladas de café; además de pequeñas producciones de otros productos agrícolas. Debido a problemas económicos y políticos internos, la producción de caña de azúcar se redujo de 7,3 millones de toneladas en 2012 a 3,6 millones en 2016. La producción de maíz se redujo de 2,3 millones de toneladas en 2014 a 1,2 millones en 2017. El arroz cayó de 1,15 millones de toneladas en 2014 a 498 mil toneladas en 2016.

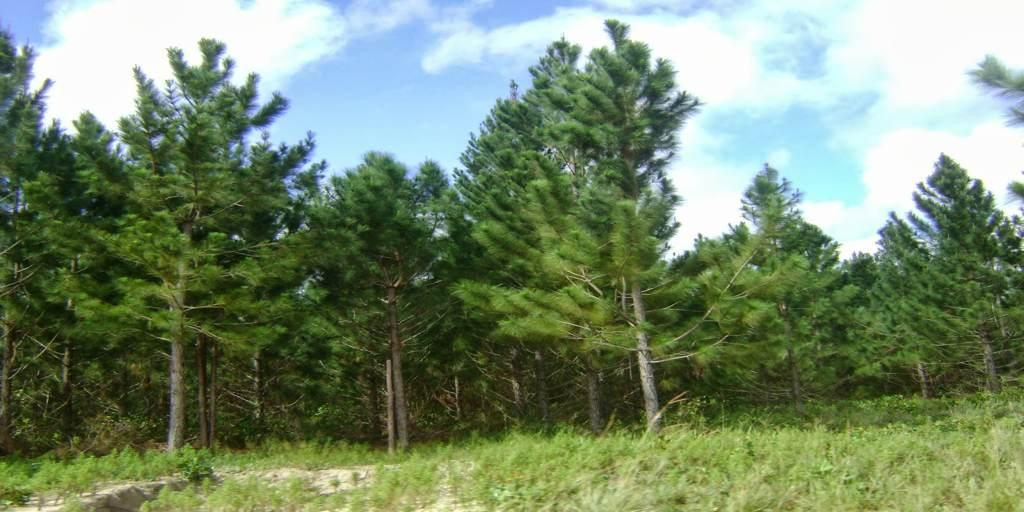
El bosque de Uverito fue el paño forestal artificial más grande del mundo plantado por el hombre, con alrededor de 600 000 hectáreas en plantaciones de bosques de pino caribe. En la actualidad solo quedan 110 000 ha.

En ganadería, Venezuela produjo, en 2019: 470 mil toneladas de carne de vacuno, 454 mil toneladas de carne de pollo, 129 mil toneladas de cerdo, 1,7 mil millones de litros de leche de vaca, entre otros. La producción de carne de pollo disminuyó progresivamente, de año en año, de 1,1 millones de toneladas en 2011 a 448 mil toneladas en 2017. La producción de carne de cerdo cayó de 219 mil toneladas en 2011 a 124 mil toneladas en 2018. La producción de leche de vaca cayó de 2400 millones de litros en 2011 a 1700 millones de litros en 2019.
La Ley de Tierras y Desarrollo Agrario de 1960 permitió expandir y diversificar la producción agrícola, que además fue estimulada con el aumento de la superficie regable, la irrupción de nuevas empresas y la introducción de nuevas especies vegetales. Estos hechos ayudaron a que la agricultura se haya visto beneficiada, aumentando los espacios destinados a cultivo en la región llanera, andina y zuliana. En el país existen cerca de 310 972 hectáreas de superficie regable, con una extensión neta de 197 258 hectáreas.
En 2003 las actividades agropecuarias ocupaban al 11% de la población activa del país —un 4% menos que en 1990— y contribuyeron con el 5% del PIB anual. Los recursos agrarios venezolanos comprenden desde la agricultura de subsistencia y semi-comercial, desarrollada en tradicionales conucos y pequeñas fincas donde se cultivan productos para el consumo doméstico, hasta plantaciones de diversos tipos. En estas últimas décadas se han multiplicado los sistemas de cultivos anuales mecanizados y modernos, como los especializados en maíz, arroz, sorgo, ajonjolí, maní, girasol y algodón.

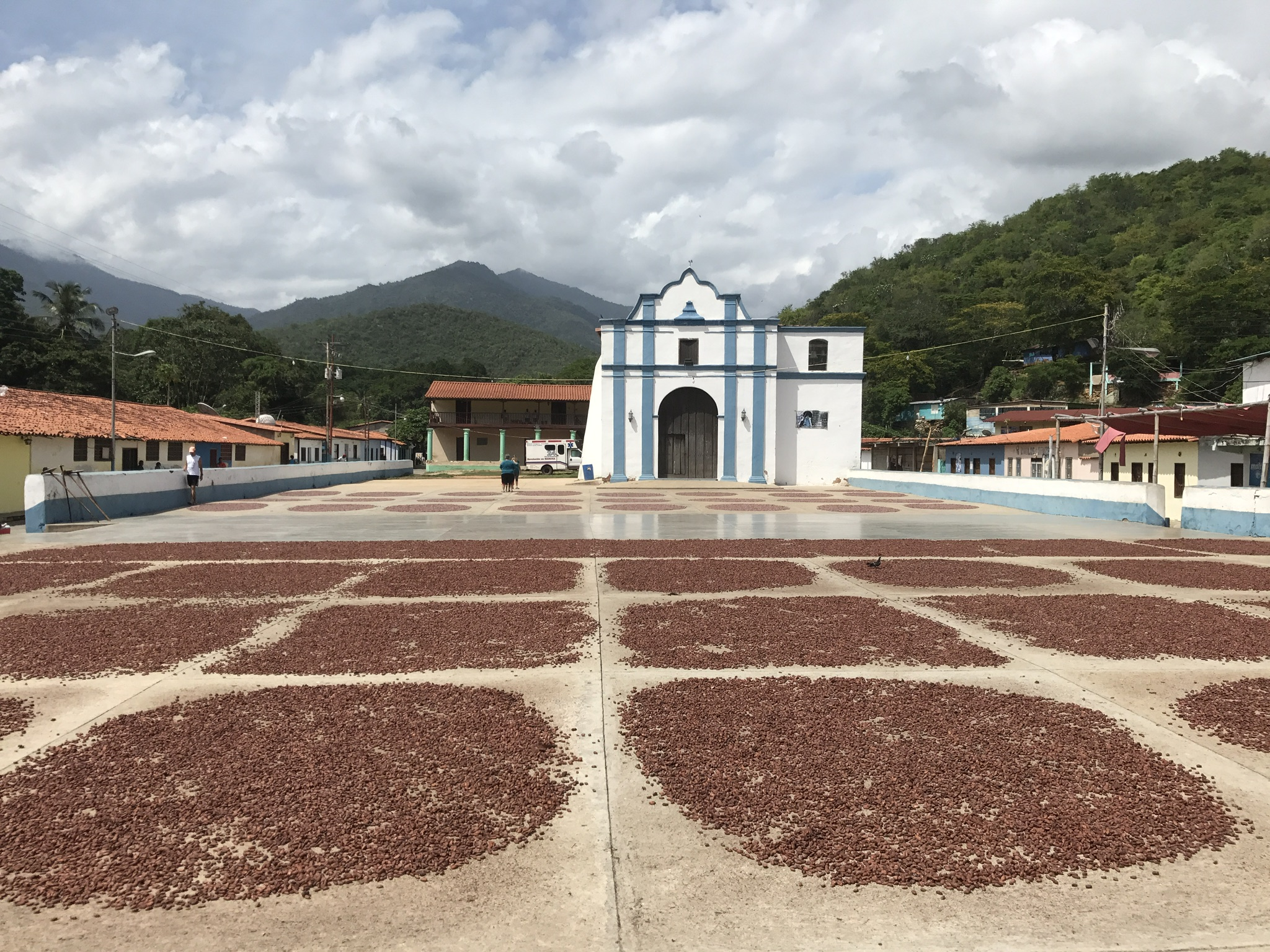
El cacao venezolano es calificado entre uno de los mejores del mundo y es altamente apreciado por chocolateros a nivel mundial.

Los cultivos líderes en materia de producción y comercio son caña de azúcar, maíz, arroz, cambur, papa, y yuca. Los cultivos tropicales tradicionales son el café, la caña de azúcar, el cacao y el tabaco. Se ha afianzado una importante cosecha cerealista de maíz, arroz y sorgo en la región de los llanos centro-occidentales. El cultivo de maíz representó el 58,13% de la producción de cereales en 2005 alcanzando las dos millones de toneladas, mientras que la de arroz superó por su parte las 900 000 toneladas. En la producción de oleaginosas tiene gran relevancia la palma aceitera —un 44.41% del total para ese año—, los cocos, algodón, sisal, soya, girasol y ajonjolí. El grupo de las leguminosas vivió un repunte en años recientes, y en su producción destacan las caraotas —62.97%— y frijoles. Por su parte, la producción de raíces y tubérculos comenzó a experimentar un repunte en 1998, siendo liderada por la papa —50,83% del área— y la yuca, que se ha visto estancada. En el grupo de las frutas destacan el banano o cambur, el plátano, naranjas, piñas y melones.
La ganadería se concentra en la región llanera, el Zulia, Guayana, los Andes, el Bajo Motatán y el noroccidente. Pueden apreciarse adelantos en la movilización de recursos pecuarios con mejoras en los rendimientos de diversos tipos de ganadería. En 2005, la cabaña ganadera de Venezuela contaba con 16 300 000 cabezas de ganado vacuno, 3 100 000 de porcino, 530 000 de ovino y 110 000 000 de aves de corral. En los Llanos se nota más actividad, habiéndose establecido ahí una próspera zona de producción intensiva de carne y leche. Las principales razas de ganado vacuno son Brahman, Santa Gertrudis y Carora, mientras que de las de ganado porcino son Yorkshire y Landrace, entre otros. En los últimos tiempos, Venezuela ha importado ganado vacuno de Argentina y Uruguay.
Los recursos pesqueros de Venezuela están compuestos por variedad de especies marinas. Las capturas comerciales más importantes son el atún, sardinas, carites, el cazón, la lisa, la gamba, camarones, truchas, pargos, meros, cangrejos y otros. Se ha introducido la maricultura de camarones y mejillones en el litoral, la crianza de truchas en piscifactorías de Mérida y Táchira, y la acuicultura fluvial en los Llanos, Zulia y Guayana. En 2007, la producción pesquera se ubicó en 311 125 toneladas, destacando las producciones de Sucre, Nueva Esparta y Falcón.
Por su lado, la industria maderera no ha tenido la misma magnitud, a pesar de que Venezuela está cubierta de extensos bosques y selvas. Esto debido a la inaccesibilidad de las áreas. Pese a esto, se han realizado masivas plantaciones de pino Caribe con fines comerciales, al sur de Monagas y Anzoátegui, junto a las riberas del Orinoco. Según estadísticas, en 2005 se obtuvieron 5 082 092 m³ de madera.

### Petróleo y minería
En energías no renovables, en 2020, el país fue el 26.º productor mundial de petróleo, extrayendo 527 mil barriles / día. Venezuela registró una fuerte caída de la producción después de 2015 (donde produjo 2,5 millones de barriles / día), cayendo en 2016 a 2,2 millones, en 2017 a 2 millones, en 2018 a 1,4 millones y en 2019 a 877 mil, por falta de inversiones. y por la política del país. En 2019, el país consumió 356 mil barriles / día (39.º mayor consumidor del mundo). El país fue el decimotercer exportador de petróleo del mundo en 2018 (1,2 millones de barriles / día), cuando la producción aún no se había desplomado a 527 mil barriles / día en 2020. En 2015, Venezuela fue el 28.º productor más grande de gas natural, 26 mil millones de m³ por año.
En 2017, el país fue el 28° mayor consumidor de gas (37,6 mil millones de m³ por año) y fue el 45° mayor importador de gas del mundo en 2010: 2,1 mil millones de m³ por año. En la producción de carbón, el país fue el número 41 más grande del mundo en 2018: 0,3 millones de toneladas (en 2014, la producción fue de 1,2 millones de toneladas y ha estado cayendo desde entonces). En energías renovables, en 2020, Venezuela no produjo energía eólica ni energía solar. En 2014 fue el noveno productor más grande de energía hidroeléctrica en el mundo con una potencia instalada de 15 GW.
En Venezuela, el petróleo, la principal fuente de ingresos, genera alrededor del 80 % por concepto de exportación. El país es miembro fundador de la Organización de Países Exportadores de Petróleo y uno de los principales países productores en el planeta. Los yacimientos de este recurso en todos sus tipos son abundantes en gran parte del territorio, teniendo la primera reserva mundial, en el año 2019 la producción de petróleo en Venezuela estuvo en 750,000 b/d y en 2020 su promedio mensual fue de 450,000 b/d, exportándose la mayor parte a Estados Unidos, Europa y países de Latinoamérica hasta antes del 2014, actualmente su principal consumidor es China y en menor escala esta Cuba e Irán. Para el año 2019 la producción de petróleo disminuyó demasiado y el año 2021 Venezuela se convirtió en importador de gasolina y diésel.
La extracción se realiza principalmente en la cuenca del lago de Maracaibo y en las cuencas Barinas-Apure y Oriental. La empresa de cabecera en el procesamiento de petróleo es PDVSA, la cual posee filiales que operan en seis refinerías del país de diversa magnitud, además de otras en Curazao, Estados Unidos, Alemania, Suecia y Bélgica. El país es también uno de los principales productores mundiales de gas natural: en 2005 se calcularon 27 530 millones de m³ de producción, junto con gas licuado, butano y propano. Venezuela además posee la Faja del Orinoco, la cual es considerada la acumulación más grande de petróleo crudo pesado y extrapesado que existe en el mundo. Las reservas de petróleo original en el sitio de la Faja, según PDVSA, alcanzan hasta ahora 1,36 billones de barriles.

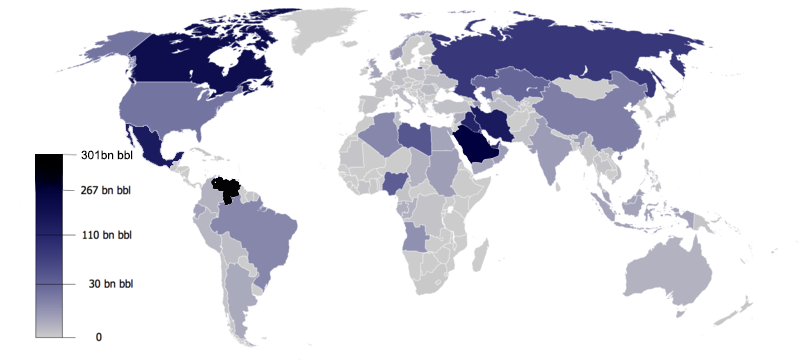
Reservas mundiales de petróleo según la OPEP (2013). Venezuela tiene las mayores reservas de petróleo del mundo con un aproximado del 20 % de las reservas mundiales..

También se explotan otros recursos minerales con fines comerciales como el hierro, bauxita, carbón, oro, sal, fosfatos y calizas. Los yacimientos de hierro en la sierra de Imataca, descubiertos en los años 1940, fueron extraídos por empresas estadounidenses hasta que la nacionalización de 1975 pasó esta función a la estatal Ferrominera del Orinoco, subsidiaria de la Corporación Venezolana de Guayana. Los principales yacimientos guayaneses son el cerro Bolívar, el cerro San Isidro y el cerro Los Barrancos, de los cuales se exportan la mayor parte a Europa, Asia y Estados Unidos.
La bauxita se extrae de Los Pijiguaos desde 1987, y estos se destinan a las empresas productoras de aluminio. También se han explotado los yacimientos de carbón de Guasare en Zulia, Carbosuroeste en Táchira, y Fila Maestra y Naricual en Estado Anzoátegui. Hay abundancia de oro en Bolívar y Amazonas, y sus reservas representan el 10% del total mundial. Es además un importante productor de diamantes, caliza y dolomita. Otras explotaciones de gran interés son los yacimientos de fosfatos de Táchira, manganeso en Guayana y níquel en Aragua y Miranda. En la Isla de Margarita hay reservas de magnesita de poca importancia.
La institución principal en la administración y extracción de los recursos mineros del país es la Corporación Venezolana de Minería (f. 2013), constituida como una filial de Petróleos de Venezuela, y que tiene entre sus objetivos delimitar la actividad de la pequeña minería y prevenir el contrabando de los recursos hacia el extranjero.

### Industria
El Banco Mundial enumera los principales países productores cada año, según el valor total de la producción. Según la lista de 2019, Venezuela tenía la industria número 31 más valiosa del mundo (US $58,2 mil millones). A grandes rasgos, basado en la industria petrolera.En 2018, Venezuela fue el 51.º productor mundial de vehículos en el mundo (1,7 mil), sufriendo caídas desde 2010, cuando produjo 153 mil vehículos/año. En la producción de acero, el país no se encuentra entre los 40 mayores productores del mundo.
Venezuela estaba muy industrializada hasta antes del 2013, ya que el 51,6% (2003) de su producto interno bruto (PIB) proviene de la industria. Se ha dado especial prioridad a la industria manufacturera desde mediados del siglo XX. Los principales productos de las industrias venezolanas son los derivados del petróleo, acero, aluminio, fertilizantes, cemento, neumáticos y vehículos motorizados. Se encarga también del procesamiento de alimentos, bebidas, textiles, ropa, calzado, artículos de plástico y madera. Los datos del INE para 2004 situaban la población activa en la industria en 322 907 personas. Las zonas industriales se concentran en las ciudades de la región Capital y Central. A finales del siglo XX se afianzó la localización de industrias en otras regiones como la Centro Occidental, la Zuliana y la de Guayana. En 2007 se producía 4.3 mil millones de toneladas de acero al año, ese año comenzó la pérdida de la producción de acero, para 2018 se producía apenas 50 mil toneladas al año. Se acabó con la industria del aluminio en el año 2019 con la crisis energética cuando apagaron sus últimas celdas electrolíticas. la industria de fertilizantes, plásticos calzados y ropa han sido disminuidas por la crisis económica que pasa el país.

### Turismo
El turismo en Venezuela es una industria poco desarrollada, pese a que el país está favorecido por la amplia gama de ambientes naturales en su territorio. Todas las regiones naturales de Venezuela poseen gran cantidad de atractivos turísticos y el bajo costo del transporte, dado el bajo precio de la gasolina en Venezuela, favorece la movilidad de los turistas.
El país recibe menos visitantes extranjeros que la mayoría de los países de igual dimensión e incluso que regiones cercanas como Aruba. Para 2008 Venezuela contó con unos 301 579 visitantes provenientes de Europa, seguidos por Suramérica (227 105), América del Norte (130 257), el Caribe (39 480), Asia (15 912), Centroamérica (11 377) y el Medio Oriente (10 100). La industria vivió una caída importante debido a la inestabilidad política durante la Revolución bolivariana. Según los datos del Ministerio del Poder Popular para el Turismo (MPPT), en 2003 se recibieron a 435 421 turistas, un 47 % menos que en 1998. No obstante, esta tasa mostró un repunte en 2008, con 856 810 turistas extranjeros visitando el país.

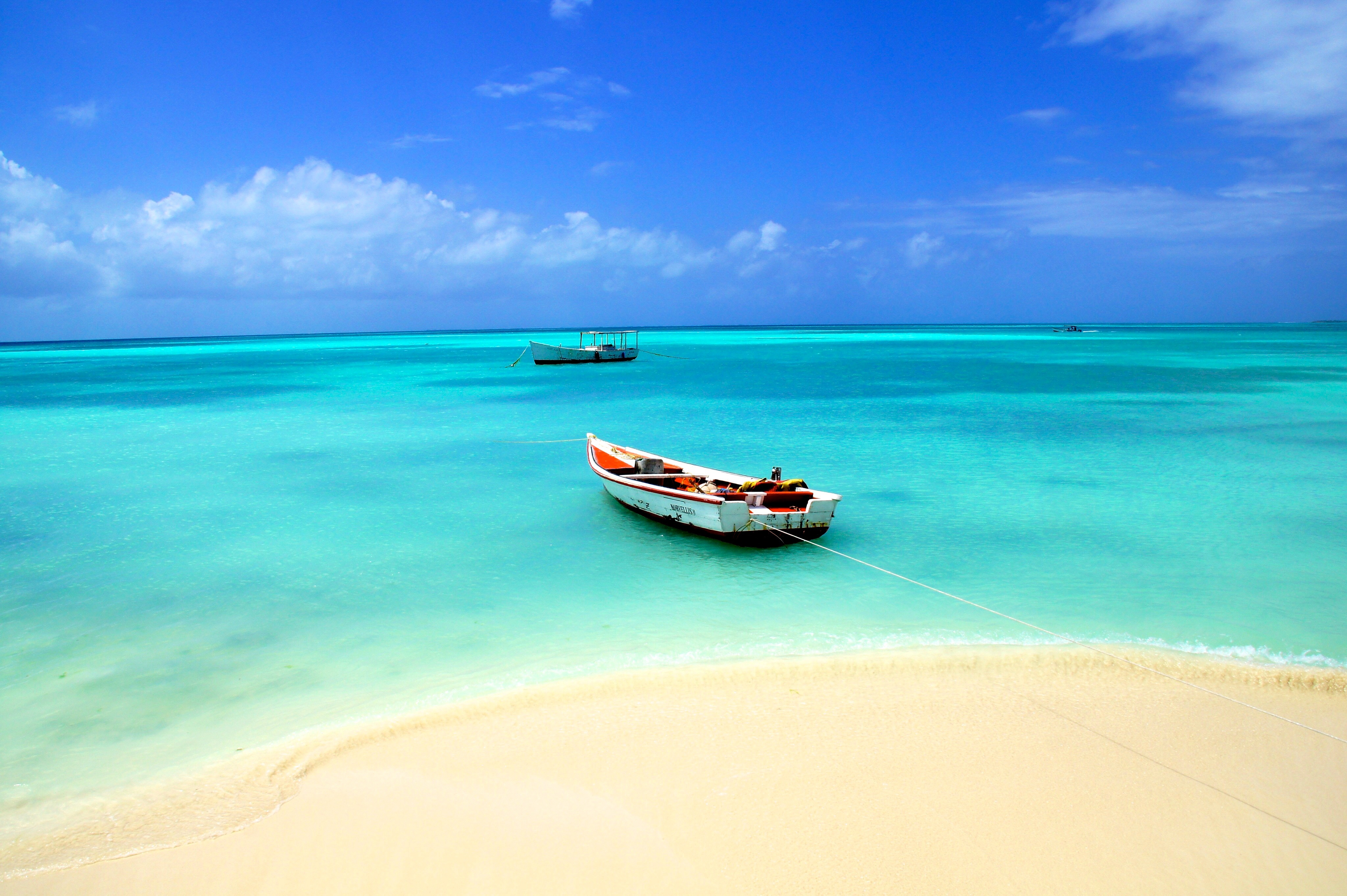
Famosa por sus aguas cristalinas y arena blanca, las playas del archipiélago Los Roques han sido el destino favorito de turistas de todo el mundo.

En lo que se refiere al turismo interno, los datos del MPPT expresan que los venezolanos prefieren moverse a destinos varios en la geografía nacional durante el asueto de la Semana Santa y las festividades del Carnaval —13,1 y 12,6 millones de turistas respectivamente para 2007—, así como en las vacaciones con motivo de Navidad y Año Nuevo. La principal razón de los viajes en el interior del país en todo el año, según las estadísticas, es la visita a familiares o amigos, seguido del deseo de recreación propio de las temporadas vacacionales, y los motivos profesionales y de negocios como tercer móvil.
Dado el desarrollo de su industria turística, la Isla de Margarita es el destino por excelencia para el esparcimiento, siendo valorada por sus playas, su clima y su cultura. También se destacan el archipiélago Los Roques y el parque nacional Morrocoy. Los Médanos de Coro y la Cueva del Guácharo también despiertan interés por su peculiaridad.
La región andina, atractiva también por su clima templado y sus paisajes, cuenta con el Pico Bolívar y el Teleférico de Mérida, así como con la Sierra Nevada. Los destinos urbanos son rentables especialmente en el casco histórico de cada ciudad, siendo Caracas la ciudad más visitada —cerca de 231 mil turistas internacionales en 2008—.
Venezuela es un país especialmente interesante para el desarrollo del ecoturismo o el turismo de aventura, y sus principales destinos son el parque nacional Canaima, la Región de Los Llanos (que tiene áreas de exuberante biodiversidad), el estado Amazonas, y la deshabitada isla La Tortuga, entre otros. Estos destinos ecoturísticos son recomendables para visitantes en búsqueda de riesgo, aventura y experiencias distintas al turismo convencional. La Selva Amazónica posee tribus indígenas de gran interés mientras que dentro del parque nacional Canaima, al sur de Venezuela, en el Estado Bolívar, hay vistas que no se consiguen en otro lugar del mundo. Este parque tiene dos sectores muy distintos. Al este, el sector oriental, en donde se encuentra la Gran Sabana y al oeste, el sector occidental, en donde se encuentra el Salto Ángel y la laguna de Canaima. El parque nacional Canaima se extiende sobre 30 000 km² hasta la frontera con Guyana y Brasil, por su tamaño es considerado el sexto parque nacional más grande del mundo. Cerca de 65% del parque está ocupado por mesetas de roca llamadas tepuyes. Estos constituyen un medio biológico único, presentando también un gran interés geológico. Sus acantilados escarpados y sus caídas de agua (incluyendo el Salto Ángel, que es la caída de agua más elevada del mundo, a 1002 m) forman paisajes espectaculares.

### Energía

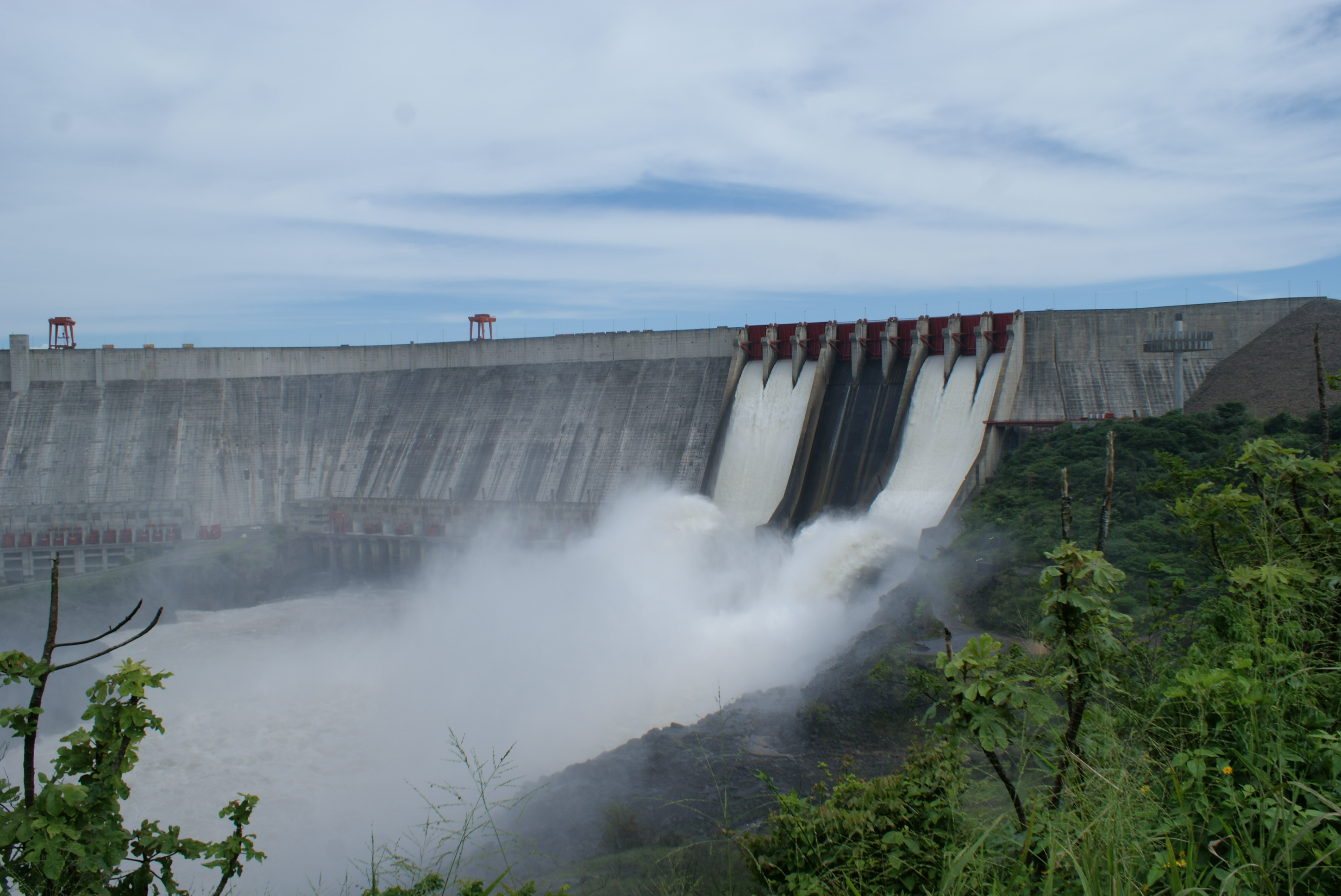
La central hidroeléctrica Simón Bolívar, con su capacidad instalada para 10 200 MW, es la quinta central con mayor potencia y la octava presa más grande del mundo.

En energías no renovables, en 2020, el país fue el 26.º productor mundial de petróleo, extrayendo 527 mil barriles / día. Venezuela registró una fuerte caída de la producción después de 2015 (donde produjo 2,5 millones de barriles / día), cayendo en 2016 a 2,2 millones, en 2017 a 2 millones, en 2018 a 1,4 millones y en 2019 a 877 mil, por falta de inversiones. y por la política del país. En 2019, el país consumió 356 mil barriles / día (39.º mayor consumidor del mundo). El país fue el decimotercer exportador de petróleo del mundo en 2018 (1,2 millones de barriles / día), cuando la producción aún no se había desplomado a 527 mil barriles / día en 2020. En 2015, Venezuela fue el 28.º productor más grande de gas natural, 26 mil millones de m³ por año. En 2017, el país fue el 28° mayor consumidor de gas (37,6 mil millones de m³ por año) y fue el 45° mayor importador de gas del mundo en 2010: 2,1 mil millones de m³ por año.
En la producción de carbón, el país fue el número 41 más grande del mundo en 2018: 0,3 millones de toneladas (en 2014, la producción fue de 1,2 millones de toneladas y ha estado cayendo desde entonces). En energías renovables, en 2020, Venezuela no produjo energía eólica ni energía solar. En 2014 fue el noveno productor más grande de energía hidroeléctrica en el mundo con una potencia instalada de 15 GW.
En torno al 68,13% de la energía eléctrica se produce en instalaciones hidroeléctricas. La empresa estatal Corporación Venezolana de Guayana/Electrificación del Caroní (CVG EDELCA) desarrolló en Bolívar la central hidroeléctrica Raúl Leoni y la central de Macagua. Con ellas se ha aportado más del 70% de la producción venezolana de electricidad en los últimos años. La estatal Compañía Anónima de Administración y Fomento Eléctrico (CADAFE, f. 1958) lleva a cabo desde los años 70 la construcción del Complejo Uribante Caparo habiendo construido solo hasta la fecha la central San Agatón o primer desarrollo. Según datos,[¿quién?] para el 2005 se generaron 99,2 millones kWh de electricidad.
Según datos del INE para ese año, la producción venezolana de electricidad fue capaz de abastecer un consumo equivalente a los 757 000 barriles diarios de petróleo, lo cual ha permitido cumplir con la política de sustitución de termoelectricidad por hidroelectricidad seguida por Venezuela,[cita requerida] que permitirá ahorrar combustibles líquidos que pueden ser utilizados para su exportación o su conservación. La energía generada por la central Simón Bolívar abastece la mayor parte del territorio nacional, incluyendo parte de Caracas. Del total producido, una parte es adquirida por Brasil para abastecer una porción del Norte de su territorio.

### Salario mínimo
El salario mínimo lo establece directamente el gobierno nacional con su publicación en la Gaceta Oficial. Desde diciembre de 2015 hasta abril de 2025 el salario mínimo se ha ido deteriorando debido a la alta inflación en que se encuentra Venezuela la caída de reservas internacionales, para noviembre de 2017 el salario mínimo cayo en promedio a menos de 25 dólares mensuales, durante ese periodo el gobierno ha subido el salario entre cuatro y seis veces al año para tratar de nivelar su devaluación. para el 1 de marzo de 2018, el salario mínimo era de 392 646,46 Bs.F que junto al bono de alimentos (915 000 Bs.F), totaliza 1 307 546,46 Bs.F, equivalentes a 6,12 USD al tipo de cambio del mercado negro o 32,54 USD según la tasa de cambio oficial DICOM del Banco Central de Venezuela (BCV). El salario mínimo se ha mantenido desde marzo de 2020 por debajo de los 4 dólares mensuales, aunque se ha incrementado el bono como una compensación al salario, pero al momento de pensionarse o jubilarse se hace en base al salario mínimo.
En agosto de 2018 el cono monetario venezolano perdió cinco ceros en su contabilidad, con una nueva moneda el bolívar Soberano (Bs.S), se ajustó el nuevo salario mínimo a 1800 bolívares soberanos. Los jubilados perdieron parte de sus beneficios adquiridos debido a la alta inflación. Para ese mes el salario mínimo representaba a 18 dólares y el gobierno desapareció el sistema de dólar oficial controlado por un sistema de cambio Flotación Controlada. En enero de 2020 el salario mínimo subió a 250 mil bolívares soberanos que equivalen a unos 3,5 dólares o unos 10 500 pesos colombianos mensuales. Los bonos de alimentación no entran en la contabilidad al momento de la liquidación del cese laboral o de pedir la jubilación.
Históricamente, el tipo de cambio oficial asignado por el BCV por el que se calcula el equivalente de bolívares en dólares, tuvo un valor fijo desde el 5 de febrero de 2003 (1 USD = 1 600 Bs.) que duró hasta febrero de 2005, nuevamente fue regulado de marzo de 2005 hasta enero de 2010 (1 USD = 2,15 Bs.F o 2150 Bs.) producto de un control de cambio regulado por CADIVI. El 11 de enero de 2010 se devaluó nuevamente el sistema cambiario nacional ubicando el dólar en 2,60 Bs.F y creando el dólar petrolero en 4,30 Bs.F, dicho esquema dual fue eliminado a partir del 1 de enero de 2011 devaluando ambas tasas a un valor de 4,30 Bs.F por dólar.
Desde junio de 2010 hasta mediados de 2012 existió un tercer tipo de cambio llamado SITME regulado por el BCV a fin de contener el tipo de cambio paralelo en el que el precio del dólar oscila alrededor de dos veces la tasa oficial, este esquema no tenía un valor fijo para el dólar y funcionaba a través de la compra y venta de títulos en moneda extranjera. Este sistema de valor fijo fue eliminado el 30 de enero de 2018 Venezuela posee la inflación más alta del mundo: cerró en 799,9 % en 2016, considerada hiperinflación desde noviembre de 2017; la inflación acumulada en el año 2018 llegó a 1 698 488% para diciembre de 2019 según la Asamblea Nacional estimó una inflación acumulada de 7 374%.

### Reservas internacionales

Reservas internacionales entre el período 2000-2019.

Las reservas internacionales son depósitos de moneda extranjera controlados por los Bancos Centrales y otras autoridades monetarias. Las de Venezuela fueron en marzo de 2009 un total de 29 633 millones de dólares, subiendo hasta 30 434 mil millones en julio,< mientras que para el término de julio de 2012 se situaron en 27 210 millones de dólares. Hasta diciembre de 2016 las reservas han bajado a 10 868 millones de dólares. En octubre de 2019 las reservas cayeron 7 978 millones de dólares. el 2 de enero de 2020 según informe del BCV las reservas se ubicaron en 6 633 millones de dólares la cifra más baja en los últimos 25 años
En las reservas oficiales de oro, Venezuela ha venido perdiendo sus reservas en oro de forma continua los últimos ocho años, para el año 1957 después de la Segunda Guerra Mundial logró acumular 640 Tm de oro siendo la economía más pujante para la época, en 2010 ocupaba el primer lugar en América Latina y el 15.º en el mundo, con 372.9 toneladas, equivalente al 67,7% de sus reservas internacionales. Hasta finales de 2016 las reservas de oro disminuyeron a 187,5 toneladas, ocupando el 25.º lugar en el mundo. para junio de 2019 las reservas de oro bajaron a 102.4 Tm ocupando el puesto n.º 36 en el mundo.

### Crisis económica

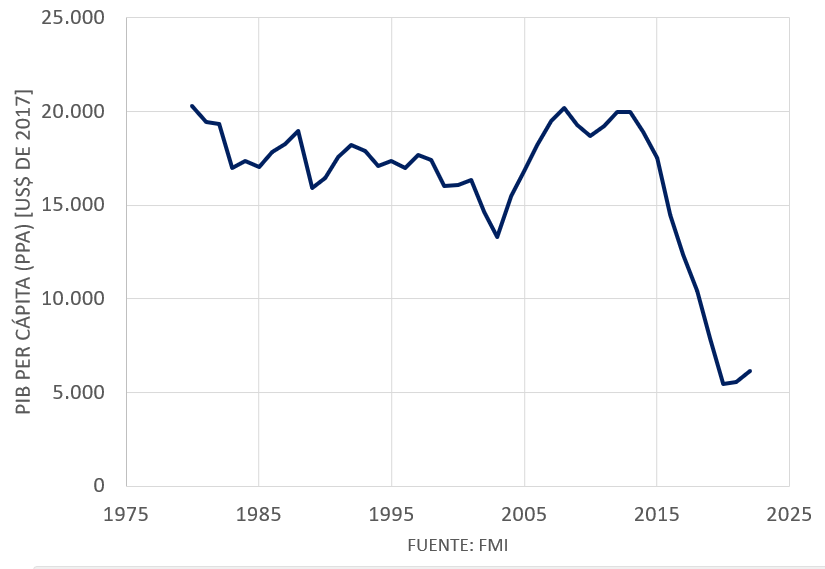
Evolución histórica del PIB per cápita (PPA) a precios constantes (en dólares de 2017), según el FMI.

Junto a la crisis económica de 1983 que llevó a la reconversión industrial y al establecimiento de un control de cambio, pasando al sector petrolero a ser la parte más importante de la economía, la crisis económica mundial que inició en 2008 y teniendo en cuenta el boom petrolero venezolano 2008-2011, el endeudamiento externo, el descontrolado gasto público, la mala administración y la caída de la producción de petróleo posterior al año 2014 tuvieron consecuencias especialmente graves en Venezuela.
Inicialmente se produjo la escasez de productos básicos, desempleo, un estancamiento posterior y una nueva caída a partir del último trimestre de 2014. La difícil situación de la economía llevó a una caída de los ingresos fiscales, la caída de la producción de petróleo, un aumento de ciertos gastos financieros, el vencimiento de deudas y el compromiso de entrega de petróleo a China, lo que llevó al gobierno de Nicolás Maduro a devaluar de manera drástica la moneda. Esto fue acompañado de una crisis social, institucional y política, numerosas manifestaciones, un aumento de la pobreza y la desigualdad en el país.
El país se encuentra en default desde noviembre de 2018. Los conflictos adquiridos en el 2008 por motivo de la expropiación de alguna empresas extranjeras que perdió el estado ante el Centro Internacional de Arreglo de Diferencias Relativas a Inversiones (CIADI) y la Cámara de Comercio Internacional (CCI). Han traído graves consecuencias para su economía entre el 2016 y el 2019 encontrándose en un proceso hiper inflacionario. La crisis ha desencadenado en una dolarización de facto. De acuerdo con Luis Zambrano Sequín, del Instituto de Investigaciones Económicas y Sociales el 40% de sus depósitos son en la divisa estadounidense, convirtiendo al país en una economía dolarizada a partir de septiembre de 2018. Además, aproximadamente el 60 % de los pagos en negocios comerciales en el 2021 se hicieron en dólares.
Recientemente se ha establecido por decreto presidencial las Zonas económicas especiales.Las ZEE en el decreto son Paraguaná (Falcón), Puerto Cabello – Morón (Carabobo), La Guaira (La Guaira), Margarita (Nueva Esparta) y la Isla La Tortuga (Territorio Insular Miranda). Se espera que en los próximos años con estas nuevas políticas económicas Venezuela pueda alcanzar altos niveles de desarrollo económico y cierta recuperación.

## Ciencia y tecnología

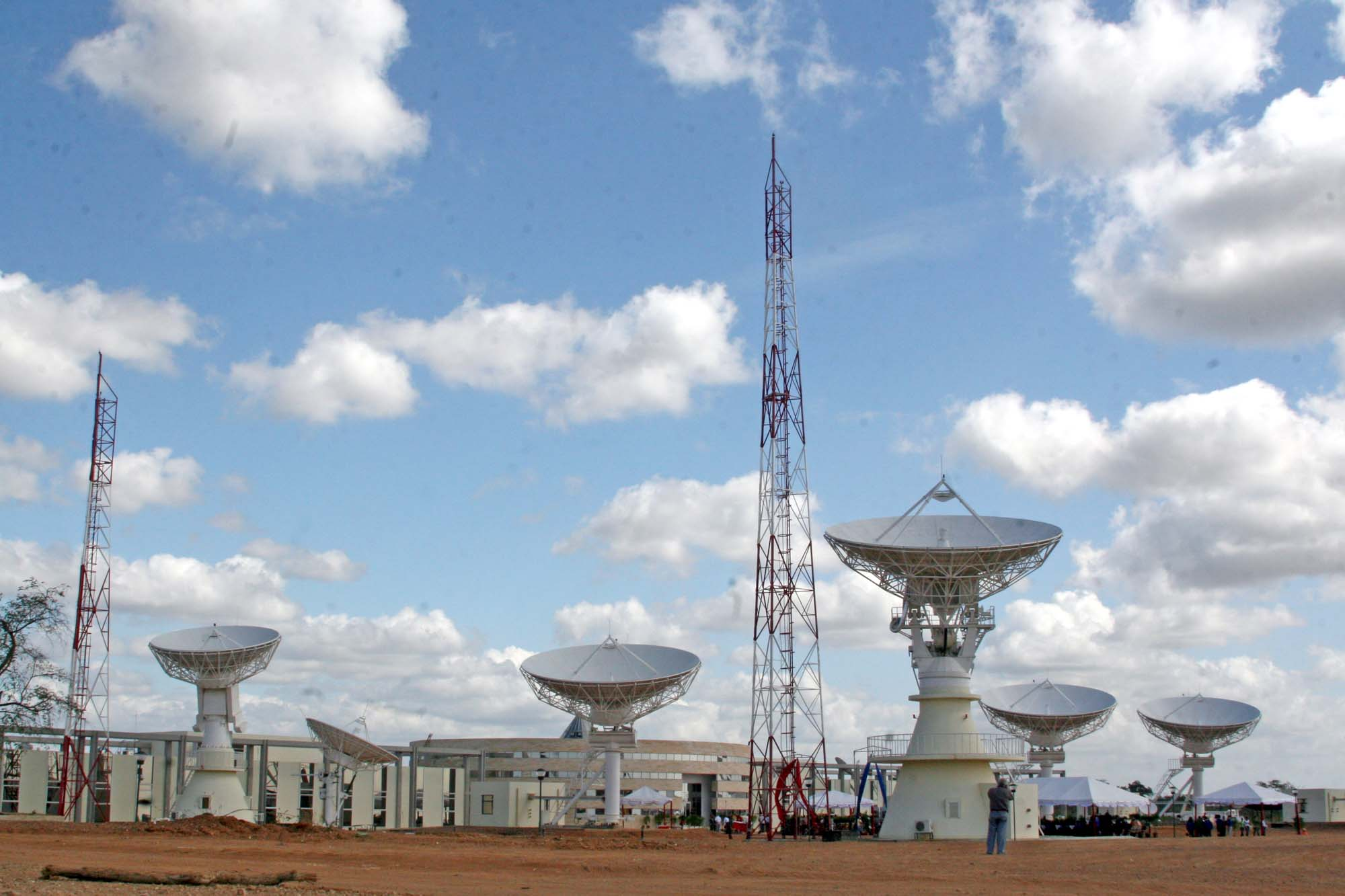
La estación Terrena de El Sombrero funciona como la principal estación satelital de la de la Agencia Bolivariana para Actividades Espaciales.

Venezuela ha contado con varios científicos que han contribuido de manera notable a las ciencias naturales y médicas, así como al avance tecnológico. La primera vacuna para la cura de la lepra y contra la leishmaniasis fue desarrollada por Jacinto Convit, mientras que Baruj Benacerraf efectuó demostraciones sobre las respuestas inmunes frente a antígenos y su variación en cada persona, lo que lo hizo merecedor del Premio Nobel en Fisiología o Medicina en 1980. En el campo de la tecnología, Humberto Fernández Morán contribuyó al desarrollo del microscopio electrónico y del bisturí de diamante, este último de su propia inventiva, siendo el primero en introducir el concepto de crioultramicrotomía.
Históricamente, el primer vestigio de tecnología hecha por venezolanos se encuentra en el desarrollo de la pinza de Rincones, que permitía recuperar piezas en los pozos petroleros. Las actividades tecnológicas en el país cobrarían un nuevo impulso hacia mediados del siglo XX con la creación de nuevos institutos destinados a la promoción y profesionalización de la actividad científica y tecnológica en el país.
Tales planteles, como el Consejo Nacional de Investigaciones Científicas y Tecnológicas (CONICIT) y el Instituto Venezolano de Investigaciones Científicas, son los principales referentes en estas materias. Todos están adscritos al Ministerio de Ciencia y Tecnología. Por otra parte está el Observatorio Astronómico Nacional de Llano del Hato que, a 3600 m s. n. m., es uno de los enclavados a mayor altura en el mundo. En 2012 fue lanzado el Satélite Miranda (VRSS-1), destinado a la observación terrestre y la toma de fotografías digitales en alta resolución del territorio nacional.

## Demografía
Venezuela se encuentra entre los países más urbanizados de América Latina; la gran mayoría de los venezolanos vive en las ciudades del norte, especialmente en la capital Caracas, que es a su vez la ciudad más poblada. Alrededor del 93% de la población vive en áreas urbanas en el norte del país; El 73% vive a menos de 100 kilómetros de la costa. Aunque casi la mitad de la superficie terrestre de Venezuela se encuentra al sur del Orinoco, solo el 5 % de los venezolanos vive allí. La ciudad más grande e importante al sur del Orinoco es Ciudad Guayana, que es la sexta aglomeración urbana más poblada.
La población de Venezuela en el año 2011 superaba los 28 millones de habitantes, y se estimaba que la misma se eleve hasta 42 millones para el 2050. No obstante, la crisis social, económica y política que ha vivido el país durante la década del 2010 ha contribuido a un éxodo masivo de la población del país ha derivado en una reducción importante de la población venezolana que para 2020 se contrajo nuevamente a los 28.5 millones de ciudadanos.
Pese a tener una alta tasa de natalidad, Venezuela al mismo tiempo presenta la mayor tasa de emigración de toda la región. En 2009, se estimó que más de 1 millón de venezolanos habían emigrado desde que Hugo Chávez llegó al poder. La emigración a gran escala aún continúa y se incrementó durante la presidencia de Nicolás Maduro, estimándose que desde 1999 unos 6,5 millones de venezolanos han abandonado el país.

### Principales ciudades
La población venezolana tiende a concentrarse mayormente en las zonas costeras y montañosas, bien sea por el más fácil acceso a los puertos, en el caso de la costa; o por el clima más templado, en el caso de las zonas montañosas. El núcleo poblacional más importante fuera de la zona de costa/montaña es Ciudad Guayana, en la confluencia de los ríos Orinoco y Caroní, al este del país. Se listan abajo las principales ciudades de Venezuela en términos de importancia, extensión y número de habitantes. Los datos de población pertenecen al último Censo de Población y Vivienda del Instituto Nacional de Estadística para el 2011.

### Etnografía
| Composición racial y étnica | Composición racial y étnica | Composición racial y étnica | Composición racial y étnica | Composición racial y étnica |
| --------------------------- | --------------------------- | --------------------------- | --------------------------- | --------------------------- |
| Raza/Etnia                  | Raza/Etnia                  |                             | Porcentaje                  | Porcentaje                  |
| Moreno [sic]                | Moreno [sic]                |                             | 49.9 %                      | 49.9 %                      |
| Blanco                      | Blanco                      |                             | 42.2 %                      | 42.2 %                      |
| Negro                       | Negro                       |                             | 2.8 %                       | 2.8 %                       |
| Indígena                    | Indígena                    |                             | 2.7 %                       | 2.7 %                       |
| Otra                        | Otra                        |                             | 1.1 %                       | 1.1 %                       |
| Afrodescendiente            | Afrodescendiente            |                             | 0.7 %                       | 0.7 %                       |
| Fuente: INE 2011            |                             |                             |                             |                             |

Los venezolanos poseen una combinación rica de herencias que incluye tres familias étnicas, siendo estas la europea, la amerindia y la africana, cuya integración se inició con el establecimiento de la Colonia. En los inicios del siglo XX, luego del descubrimiento del petróleo y de los periodos de guerras en Europa, Venezuela recibió una importante inmigración masiva de europeos principalmente de España, Italia y Portugal, en la cual el proceso del mestizaje siguió siendo importante, y hoy en día la mayoría de la población tiene ascendencia u orígenes mezclados. Como dato importante, cabe destacar que, desde la colonia y hasta las postrimerías de la Segunda Guerra Mundial, el flujo de inmigrantes de las Islas Canarias ha sido muy importante, siendo su impacto cultural muy significativo, en el desarrollo del castellano en el país, su gastronomía y costumbres. De acuerdo con un estudio genético de ADN autosómico realizado en 2008 por la Universidad de Brasilia la composición de la población de Venezuela es: 60,60% de la contribución europea, el 23% de la contribución amerindia y 16,30% de la contribución africana.
Según el XIV Censo Nacional de Población y Vivienda, cuando se interrogó a las personas acerca de su origen étnico-racial, con las opciones: "Negro", "Afrodescendiente", "Moreno"  [sic], "Blanco", Otra; un 49,9% de la población dijo ser 'morena' (es decir, de piel morena), mientras que 42,2% se identificó como 'blanca'. Un 2,8% dijo ser 'negra', y un 0,7% 'afrodescendiente', mientras que el 2,7% declaró pertenecer a un grupo originario amerindio, y el resto (1,1%) mencionó que es de 'otras razas' (refiriéndose a otras etnias). Dentro de los que se auto-reconocieron como amerindios, un 58 % dijo ser de la etnia wayúu, 7% warao, 5% kariña, 4% pemón, 3% piaroa, 3% jivi, 3% añu, 3% cumanagoto, 2% yukpa, 2% chaima, 1% yanomami y otros pueblos 9%.

### Indígenas

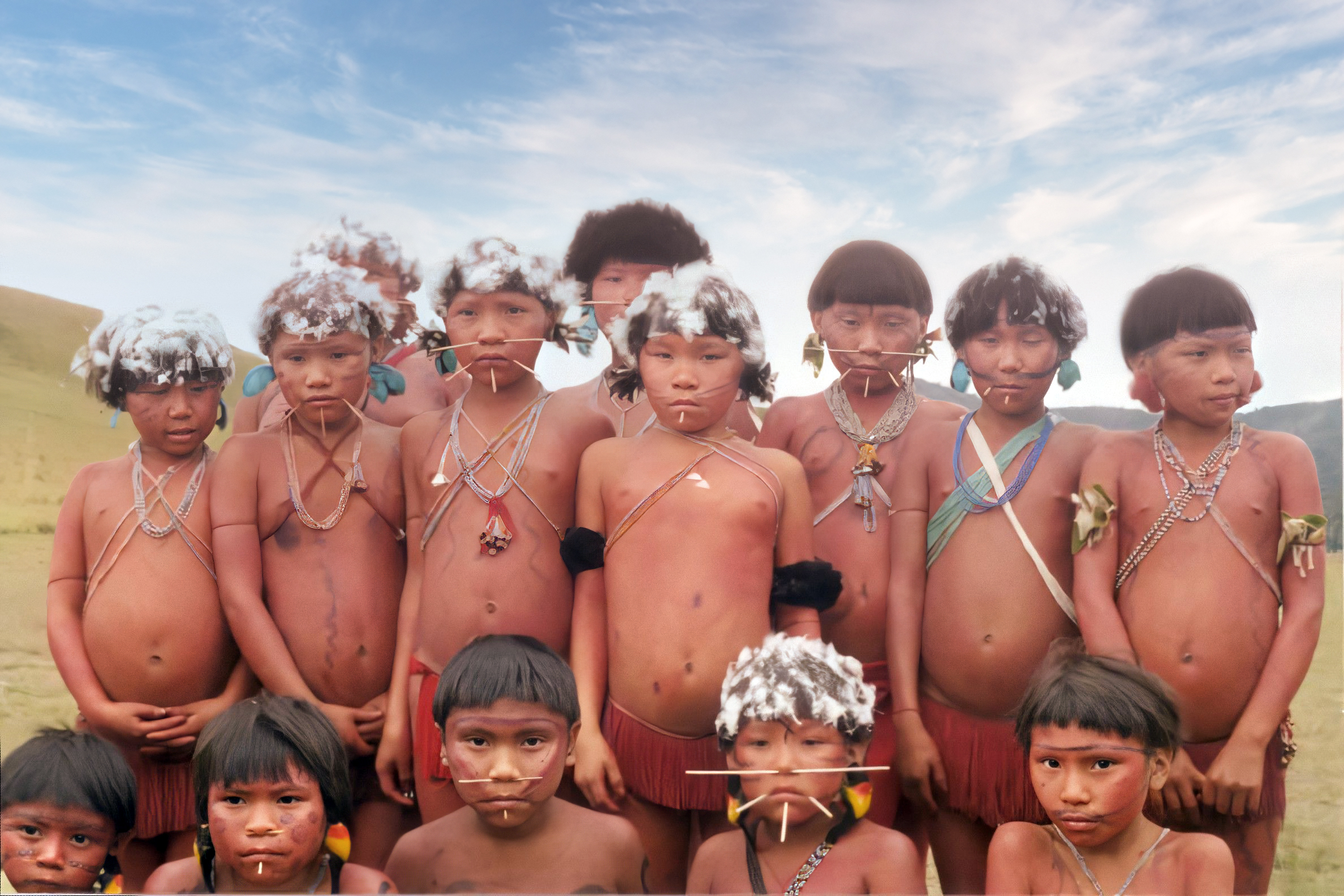
Niños de la etnia yanomami en Amazonas.

Son un grupo minoritario que en 2011 representaba el 2,7 % de la población total del país, con un total de 1 511 329 personas étnicas de acuerdo con el censo de 2011 de Venezuela, del cual pequeños grupos ubicados en las regiones más aisladas y remotas del país mantienen su cultura intacta. Los indígenas en contacto con el hombre blanco y mestizo de ciudad poseen una cierta asimilación, poniendo su cultura en peligro de desaparecer debido a las influencias de países vecinos. La influencia indígena se limita al vocabulario de algunas palabras —como topónimos— y a la gastronomía.

### Emigración
La crisis migratoria venezolana, denominada también éxodo venezolano, es una crisis humanitaria por el incremento del flujo migratorio procedente de Venezuela que data desde el 2016. En 2015 se encontraban 697 562 venezolanos en el exterior, que representaba el 2,3% de la población total. En 2017 era casi 5,4% de la población del país, alrededor de un millón 421 mil personas. En 2018, 2,3 millones de venezolanos están fuera de su país, aproximadamente el 7% de la población. Colombia es el país con la mayor población inmigrante de origen venezolano en el mundo, contando en 2019 con 1 626 000 personas. En junio de 2024 la Agencia de la ONU para los Refugiados, citando datos de la plataforma R4V, afirma que son ya 7,7 millones los venezolanos que han emigrado del país. En 2025, datos de la misma organización Plataforma de Coordinación Interagencial para Refugiados y Migrantes (R4V)  informan que en Colombia hay 2.810.000 venezolanos y en Perú 1,660.000 siendo estos países los máximos receptores de esta migración.

### Comunidades extranjeras

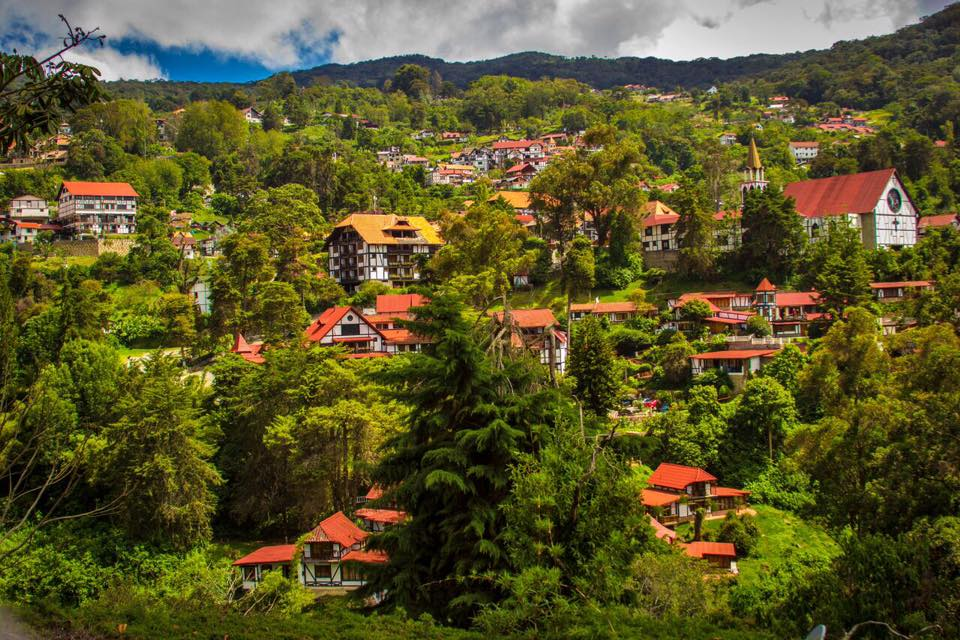
La Colonia Tovar es una ciudad fundada en 1843 por colonos católicos procedentes del suroeste de Alemania. Sus habitantes hablan un dialecto llamado alemán coloniero.

Venezuela alberga una importante colonia de italianos, españoles, portugueses, árabes y chinos, además de un gran número de personas provenientes de Colombia y también del Cono Sur y el Caribe. Con el inicio de las explotaciones petroleras en 1914, se establecieron compañías y ciudadanos provenientes en gran parte de los Estados Unidos. Posteriormente, con ocasión de la posguerra, Venezuela recibió la tercera oleada de inmigración europea más grande de América. Inmigrantes provenientes principalmente de Italia y España, y nuevos inmigrantes de Portugal, el Medio Oriente, Alemania, Croacia, Suiza, los Países Bajos, China, Hungría, Turquía, Ucrania, Polonia, Armenia, y Rusia, entre otros, animados a la vez por el programa de inmigración y colonización implantado por el Gobierno. Este proceso creó grandes comunidades entre las que destacan los italo-venezolanos, los hispano-venezolanos y los luso-venezolanos. Según datos oficiales de España, Venezuela es el tercer país en el mundo en tener la comunidad más grande de españoles. Igual posición ocupa en el caso de la comunidad italiana, pero solo a nivel latinoamericano. La comunidad lusitana es la segunda después de Brasil.
Durante los años 1970, Venezuela recibió una inmigración proveniente de diversos países de América Latina, primordialmente de Colombia, Perú y Ecuador. A esto se le sumó una inmigración proveniente del Cono Sur de personas que huían de dictaduras y que veían en Venezuela una salida a su difícil situación. Estas continuas oleadas migratorias aumentaron el complejo mosaico racial del país. La población venezolana nacida en otros países representó un 4,4% del total nacional. La mayor inmigración proviene de Colombia, España, Portugal e Italia, entre otros países como Haití, República Dominicana, Trinidad y Tobago, siendo Venezuela el segundo país de América Latina en tener más inmigración tanto de Europa como de la misma América, por detrás de Argentina.

### Educación

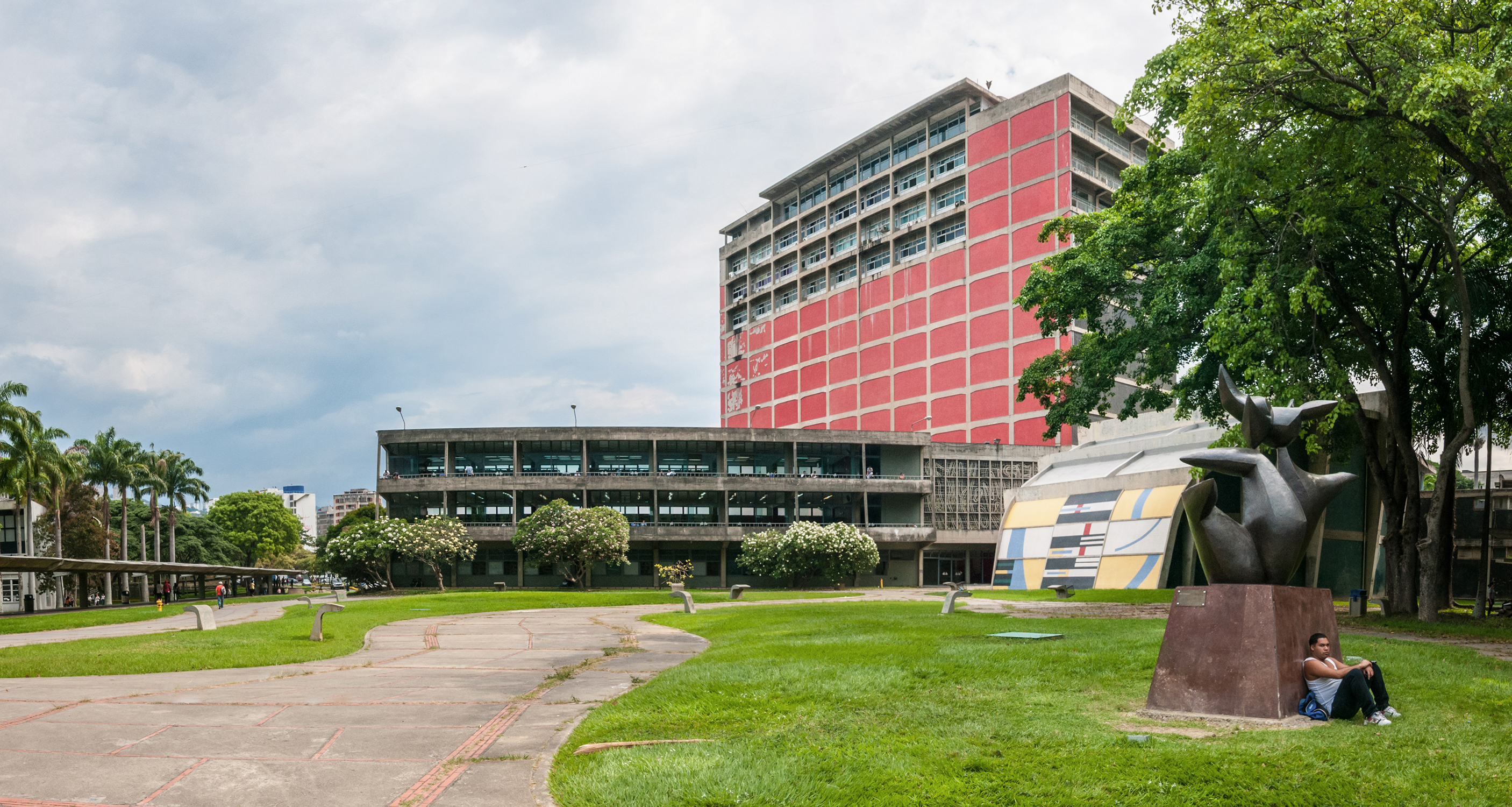
La Ciudad Universitaria de Caracas fue declarada Patrimonio Mundial de la Humanidad en el año 2000.

Tasa de analfabetismo en Venezuela según los datos de la UNESCO y del INE.

La educación es gratuita y obligatoria desde el 27 de junio de 1870, por decreto del presidente Antonio Guzmán Blanco, mientras que el 3 de agosto de 1910, durante el gobierno de Juan Vicente Gómez, se publica en la Gaceta Oficial n.º 11.068, 11.069 y 11.070, el código de Instrucción Pública del 25 de junio, el cual establece que la instrucción en Venezuela se divide en pública, subvencionada y privada.
En Venezuela la educación está estructurada en los niveles de preescolar, básica, diversificada y superior. Se encuentra reglamentada por la Ley Orgánica de Educación, que le confiere un carácter obligatorio desde el preescolar hasta el nivel medio diversificado (de 6 a 15 años), y gratuito en los planteles administrados directamente por el Estado hasta el nivel de pregrado. En esta materia el Estado tiene la facultad de crear los servicios pertinentes para facilitar y mantener el acceso a todo tipo de educación.
Según datos oficiales, para el periodo académico 2005-2006 se inscribieron un total de 1 010 946 niños en educación preescolar.La educación básica contabilizó un aproximado de 4 885 779 inscritos para aquel mismo período, mientras que en los centros de educación media o secundaria, diversificada y profesional se registraron 671 140 alumnos.El país contaba igualmente con la cifra de 25 835 planteles y unidades educativas para estos tres niveles.
La evolución de la alfabetización ha sido creciente y especialmente acelerada durante el periodo 1950-2005. En la década de 1970, cuando Venezuela experimentaba un enorme crecimiento debido a la venta de petróleo, la tasa de alfabetización aumentó del 77% al 93% hasta 1999, siendo una de las tasas de alfabetización más altas de la región. La tasa de alfabetización en los habitantes de más de 14 años pasó del 52,2% en 1950 al 95,39% en 2015. En 2005, Venezuela se declaró territorio libre de analfabetismo, tras escolarizar un millón y medio de personas entre 2003 y 2005. Este anuncio, no obstante, se contradecía con las estadísticas oficiales y proyecciones sobre el tema.
Igualmente, en el índice de Desarrollo Humano de las Naciones Unidas, Venezuela (0,711) está en el 71.º puesto en cuanto a años de estudio promedio a nivel mundial y en el 8.º puesto en Latinoamérica, los países con mejor Educación de América Latina hasta 2007 eran Cuba (0,993), Uruguay (0,955) y Argentina (0,946), aunque desde entonces Cuba no ha sido incluida en los indicadores.

### Salud

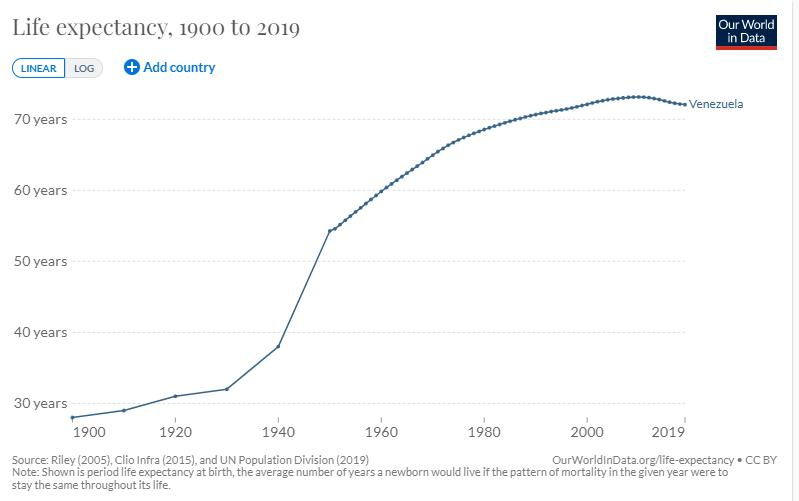
Esperanza de vida desde 1900 a 2019.

El gobierno de Venezuela gestiona un sistema de seguridad social que cubre, entre otros, accidentes laborales, enfermedades y pensiones. La esperanza de vida es de 71,5 años para los hombres y de 77,8 años para las mujeres, según estimaciones para 2006.
La mayoría de las muertes y decesos en días festivos son causados por accidentes inducidos por la ingesta de alcohol, y por el incumplimiento de las normas de seguridad como los cinturones de seguridad, entre otras.
Ciertas enfermedades se ubican mayoritariamente en zonas rurales de Venezuela, por la falta de higienización de dichas zonas. En los 1940, se hizo una intensa campaña para fumigar con DDT y eliminar a los mosquitos transmisores de malaria, fiebre amarilla y mal de Chagas. Sin embargo, a partir de los años 1970, volvieron a aumentar esas enfermedades transmitidas por mosquitos.
Desde los años 2007 y 2008 varios indicadores de la salud mostraron un deterioro significativo. Así la mortalidad infantil creció de 4747 muertes en menores de 1 año en 2007 a 11 466 muertes en 2016 y la mortalidad maternal en el mismo periodo de 198 muertes maternas a 756. Mientras que en 2008 se registraron 31 719 casos de malaria, este número subió a 240 613 en 2016.

### Idiomas
La Constitución de Venezuela reconoce al castellano y las lenguas de los pueblos indígenas venezolanos como oficiales. El español es la lengua materna de la mayoría de los venezolanos. La variante de español empleada es el español venezolano, el cual a su vez se divide en varios dialectos.
Los idiomas de los indígenas venezolanos son hablados por menos del 1 % de la población total de Venezuela. Entre estas lenguas están el wayuunaiki, el warao, el pemón y otras.
La lengua de señas venezolana (LSV) no es constitucionalmente una lengua oficial, sin embargo, es usada por la cultura sorda del país y constitucionalmente los sordos y mudos tienen el derecho de expresarse y comunicarse bajo esta lengua. Generalmente, la Lengua de Señas Venezolana se usa en los noticiarios de televisión por intérpretes.
Los inmigrantes de otros países usan sus propios idiomas, además del español. Entre los idiomas alóctonos más hablados se encuentran el árabe, el chino, el inglés, el italiano y el portugués. El inglés es usado como lengua materna por venezolanos residentes en pueblos cercanos a Guyana, como San Martín de Turumbán. En cuanto a dialectos, el portuñol se habla en la frontera con Brasil, en especial en Santa Elena de Uairén. El alemán coloniero es un dialecto alemán empleado en la Colonia Tovar, en el estado Aragua.

### Religión

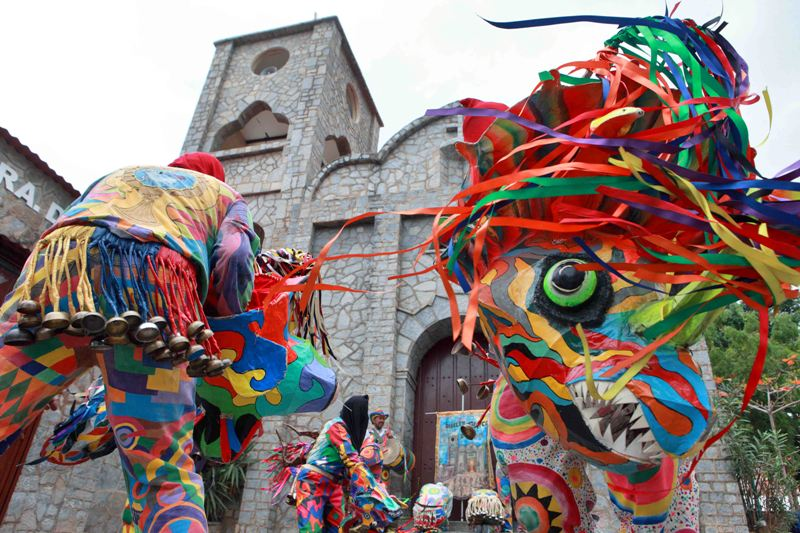
Diablos danzantes de Corpus Christi, patrimonio cultural inmaterial de la Humanidad.

La Constitución Nacional establece la libertad de culto. Aunque las cifras oficiales muestran que los cristianos conforman más del 80% de la población, este elevado número se debe a que la mayor parte de la población es creyente de Dios y fue criada en un hogar católico, pero en el estricto rigor no todos son practicantes ni se identifican con las costumbres o ritos católicos, lo cual; sumado a la creciente migración hacia cultos evangélicos y pentecostales, deriva en un porcentaje de católicos realmente menor. De hecho, es una tendencia que se observa en toda América Latina y se acrecienta en países como Chile, Nicaragua, Honduras y Uruguay. Alrededor de un 17% pertenecen a las iglesias evangélicas, la Iglesia anglicana y a otros grupos protestantes como los Testigos de Jehová, La Iglesia de Jesucristo de los Santos de los Últimos Días y la Iglesia Adventista del Séptimo Día. Existen también comunidades pequeñas de cristianos ortodoxos.
Un 2% de los venezolanos son miembros de otras religiones como el islam, el hinduismo, el budismo y el judaísmo. Los practicantes de religiones con raíces prehispánicas representan otro 2% de la población. Los ateos son un 2% de los venezolanos, mientras que los agnósticos son el 6%. Por otra parte, la santería cuenta con adeptos entre la población afrodescendiente.
Entre las manifestaciones religiosas populares de Venezuela se encuentra de los diablos danzantes de Corpus Christi. Dicha manifestación se lleva a cabo en diversas regiones del país por distintas agrupaciones denominadas hermandades o cofradías, las cuales celebran la presencia de Cristo en el Santísimo Sacramento de la eucaristía de acuerdo con la doctrina del catolicismo. En total existen 11 cofradías que agrupan a más de cinco mil personas, la más famosa de ellas es los diablos danzantes de Yare. Estas manifestaciones fueron reconocidas por UNESCO como Patrimonio Cultural Inmaterial de la Humanidad en 2012. Igualmente la parranda de San Pedro es otra festividad religiosa proclamada patrimonio cultural inmaterial de la Humanidad por la UNESCO.

### Criminalidad
La criminalidad en Venezuela es un problema que afecta a todo el país, aunque no se sabe con exactitud la gravedad del problema porque las ONG manejan información extraoficial y estas no tienen cómo verificar la información oficial sobre la delincuencia en Venezuela. Venezuela fue clasificada como la nación más insegura del mundo según encuestas Gallup en 2013 y 2015. En 2013 solamente el 19 % de los venezolanos se sentía seguro caminando solo durante la noche, con casi un cuarto de los encuestados indicando que ellos o algún miembro de su familia habían sido atracados en el último año. La situación empeoró cuando apenas el 14 % se sentía seguro en 2015, el porcentaje más bajo global registrado desde 2005. La tasa de homicidios intencionales del país es también una de las más altas del mundo.
De acuerdo con la Naciones Unidas, este tipo de problemas se debe a la mala situación política y económica en el país.El Departamento de Estado de los Estados Unidos, define a Venezuela como «un país de origen, tránsito, y destino para hombres, mujeres y niños objeto de tráfico sexual y trabajo esclavo». Como resultado de los altos niveles de delincuencia, los venezolanos se han visto obligados a modificar algunos hábitos de vida.

## Infraestructura

### Transporte

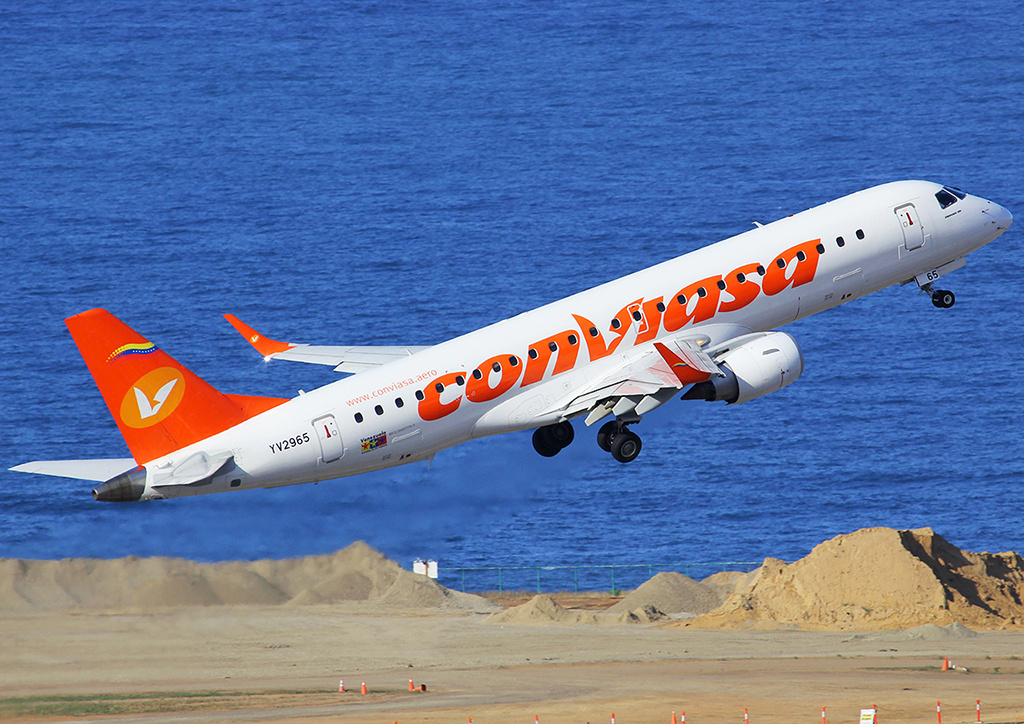
Conviasa, la compañía de bandera de Venezuela.

La infraestructura en Venezuela tuvo uno de sus mayores períodos de crecimiento bajo el gobierno autocrático del General Marcos Pérez Jiménez, y luego en los booms petroleros de los años posteriores. El Puente General Rafael Urdaneta sobre el lago de Maracaibo, con 8,7 kilómetros de longitud, fue al momento de su construcción el más largo del mundo en su tipo. Históricamente, hablar de infraestructura en el país era hablar de un conjunto de sistemas bien articulados que recibían buen mantenimiento. Sin embargo, con los recortes presupuestarios efectuados durante la crisis económica de 2013, se forzó a un descuido progresivo. Esto, aunado a un problema de insuficiencia en los últimos años, ha dado lugar a programas recientes para su rescate. El país posee hoy importantes autopistas a las que se suma una vasta red de carreteras que cubren un alto porcentaje del territorio nacional, que son aprovechadas por un gran cantidad de líneas de autobuses que conectan todo el territorio, siendo reconocidas internacionalmente por sus bajos precios. En su conjunto, el país se encuentra articulado por nueve autopistas principales: la Autopista Caracas - La Guaira que conecta la capital del país con el principal terminal aéreo y con el segundo puerto marítimo venezolano, la Autopista Gran Mariscal de Ayacucho que conecta la ciudad de Caracas con el oriente venezolano, la Autopista Regional del Centro que conecta las principales carreteras del país, la Autopista José Antonio Páez que atraviesa el corazón de Los Llanos desde Barinas hasta Valencia, la Circunvalación Norte de Barquisimeto, la Autopista Valencia - Puerto Cabello que comunica al principal centro industrial con el primer puerto marítimo del país, la Autopista Centro Occidental que enlaza a la ciudad de Barquisimeto con Puerto Cabello, la Autopista Barquisimeto-Acarigua que permite el transporte entre las regiones Centro-Occidental y Los Llanos así como la Autopista Lara-Zulia que conecta las capitales de los mencionados estados.
El país cuenta con aproximadamente 360 aeropuertos, de los cuales 11 son catalogados como internacionales y dos de ellos se posicionan entre los más destacados de América Latina: el Aeropuerto Internacional Simón Bolívar de Caracas que transporta más de nueve millones de pasajeros anualmente, y el Aeropuerto Internacional del Caribe Santiago Mariño de Porlamar, que transporta poco más de dos millones y medio de pasajeros. Estos, junto al Aeropuerto Internacional de La Chinita de Maracaibo, el Aeropuerto Internacional Arturo Michelena de Valencia, el Aeropuerto Internacional de Oriente General José Antonio Anzoátegui de Barcelona,, el Aeropuerto Internacional Manuel Piar de Ciudad Guayana y el Aeropuerto Internacional de Las Piedras Josefa Camejo de Punto Fijo, son los principales del país.

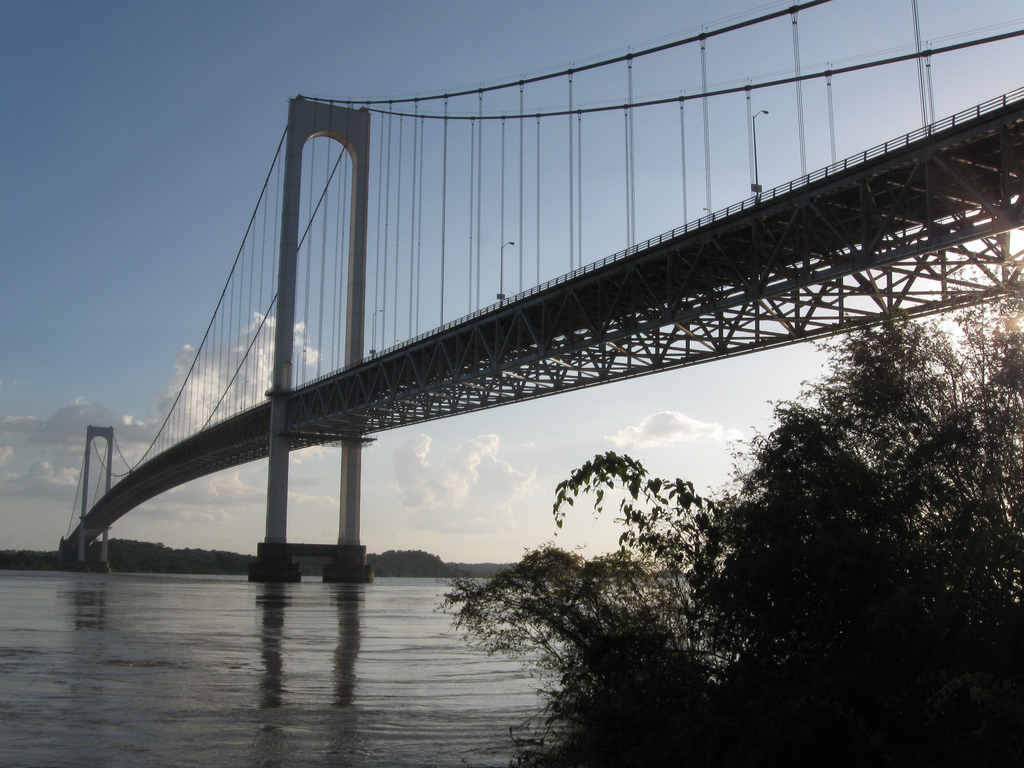
El puente de Angostura, con 1672 m, es el puente colgante más largo de América Latina.

Debido al bajo coste del combustible para automóviles, las vías férreas del país han sido tradicionalmente escasas, en comparación a otros países del continente. Han existido proyectos ferroviarios en distintos gobiernos y el último fue retomado en el año 2004 por parte del Instituto Autónomo de Ferrocarriles del Estado, a través del Sistema Ferroviario Nacional. El mismo, que tiene una finalización prevista en 20 años, prevé su alcance alrededor de los 13 600 km en rieles. Hoy está en funcionamiento el tramo entre Caracas y los Valles del Tuy, el cual tiene el túnel ferroviario más grande de Latinoamérica.
Entre los proyectos de expansión de la infraestructura se encuentra el tercer puente sobre el río Orinoco entre las poblaciones de Cabruta y Caicara del Orinoco, que constituye la tercera estructura en ser levantada sobre el río Orinoco, después del Puente de Angostura y el Puente Orinoquia, que son los puentes de suspensión más largos de Latinoamérica, así como el Segundo Puente Sobre el Lago de Maracaibo que uniría las ciudades venezolanas de Santa Cruz de Mara y Punta de Palmas ubicadas a ambos lados del Lago de Maracaibo.
Venezuela retomó el proceso de construcción y culminación de nuevas infraestructuras de alto nivel, como la Represa de Caruachi, las rutas de ferrocarril entre Caracas - Cúa y entre Puerto Cabello - La Encrucijada, la apertura o expansión de sistemas de ferrocarril metropolitano en Maracaibo, Valencia, Los Teques y en Guarenas y Guatire. De los existentes hasta ahora, el Metro de Caracas es el más antiguo y el más desarrollado, alcanzando 54,2 kilómetros de longitud. Aunado a esto, se ha sucedido la instalación de redes de autobús de tránsito rápido como el Tromerca en Mérida, el Transbarca en Barquisimeto, el TransMaracay en Maracay, el TransBolívar en Ciudad Guayana, y el BusCaracas en Distrito Capital así como un sistema de teleféricos urbanos como el Metrocable, concebido para el transporte de los habitantes de los barrios montañosos de Caracas y el Trolcable que permite mejor comunicación entre la ciudad de Mérida y sus suburbios ubicados en la cuenca del Río Chama.

### Telecomunicaciones
El ente gubernamental regulador de las telecomunicaciones en Venezuela, CONATEL, contabilizó en sus estadísticas para septiembre de 2016 un total de 7 677 354 suscriptores a la telefonía fija local, la cual se encuentra gestionada en todo el territorio venezolano por CANTV, fundada en 1930 bajo el esquema de concesión. Esta empresa fue estatizada progresivamente entre 1953 y 1973; fue privatizada en 1991 y fue nacionalizada nuevamente en 2007.
De acuerdo a los mismos datos presentados por el instituto, para el mismo periodo existía un total de 29 158 082 líneas de telefonía móvil, lo cual se traduce en aproximadamente 94 de cada 100 personas poseen una línea de teléfono celular. Las principales empresas en ese sector son Movilnet, Movistar —anteriormente conocida como Telcel— y Digitel, cada una con red propia.
CANTV asimismo provee servicios de Internet en conexión por línea conmutada y por banda ancha. Para el tercer trimestre de 2016 se percibieron cerca de 16 624 862 suscriptores a la red y una penetración de 18 547 827 usuarios. En septiembre de 2016, el uso de Internet se había incrementado un 2,74% en relación con el año anterior. Con esta cifra se estima que 62 de cada 100 habitantes son usuarios del servicio de Internet. La cantidad de páginas web con dominio venezolano alcanzó en junio de 2009 un total de 145 <761 sitios. Otros proveedores de Internet en el país han sido empresas que ofrecen televisión por cable, como NetUno, Inter —que también provee un servicio de telefonía fija— y Supercable. En este último campo se contaron 2 165 787 suscriptores, con 32 de cada 100 hogares recibiendo señal paga.

## Medios de comunicación
Para 2012, según la Comisión Nacional de Telecomunicaciones de Venezuela, 70,36% de las estaciones de radio y televisión están en manos privadas, 4,58% son de propiedad estatal y 25,05% son medios comunitarios. Los medios de comunicación pertenecientes al Estado venezolano forman parte del Sistema Bolivariano de Comunicación e Información.
La Constitución de Venezuela ampara la libertad de expresión y la libertad de prensa, estableciendo que la comunicación es libre y plural. El artículo 57 de la constitución determina que 

Toda persona tiene derecho a expresar libremente sus pensamientos, sus ideas u opiniones de viva voz, por escrito o mediante cualquier otra forma de expresión, y de hacer uso para ello de cualquier medio de comunicación y difusión, sin que pueda establecerse censura. No se permite el anonimato, ni la propaganda de guerra, ni los mensajes discriminatorios, ni los que promuevan la intolerancia religiosa.

La ONG Reporteros Sin Fronteras, en su informe anual de 2013, ubicó al país en el puesto 117 de 179 países evaluados respecto al grado de libertad de prensa existente, bajando la evaluación al puesto 139 de 180 países en el informe de 2016, en el informe del año 2025, la calificación ubica al país en el puesto 169 de 180, siendo el único país de Sudamérica catalogado como "situación muy grave" desde el 2022 por el organismo. De igual manera desde el 2015 hasta el presente, este informe de publicación anual, muestra que el país ha sido el de peor calificación en Sudamérica.

### Prensa

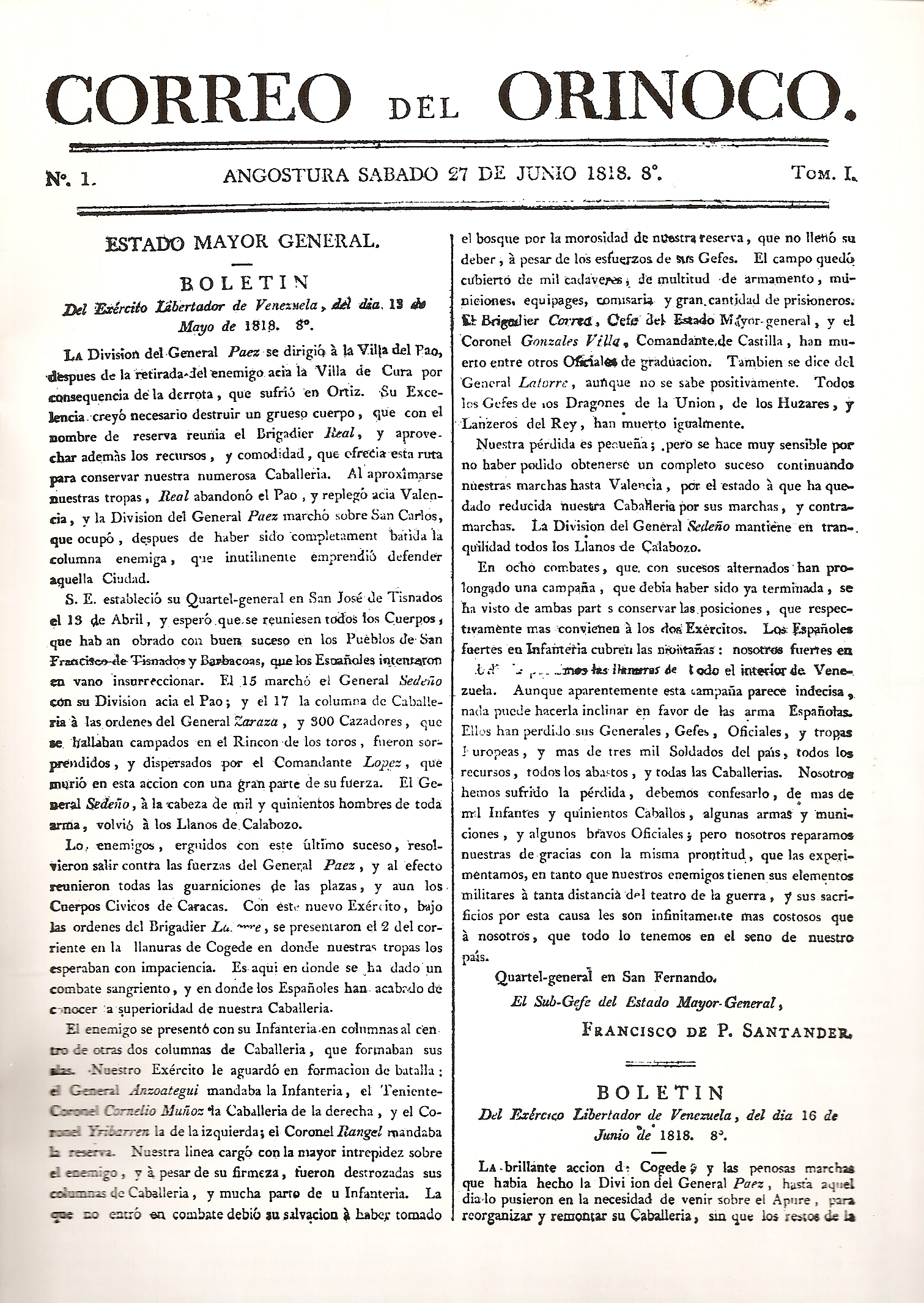
Primera página del primer número del Correo del Orinoco, fundado por Simón Bolívar en 1818, uno de los primeros ejemplos de la prensa escrita en el país.

Los diarios de mayor distribución son los matutinos Últimas Noticias, El Nacional, El Universal, Tal Cual, El Mundo, Economía y Negocios, los diarios deportivos Líder y Meridiano. El Correo del Orinoco es un periódico propiedad del Estado venezolano. Fuera de Caracas existen periódicos locales importantes como Panorama (Maracaibo, estado Zulia); El Carabobeño (Valencia, estado Carabobo); El Impulso y El Informador (Barquisimeto, estado Lara); El Siglo (Maracay, Aragua); El Tiempo (Puerto la Cruz, estado Anzoátegui); Diario Frontera (Mérida, parte de Táchira, y Sur del Lago de Maracaibo); Pico Bolívar (Mérida) y La Nación (San Cristóbal, Táchira). También hay diarios en otros idiomas, destinados a las comunidades extranjeras en el país, como el Correio de Venezuela (portugués) y La Voce d’ Italia (italiano).
De acuerdo a la Sociedad Interamericana de Prensa; en Venezuela han sido cerrados más de 405 medios de comunicación en los últimos 20 años durante los gobiernos de Hugo Chávez y Nicolás Maduro Moros, debido a la censura política emprendida por estos gobiernos, entre los cuales se encuentran un innumerable número de periódicos y donde se puede citar el caso más peculiar, el del diario El Nacional; uno de los más antiguos y de mayor prestigio en Venezuela y Latinoamérica, el cual fue demandado por Diosdado Cabello, uno de los principales políticos del chavismo a raíz de un artículo publicado en el diario, donde se hablaba de los nexos de dicho político con el crimen organizado, información corroborada por la DEA y el gobierno norteamericano.
Sin embargo, hubo un fallo en favor de Diosdado Cabello derivando en que tuviese que pagar una multa de $13.000.000 y como medida de presión, el gobierno ordenó expropiar el edificio de El Nacional el cual estaba valuado en más de $40.000.000. Con esto; el diario cambio de dueño de manera polémica y cambio su línea editorial en favor del gobierno. 

### Televisión
Las cadenas de televisión de señal abierta con mayor cobertura del territorio venezolano son las estatales Venezolana de Televisión (f. 1964), TVes (Televisora Venezolana Social) (f. 2007), ViVe (f. 2003); y las privadas Venevisión (f. 1961) y Televen (f. 1988).
En el año 2006, el gobierno de Hugo Chávez, motivado por razones políticas, decidió no renovar la licitación del canal televisivo RCTV el cual estaba en operaciones desde el 18 de agosto de 1953, la causa fue que este canal era abiertamente opositor al gobierno de Chávez y con motivo de que se venciera la licitación de uso del espectro radioeléctrico, decidió no renovar dicha licitación produciéndose así el apagado de la señal el 27 de mayo de 2007. Cabe resaltar que era junto con Venevisión; uno de los principales y más antiguos canales de televisión en Venezuela. Este hecho generó una ola de protestas a nivel nacional sin que el gobierno escuchara a las personas.
Hay televisoras de señal abierta de poco alcance, pero con presencia en todo el país a través de la televisión por suscripción como son la Televisora de la Fuerza Armada Nacional Bolivariana (f. 2014), el canal de noticias y opinión Globovisión (f. 1994), el canal del legislativo ANTV (f. 2016), Vepaco TV (f. 2015), el canal deportivo Meridiano Televisión (f. 1996) y el canal de entretenimiento y variedad Canal I (f. 2007). Ve Plus, Sun Channel e IVC Networks son estaciones de TV que solamente se ven a través de la televisión por suscripción. Existen además canales de televisión regionales como Ávila TV (Caracas), TVS Televisora Regional del Centro (estado Aragua), Televisora Regional del Táchira (San Cristóbal, estado Táchira), Telecaribe y Televisora de Oriente (estado Anzoátegui), Televisora Andina de Mérida (estado Mérida), PortuTV (estado Portuguesa), entre otros.

### Radio
Radio Nacional de Venezuela (RNV) es la principal cadena radial del Estado venezolano. Otros circuitos radiales de propiedad estatal son YVKE Mundial Radio y el Circuito Radial PDVSA. Existen cadenas radiales privadas de cobertura nacional como Circuito Líder, Rumbera Network, FM Center, Circuito Unión Radio, Circuito Radio Venezuela, Ven fm, Circuito Nacional Belfort, Circuito X, entre otros. Para febrero de 2014, la Cámara Venezolana de la Industria de la Radiodifusión agrupaba a más de 400 emisoras privadas. Sin embargo desde el 2003 hasta el 2021 y según datos de la ONG Foro Penal; el estado venezolano por medio de CONATEL (Comisión Nacional de Telecomunicaciones), ha cerrado más de 233 emisoras de radio privadas; como parte de su intento de censurar los medios de comunicación que informan sobre la situación social, política y económica derivada de la crisis creada por los gobiernos de Hugo Chávez (1998-2012), y Nicolás Maduro (2012-Presente). Comúnmente, las razones que CONATEL argumenta para estos cierres son de orden técnico, operacional y de permisos; lo cual ha sido desmentido por los propietarios de dichas emisoras radiales.
En toda Venezuela hay muchas radioemisoras comunitarias de corto alcance. Reciben apoyo financiero y técnico del Ministerio del Poder Popular para la Comunicación y la Información. Estas estaciones son miembros del Circuito Nacional de Emisoras Comunitarias. El Canal Internacional de Radio Nacional de Venezuela es el servicio internacional, en onda corta, de Radio Nacional de Venezuela. La Radio del Sur pretende integrar comunicacionalmente a países de América Latina, África, Asia e incluso Estados Unidos, Canadá y Europa.

## Cultura

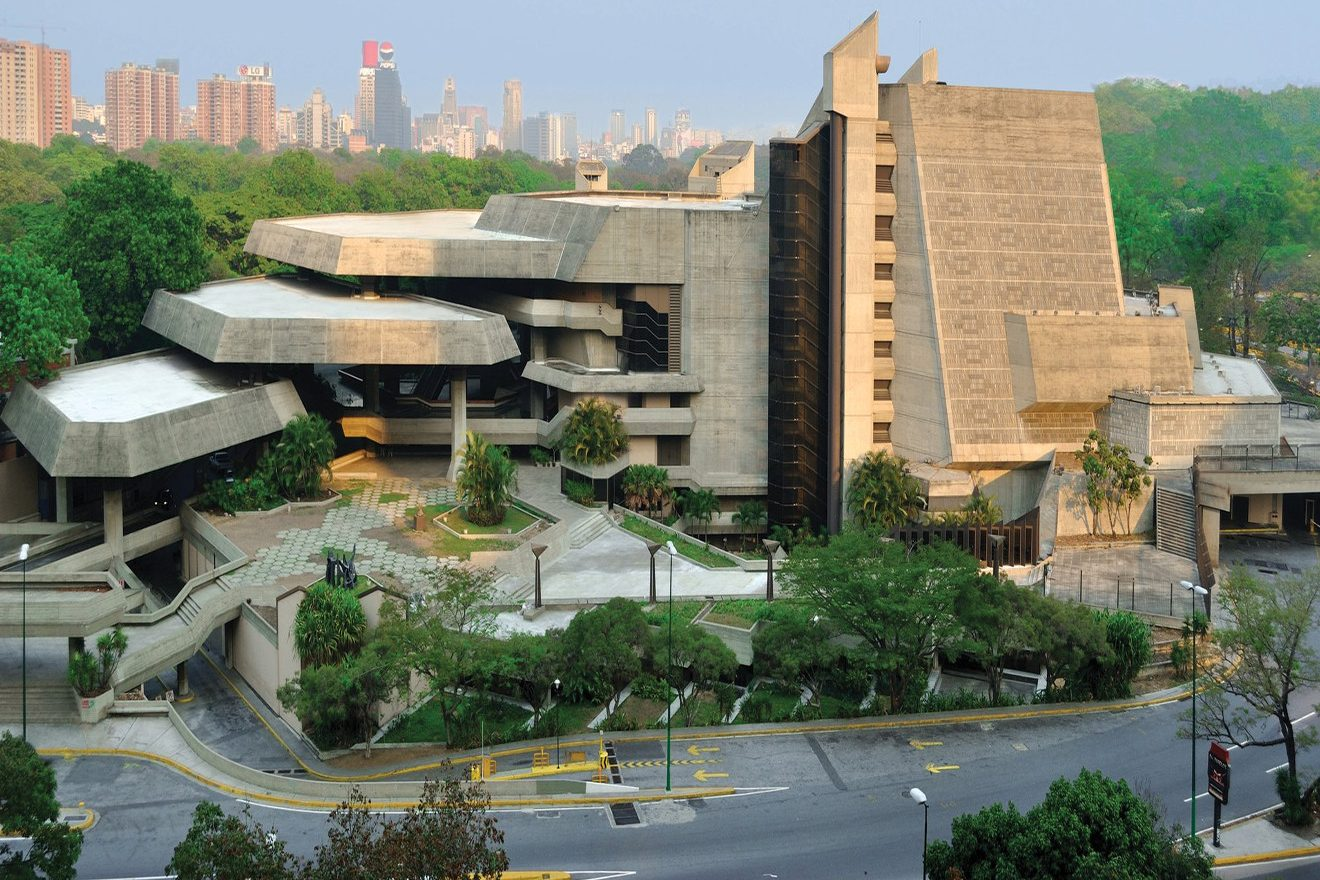
El Complejo Cultural Teresa Carreño, en Caracas, es uno de los más importantes de América Latina y el segundo más grande de América del Sur.

La cultura de Venezuela es un crisol que integra fundamentalmente a tres familias distintas: la indígena, la africana y la europea. Las dos primeras a su vez tenían culturas diferenciadas según las tribus. La transculturación y la asimilación, propias de un sincretismo cultural, condicionaron para llegar a la cultura venezolana actual, similar en muchos aspectos al resto de América Latina, aunque el medio natural hace que haya diferencias importantes. La influencia indígena se limita a algunas palabras del léxico y a la gastronomía. La influencia africana del mismo modo, además de instrumentos musicales como el tambor. La influencia española fue más importante y en particular provino de las regiones de Andalucía y Extremadura, lugares de origen la mayoría de colonos en la zona del Caribe durante la época colonial. Como ejemplo de ello se pueden mencionar las edificaciones, parte de la música, la religión católica y el idioma. Una influencia evidente española son las corridas de toros y ciertos rasgos de la gastronomía. Venezuela también se enriqueció por otras corrientes de origen antillano y europeo en el siglo XIX, en especial de procedencia francesa. En etapa más reciente, en las grandes ciudades y las regiones petrolíferas irrumpieron manifestaciones de origen estadounidense y de la nueva inmigración de origen español, italiano y portugués, aumentando el ya complejo mosaico cultural. Así por ejemplo de Estados Unidos llega la influencia del gusto por el béisbol y las construcciones arquitectónicas modernas.

### Literatura
La literatura venezolana comenzó a desarrollarse a partir de la época colonial, con alocuciones a las nuevas tierras y sus pobladores originarios. Las crónicas y varios estilos de poesía fueron las principales manifestaciones literarias durante el siglo XVIII. En este primer período se destaca la figura de Andrés Bello, poeta, filólogo, gramático y educador de renombre universal. Bello desarrolló obras como Alocución a la Poesía (1823) y Silva a la Agricultura de la Zona Tórrida (1826), las cuales fueron precursoras de la temática americanista que se desarrollaría tiempo después en otras zonas del continente. Simón Rodríguez representa un ejemplo más de renombre en todo el continente, con obras como Sociedades Americanas (1828), Defensa de Bolívar (1830), Observaciones sobre el terreno de Vincocaya (1830), y Luces y virtudes sociales (1834).

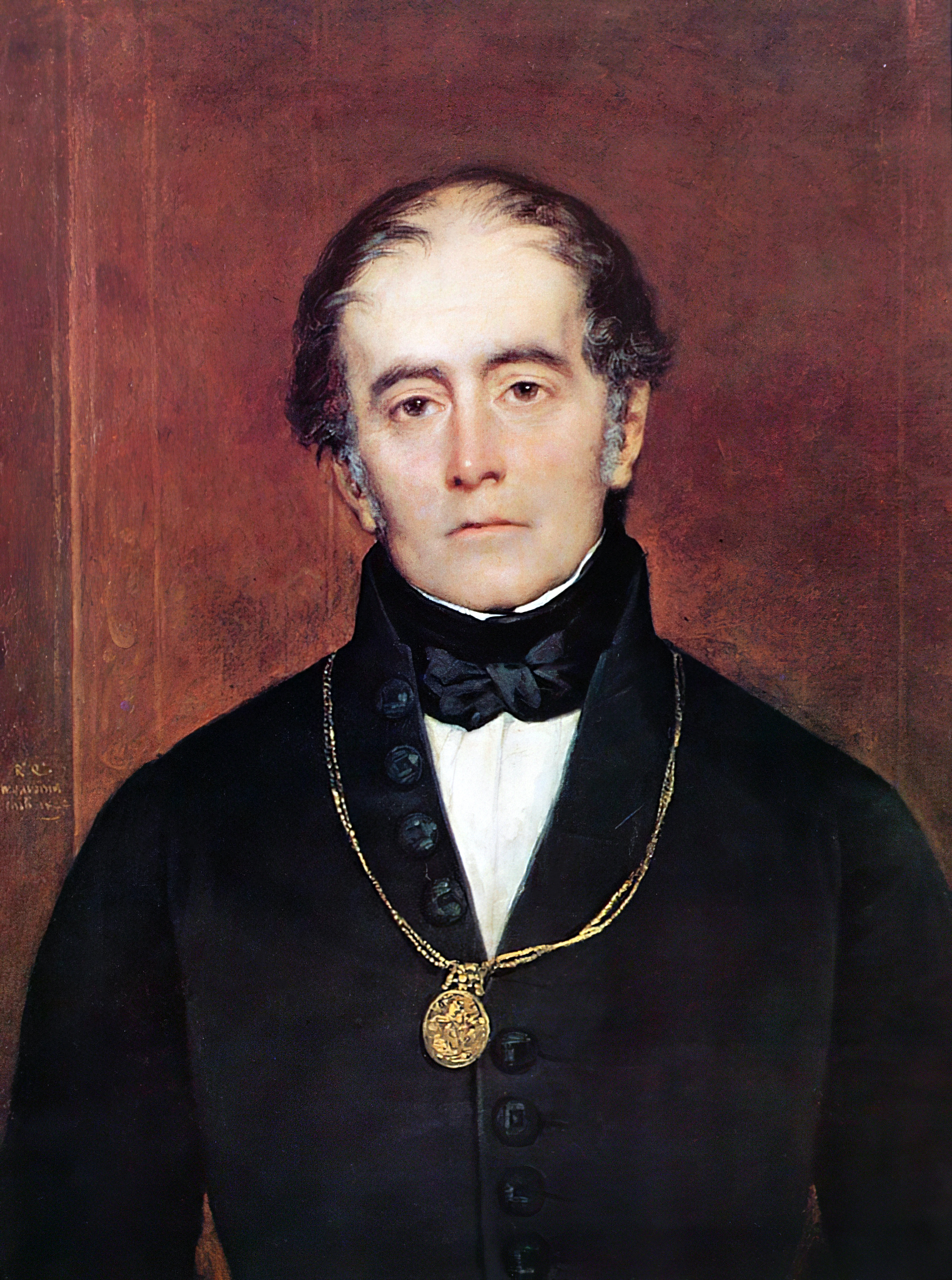
Andrés Bello es considerado como la figura intelectual más destacada y de mayor relieve en la cultura hispanoamericana del, así como uno de los humanistas más importantes de América.

La entrada al siglo XIX y la Independencia vieron el nacimiento de una refinada literatura política, incluyendo la autobiografía de Francisco de Miranda y las cartas de Bolívar, así como una oratoria de gran belleza retórica y estilística que permearía los escritos de los más diversos próceres del proceso emancipador. Luego de la Independencia, la literatura venezolana comenzó a diversificarse, pero apenas comenzó a evolucionar rápidamente en la época de Guzmán Blanco.
Destaca durante la época mediada a la emancipación de Venezuela de la Gran Colombia, la vida del poeta, filólogo político e historiador zuliano Rafael María Baralt, primer latinoamericano en ocupar un sillón de número en la Real Academia Española y realizador del primer libro de Historia de Venezuela (1887), además de una serie de publicaciones que enmarcaron aportes a la letra hispana con el primer Diccionario Matriz de la Lengua Castellana (1850) y el Diccionario de Galicismos (1855); de innumerables odas como A Cristóbal Colón (1849) y su más famoso Adiós a la Patria (1843), y varios ensayos políticos.
El romanticismo, primer género literario de importancia en Venezuela, se desarrolló a mediados de ese período, destacándose dentro de este movimiento figuras como Juan Antonio Pérez Bonalde y Eduardo Blanco. A finales del siglo XIX tuvo lugar el modernismo y a comienzos del XX ocurrió la aparición del vanguardismo. El costumbrismo, de raíces romanticistas, arraigó profundamente en Venezuela de la mano de autores como Nicanor Bolet Peraza, Daniel Mendoza y Fermín Toro.
A partir de 1880 comienza a perfilarse en Venezuela un movimiento y tradición literaria de más amplia ambición. Cecilio Acosta y Arístides Rojas, entre otros, señalaron la transición hacia nuevas posiciones intelectuales y creadoras. En el campo del modernismo se destacaron Manuel Díaz Rodríguez y Luis Urbaneja Achelpohl, entre otros.
El año de 1910 suele tomarse como punto de partida de nuevas experiencias estéticas que reaccionan en contra del modernismo e intentan escribir acerca de la vida común, de manera que se perfila una nueva expresión literaria de carácter realista, en la que reaparecen viejas esencias del costumbrismo. En este momento de la trayectoria de la novela venezolana son relevantes los nombres de José Rafael Pocaterra (Memorias de un venezolano de la decadencia), Teresa de la Parra (Ifigenia) y la gran figura de Rómulo Gallegos, quien fundó la escuela del Realismo mágico latinoamericano, con obras como Doña Bárbara (1929), Cantaclaro (1934), y Canaima (1935).
Otros autores venezolanos reconocidos son Andrés Eloy Blanco, Arturo Uslar Pietri (quien introdujo el término Realismo mágico en la literatura), Miguel Otero Silva, Mariano Picón Salas, Guillermo Meneses, Adriano González León, Antonia Palacios, José Antonio Ramos Sucre, Salvador Garmendia, Francisco Lazo Martí, Rafael Cadenas, José Ignacio Cabrujas, y Víctor Bravo, entre otros. Como parte del quehacer literario, en Venezuela se organiza, bianualmente, el Premio Rómulo Gallegos a la novela más sobresaliente del mundo hispanohablante, galardón considerado por muchos como el premio literario más importante de Hispanoamérica.

### Música

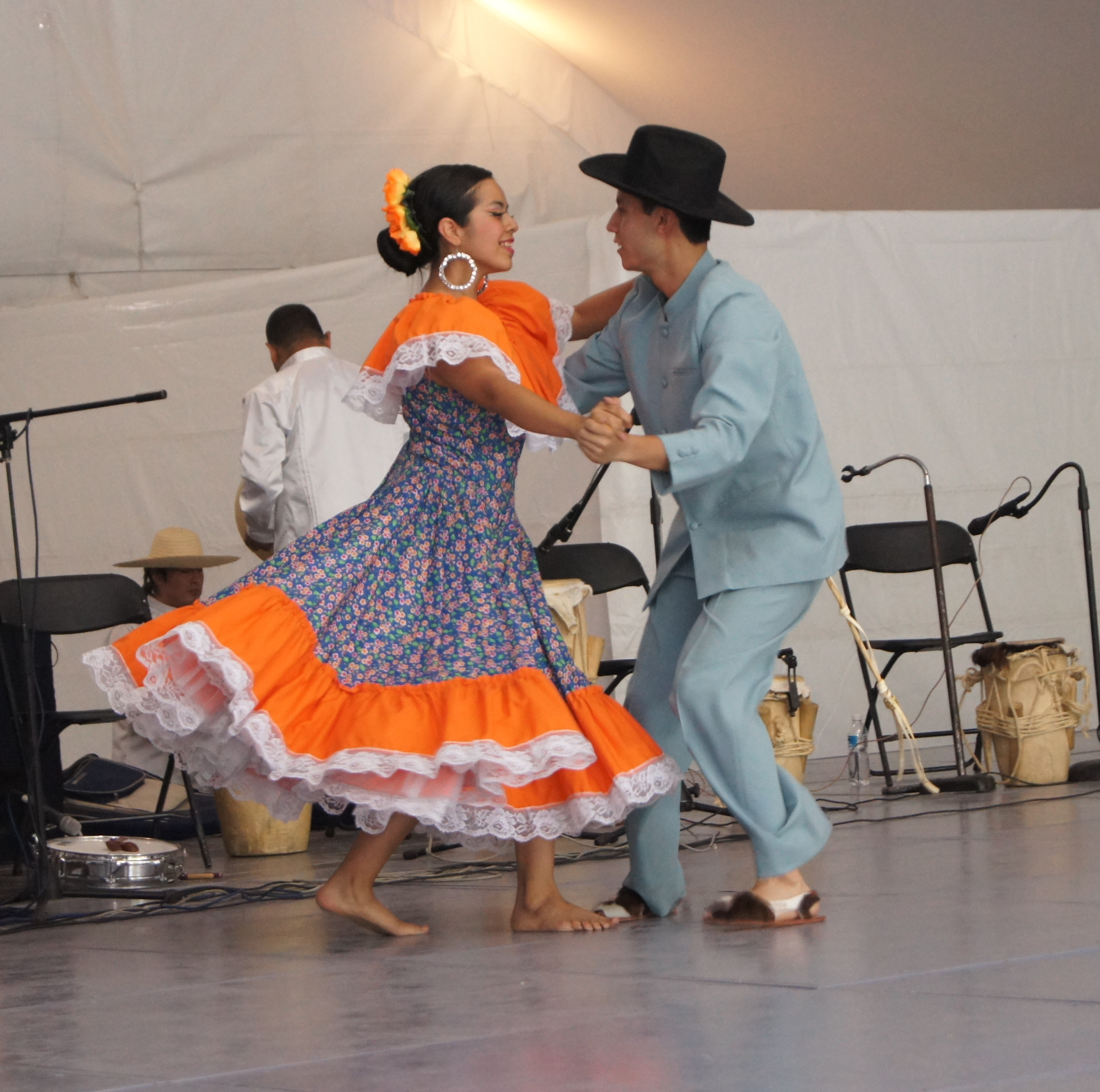
Joropo, baile nacional de Venezuela.

La música venezolana se caracteriza por mezclar elementos españoles y africanos, típico de ser perteneciente a un pueblo predominantemente mestizo. El género más representativo del país es la música llanera, que utiliza los instrumentos como el cuatro, el arpa, las maracas, la bandola y los capachos. Este ritmo ha llegado a consagrarse como la música de identidad nacional, hasta el punto que se le da la denominación en el exterior a los venezolanos como llaneros. Este género tuvo su origen en la región hoy comprendida en los estados Apure, Barinas, Guárico, Cojedes y Portuguesa, donde se cultiva con asinuidad.

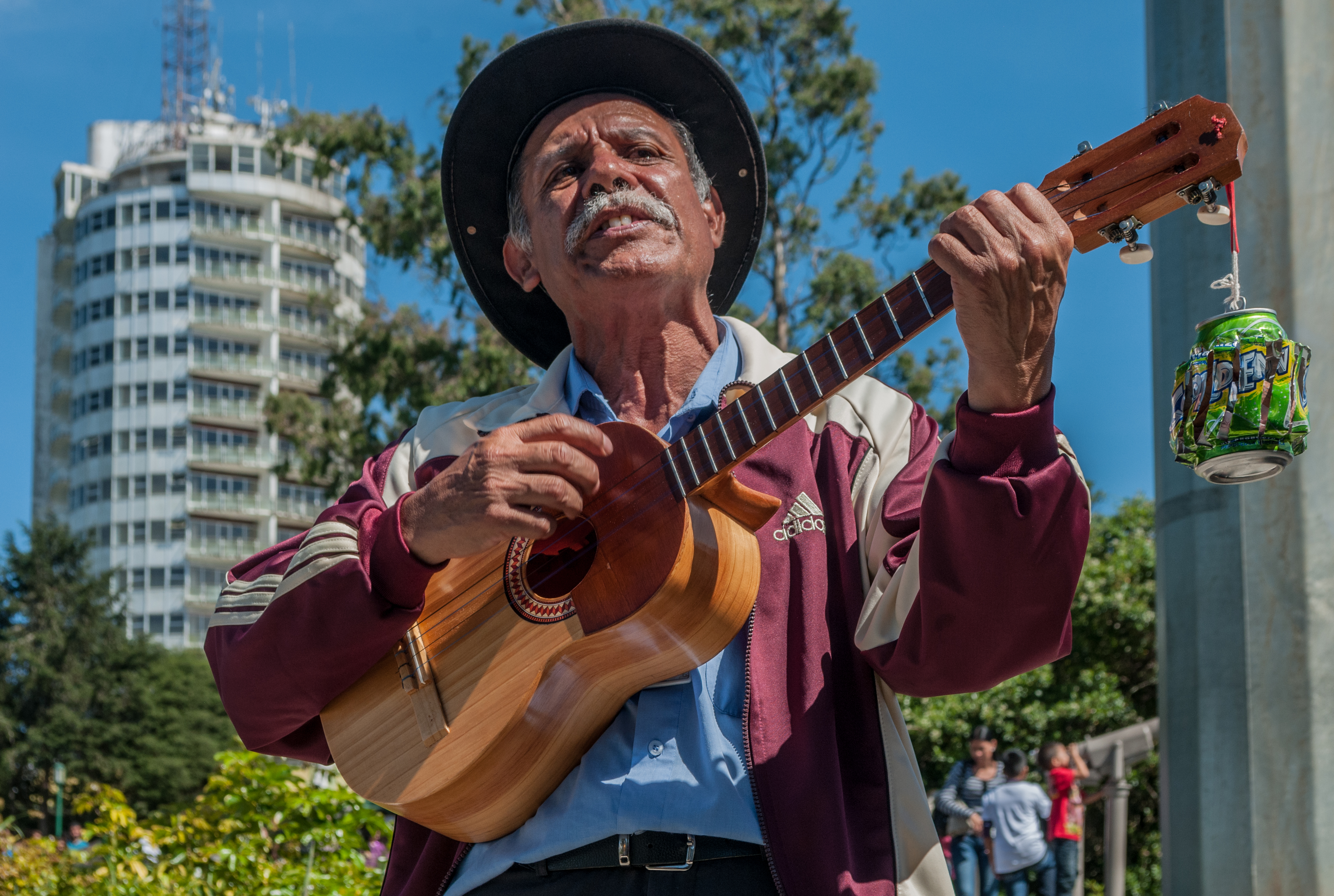
El cuatro es el instrumento típico y el más emblemático de la música venezolana, además de ser un bien de interés cultural de la nación.

Otro género de gran significación cultural es la gaita, original del Zulia —aunque tiene variantes en el oriente del país—. Hoy en día es un género que se relaciona con la Navidad en toda Venezuela. Entre los exponentes de la gaita zuliana destaca el respeto reverencial a Ricardo Aguirre, quien compuso el que es considerado el himno del género, La Grey Zuliana.
El vals venezolano goza también de reconocimiento, y fue desarrollado sobre todo por grandes maestros de la guitarra como Antonio Lauro y Alirio Díaz. Aunque es un derivado del vals europeo, está nutrido de las características musicales típicas del país, siendo ejecutado con los instrumentos clásicos de la música llanera, incluyendo la guitarra, el tiple, el piano y el clarinete. Tiene sus raíces en la región centro-occidental del país y en la región andina, donde se usan el violín y la mandolina.
El gusto musical del venezolano es muy distinto al de los países sudamericanos, solo con Colombia tienen algunos gustos en común como el vallenato en la costa y la música llanera, por ser fronterizos. El mismo es netamente caribeño: la salsa y el merengue es música para escuchar y no solo para bailar, como en otros países. También el pop y el hip hop son géneros que gozan de gran popularidad entre la juventud.
El baile más representativo de la nación venezolana es el joropo. Posee un movimiento rápido a ritmo ternario, que incluye un vistoso zapateado y una leve referencia al vals europeo, por lo que representa la más genuina forma expresiva entre las manifestaciones de la música colonial.
Dada la influencia y cercanía de los países angloamericanos, también se produce heavy metal, reggae y ska, así como otros géneros de rock y pop, los cuales se escuchan sobre todo entre las comunidades juveniles de las grandes urbes. Igualmente, la música electrónica hecha en Venezuela viene gozando de mayor reconocimiento internacional.
Entre todos los exponentes de la música venezolana, el más celebrado es Simón Díaz, cuyo culto e interpretación de la música llanera, aunado a su personalidad, le ha valido el ser considerado como el folclorista venezolano más importante de todos los tiempos. Su tonada Caballo viejo ha sido muy versionada y traducida a varios idiomas en todo el mundo. En 2008 Díaz recibió un Premio Grammy Honorífico de manos del Consejo Directivo de la Academia Latinoamericana de la Grabación.
Igualmente en la música clásica, Venezuela se ha destacado en los últimos años por realizar presentaciones en escenarios europeos a cargo de la Orquesta Sinfónica Simón Bolívar, ganando cierta fama a nivel internacional y posicionándose como una de las mejores orquestas del mundo junto a su director Gustavo Dudamel quien también dirige a la Orquesta Filarmónica de Los Ángeles.

### Artes plásticas

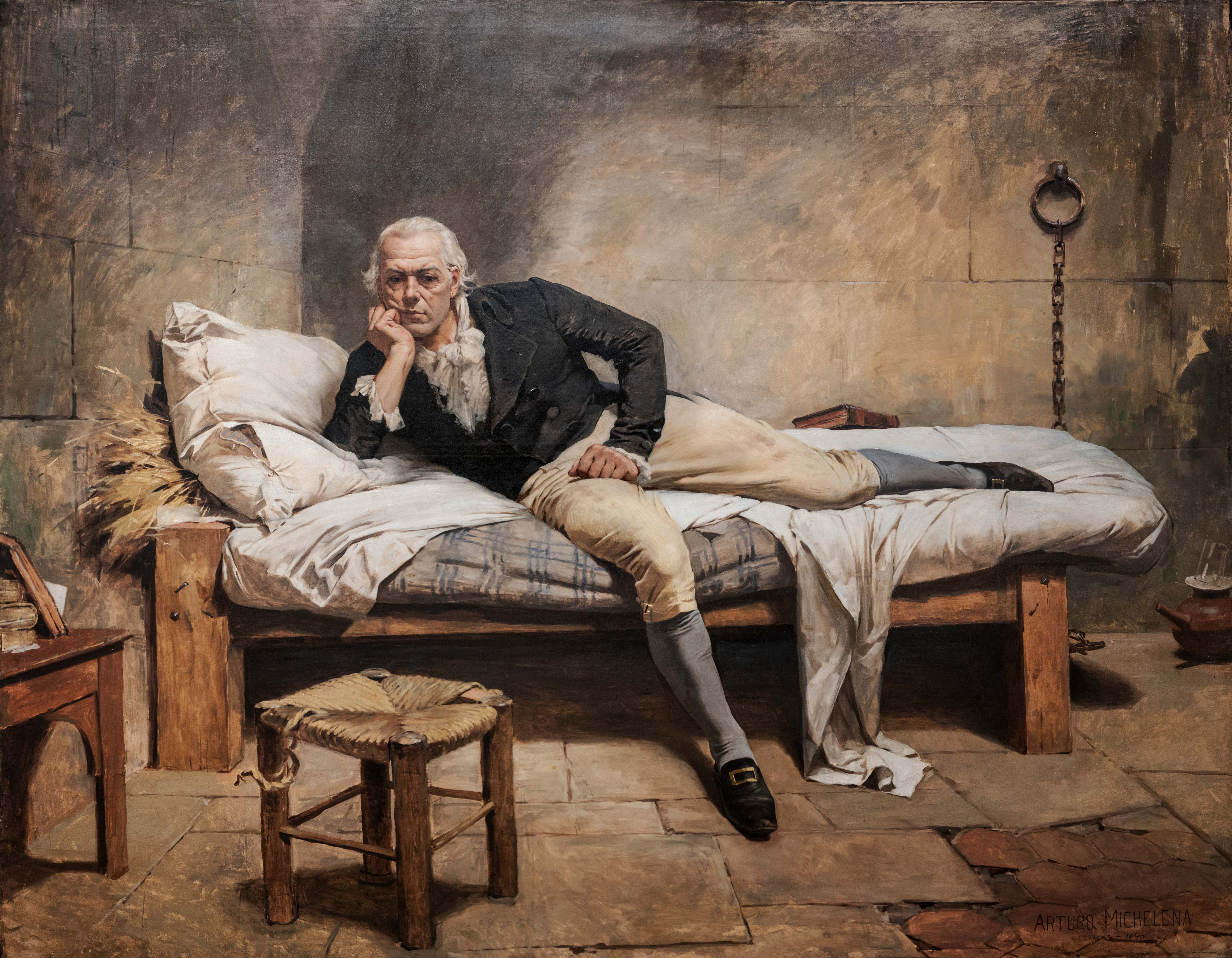
Miranda en La Carraca, óleo sobre tela pintado por Arturo Michelena en 1896, es la obra más popular y utilizada de la pintura venezolana.

La pintura y la escultura venezolanas han sido tradicionalmente influenciadas por el tema histórico y el proceso político vivido por el país en su Independencia. Muchas pinturas y esculturas decimonónicas a menudo se presentan como representaciones de momentos clave de la historia, hechos heroicos, y alegorías de la nación. Quienes destacaron en esta fase fueron Juan Lovera, Arturo Michelena, Martín Tovar y Tovar, Tito Salas, entre otros. No obstante, la pintura romántica tuvo su mayor exponente en Cristóbal Rojas, quien se apartó mayormente de esos temas generalizados.
Entre quienes han contribuido sobremanera al arte cinético han sido Carlos Cruz-Díez, Jesús Soto y Juvenal Ravelo. Esta tendencia en particular se ha hecho muy popular en el país, y existen obras de este tipo en varias instituciones culturales, e incluso en autopistas, en el Metro y en aeropuertos como el de Maiquetía. El abstraccionismo y el simbolismo tuvieron uno de sus más grandes desarrolladores en Armando Reverón, cuya obra comienza a ser redescubierta y reconocida internacionalmente.
En el abstraccionismo y el cinetismo también destacó Alejandro Otero, mientras que el realismo social estuvo ligado a la labor de César Rengifo. Grandes paisajistas han sido Manuel Cabré, Luis Álvarez de Lugo, entre otros, destacándose en la pintura del cerro El Ávila. Otro nombre es Pedro León Zapata, reconocido por ser un célebre caricaturista. En la escultura sobresalen Francisco Narváez, Alejandro Colina, Gertrud Goldschmidt, Lía Bermúdez, entre otros. En el país también han tenido especial cabida las actividades y creaciones en el campo del diseño gráfico. Asimismo, son numerosos los artistas que se han dedicado a la producción de Arte contemporáneo, figurando en la escena nacional e internacional. Resalta el trabajo de Yucef Merhi, pionero del arte digital, así como la obra de José Antonio Hernández-Díez.

### Artesanía
La historia de las artesanías y los artesanos no puede desprenderse de antecedentes que se remontan a más de 14 000 años, cuando los primeros pobladores amerindios habitaban el actual territorio de Venezuela. Estos desarrollaron técnicas propias de sociedades cazadoras-recolectoras para la talla de piedras y maderas, con el fin de crear objetos que favorecieran su interacción con el medio ambiente y el aprovechamiento de sus recursos.
Tiempo después cuando se adquirieron los conocimientos que les permitían el tratamiento de otros recursos naturales, como la arcilla, logran plasmar parte de su mundo y cosmogonía sobre la tierra modelada y cocina. Los primeros vestigios cerámicos provienen del Orinoco medio, de las tradiciones culturales conocidas como Saladoide y Barrancoide. Los tejidos y la cestería fueron utilizados de manera utilitaria y en fiestas sagradas. En los cementerios indígenas de Quíbor se han hallado restos de enteras tramadas que servían de soporte a los cadáveres. Tales cestas eran utilizadas como urnas en donde se colocaban partes del esqueleto ya seco para ser depositado en otros espacios como enterramientos secundarios. Algunos fragmentos arqueológicos de cerámica muestran impresiones de cestería que hacen pensar que ciertos tramados fungían como soporte de grandes ollas o platos, mientras las piezas eran decoradas o terminadas antes de ser quemadas. Muchas de las técnicas practicadas en las artesanías actuales tuvieron su nacimiento en este período histórico.

### Arquitectura

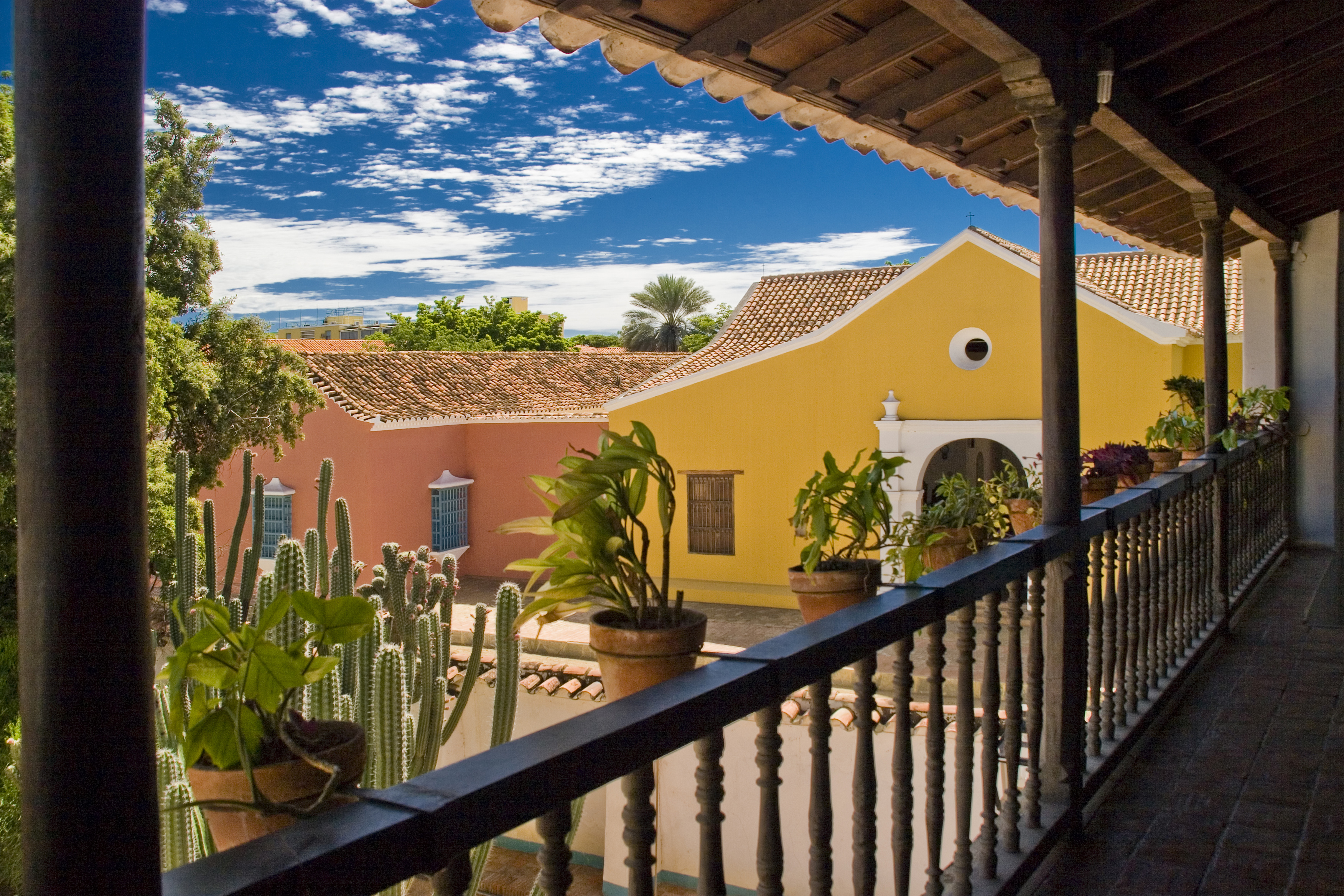
Casco histórico de Coro, ciudad en la que se conservan muestras importantes de una arquitectura ecléctica que combina estilos autóctonos, mudéjares y neerlandeses. Fue nombraba en 1993 Patrimonio de la Humanidad por la Unesco.

Las labores arquitectónicas en el país pueden remontarse hacia el año 1000 a. C., cuando los primeros pobladores efectúan movimientos de tierra con miras al desarrollo agrario, dominando también el manejo de la piedra para edificaciones destinadas al almacenamiento. La arquitectura indígena posterior se desarrolló en espacios acuáticos y selváticos, teniendo sus ejemplos más representativos en los palafitos, los shabonos y las churuatas (chozas) de interés colectivo, caracterizadas por una punta cónica y de estructura circular. Estas últimas son las de mayor proliferación en el país, tienen una especificidad de acuerdo a cada etnia indígena y se han convertido en un ícono de la cultura venezolana.
Con el establecimiento de la Colonia, se alcanza una arquitectura caracterizada más que todo por la sobriedad y sencillez. Dada la poca percepción de geología económica que se le dio en un inicio a la entonces provincia, se decantó por el ahorro en los recursos destinados para la construcción, lo que determinó una marcada modestia en las edificaciones de esta fase. Las casas de bahareque y adobe, con grandes ventanas, y levantadas en torno a frondosos patios y zaguanes, proliferaron hasta convertirse en las más comunes para la época. La vivienda popular se nota sin muchas ostentaciones, y la arquitectura religiosa también se mantuvo apegada a ese espíritu, el cual se prolongó durante todo el siglo XIX. Sin embargo, los pintorescos y vivos colores con los cuales se engalanan las paredes exteriores de las viviendas son característicos de la arquitectura colonial del país, particularmente en las ciudades más cálidas, como Coro y Maracaibo.
El siglo XX se caracterizó más por su desarrollo urbanístico tendiente a la modernización. El neobarroco y la influencia morisca se evidenciaron en la edificación del Teatro Nacional y el Nuevo Circo, de la mano de arquitectos notables como Alejandro Chataing. Construcciones como el Teatro Teresa Carreño y las Torres del Centro Simón Bolívar, así como la Reurbanización El Silencio y la Ciudad Universitaria de Caracas (realizadas por Carlos Raúl Villanueva), revelan el impulso que se le dio a la arquitectura modernista en el país, ya a mediados de siglo. También destacan los imponentes rascacielos en la capital construidos durante la bonanza petrolera, sobresaliendo las Torres Gemelas de Parque Central.

### Gastronomía
La gastronomía de Venezuela es una variada forma de preparar comidas y bebidas elaboradas en dicho país, constituyendo el resultado de la mezcla cultural y gastronómica procedentes de Europa —especialmente de España, Italia, Alemania, Francia, Países Bajos y Portugal— y África —a través de las poblaciones de esclavos llevados por los españoles— con la gastronomía de los pueblos indígenas del país.

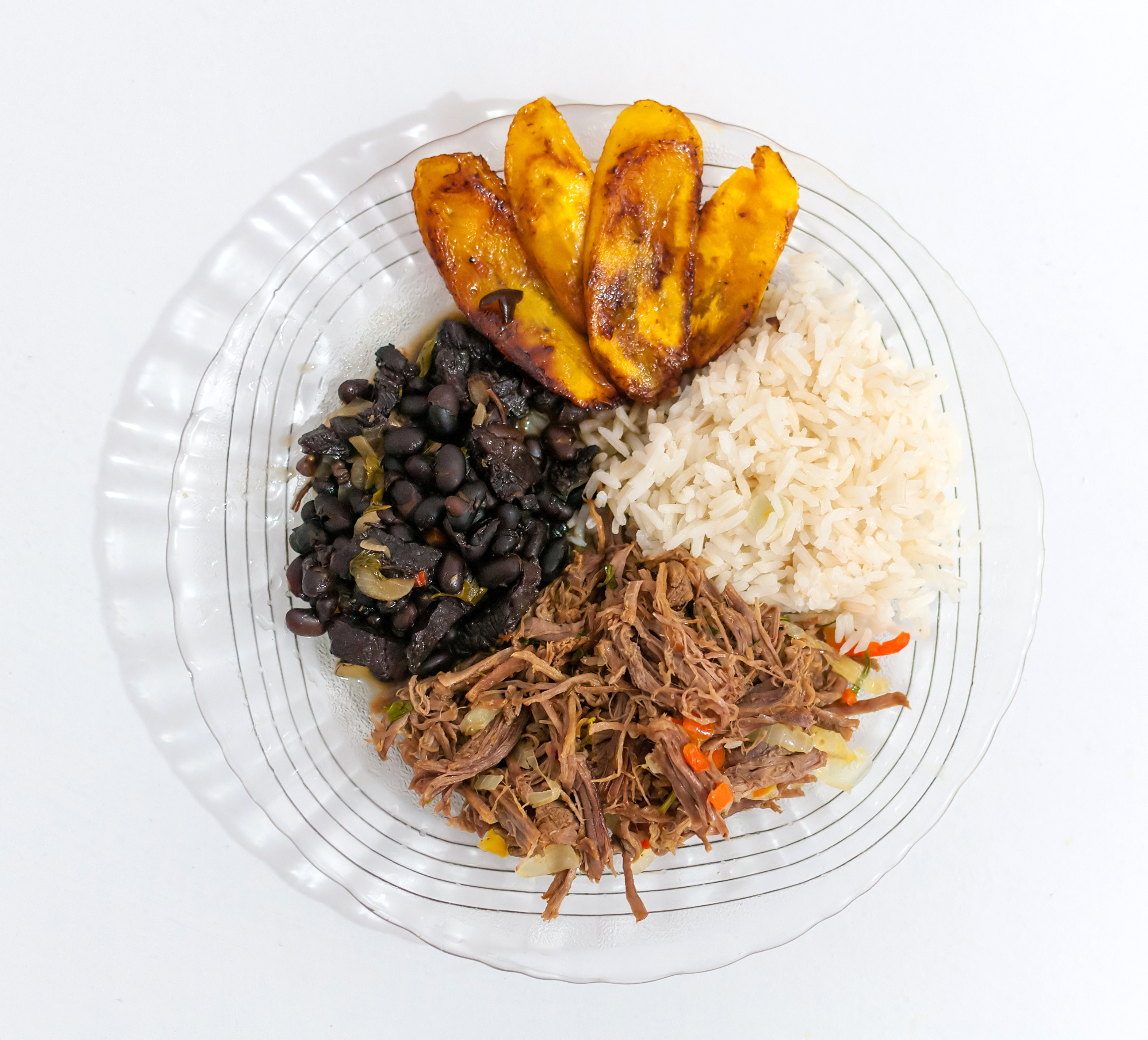
Pabellón criollo, considerado el plato nacional de Venezuela.

Aunque posee estos rasgos de manera universal, la gastronomía venezolana es tan variable y diversa como el territorio mismo. En la región capital del país se nota mayor diversidad por tratarse de un punto de confluencia, ya que es el centro de las zonas productivas, y donde se recibe mayor influencia española, italiana y otras europeas. En la región oriental, por ser área caribeña, predomina una cocina a base de pescados, langostas y mariscos con pasta o arroz, revelándose también la influencia de comidas marítimas europeas. En los Llanos es bien conocido el consumo de carne de res y de animales cazados, y también su gran producción de queso y productos lácteos. Zulia, el occidente del país y Guayana no se distancian mucho de esos mismos rasgos, diferenciándose en la carne de chivo, cabra y conejo, quesos como el palmita en los dos primeros, y en la presencia de maíz en esa última región, donde se producen quesos como el guayanés, de mano, entre otros. En los Andes hay una orientación más europea, donde se consumen más verduras y tubérculos, trigo, carne de oveja, trucha cultivada y productos lácteos.
La cocina venezolana posee otros platos muy conocidos como la arepa, una especie de bollo asado con forma circular de masa de maíz que se consume rellena con otros alimentos o se utiliza como acompañante, las cahapas, el chivo en coco, la reina pepiada, la carne en vara, el asado negro, la parrilla criolla, sopa de mondongo, pisca andina y bollos pelones entre otros. Los tequeños, además de ser un patrimonio cultural, son el tipo de aperitivo más apreciado en el país, y también es muy extensa la preparación de empanadas. De aporte foráneo se encuentran la fabada (de España) y el pasticho (de Italia). Entre las bebidas más difundidas están la chicha venezolana y el papelón con limón. La cerveza es la bebida alcohólica de mayor consumo, produciéndose también el ponche crema. Los rones venezolanos son de gran tradición y figuran entre los mejores del mundo.

### Cine y teatro
El cine venezolano inició su producción en 1896, apenas un año después que la primera producción de los hermanos Lumière en Francia.[cita requerida] El cine nacional también da uno de sus más importantes pasos en 1934 al instalarse en la ciudad de Maracay la sede de los laboratorios nacionales y Maracay Films. En dicho laboratorio se filma El milagro del lago, primer documental a color realizado en Venezuela y en América Latina.

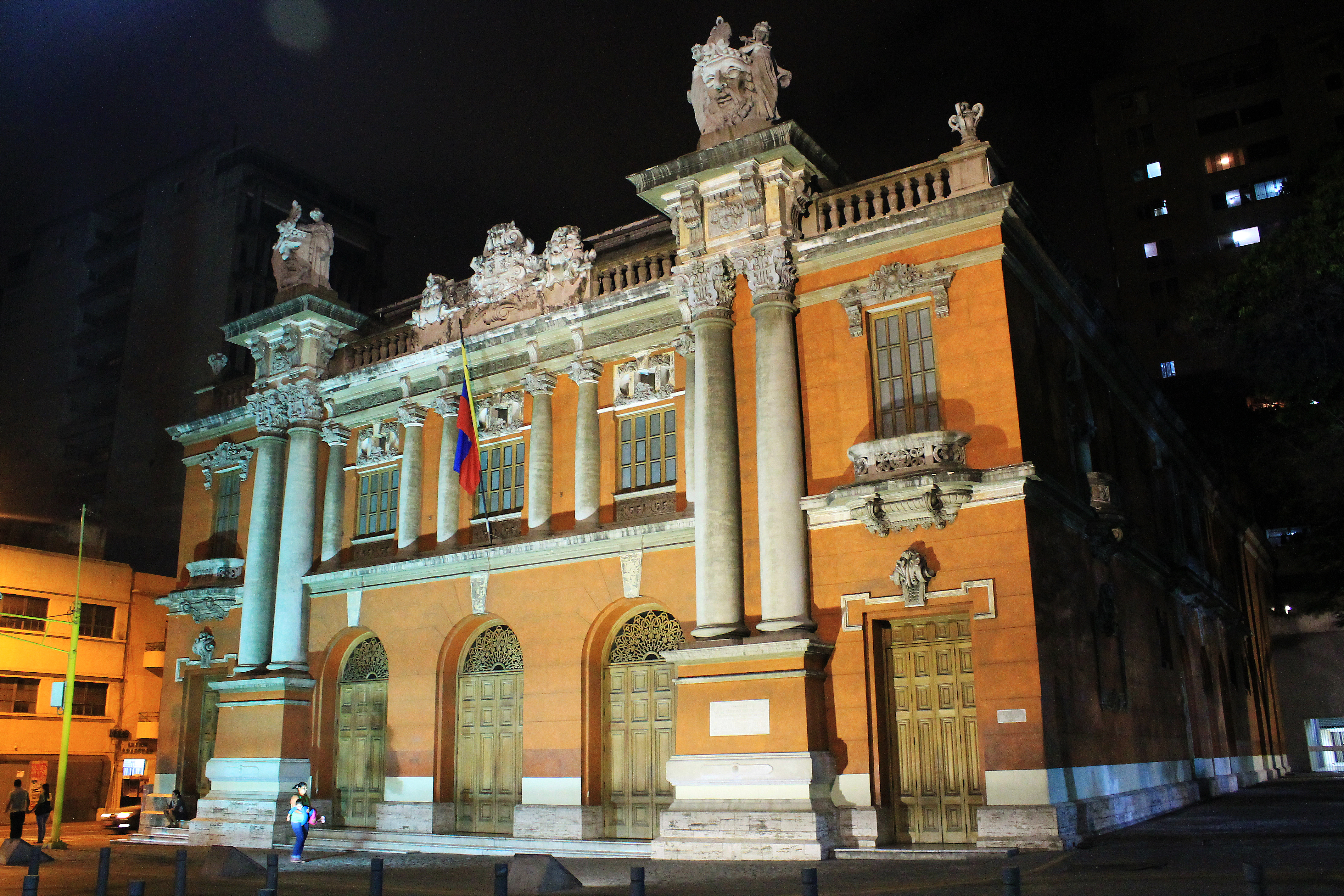
Fachada del Teatro Nacional de Venezuela, Caracas.

El cine venezolano a su vez se ha caracterizado por una producción irregular, aunque vivió una época dorada en las décadas de 1970 y 1980 con realizadores como Mauricio Walerstein, Clemente de la Cerda y Román Chalbaud, este último autor de la película considerada por muchos la mejor exponente del cine venezolano: El pez que fuma (1977). Tal vez la cineasta más exitosa del país ha sido Margot Benacerraf, quien logró para Venezuela la Palma de Oro en el Festival de Cannes de 1959 con su obra Araya. Los directores más representativos son Fina Torres, Elia Schneider, Alberto Arvelo, José Ramón Novoa y Diego Rísquez. El ente rector es el Centro Nacional Autónomo de Cinematografía.
Las cinco películas más vistas en la historia del cine venezolano son Papita, maní, tostón (2013) de Luis Carlos Hueck (con 1 840 281 millones de espectadores), Homicidio culposo (1984) de César Bolívar (1 335 552), Macu, la mujer del policía (1987) de Solveig Hoogesteijn (1 180 621), Secuestro express (2005) de Jonathan Jakubowicz, y La hora cero (2010) de Diego Velasco.
Por su parte, las manifestaciones teatrales venezolanas están poco documentadas durante el periodo precolombino, en parte a la visión eurocéntrica del mundo y al poco desarrollo de las tribus indígenas locales, frente a los aztecas, mayas e incas. No obstante, el teatro cumplía una función importante en cuanto a la difusión de la identidad de la tribu, desarrollándose más en los Andes venezolanos, donde era utilizado con un fin educativo y religioso. La profesionalización del teatro llegaría durante la Colonia, hacia el siglo XVII. Se ha dicho que el teatro venezolano moderno ha sido influenciado en gran parte por las piezas de Tennessee Williams por su tratamiento de la problemática del ser humano, y fue masificado a través de la llamada Santísima Trinidad del teatro venezolano: José Ignacio Cabrujas, Isaac Chocrón y Román Chalbaud. Su actividad es profusa y busca enriquecerse con obras universales y nuevas técnicas escénicas. Existen numerosos grupos teatrales como la Compañía Nacional de Teatro, el Rajatabla, el Theja, la Cátedra Venezolana de la Escena.

### Deporte
Los orígenes del deporte en Venezuela se rastrean en la época colonial, cuando en la segunda mitad del siglo XVI se introduce el ganado en el país. Ello daría origen al coleo, un deporte ecuestre que consiste en derribar a un toro por la cola, surgido de las faenas agropecuarias en los llanos. De igual fecha se cuentan a las bolas criollas, juego similar a la boccia y a la petanca. Esta última modalidad fue introducida por monjes españoles en ese mismo período histórico, pero su popularidad crecería ya en el siglo XX. Ambas prácticas son de mucha tradición en el país. También son autóctonas algunas artes marciales como el garrote tocuyano y el combate de sumisión karive.

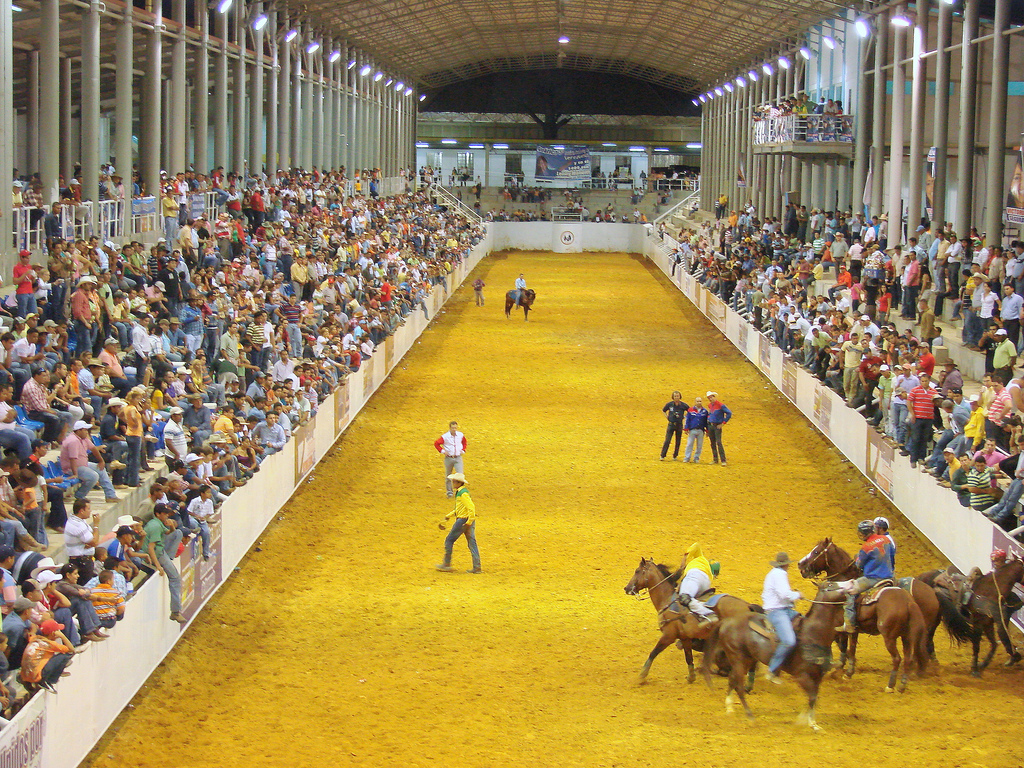
El coleo de toros es el deporte nacional, originado en las zonas rurales del centro del país en la época colonial.

El béisbol es el principal deporte del país. La popularidad de este deporte creció de manera extraordinaria luego de que, en 1941, esta nación sudamericana se coronara en la Copa Mundial de Béisbol. En esta área, Venezuela ha destacado notablemente, llevándose siete títulos de la Serie del Caribe, y ha sido medallista de oro de la Copa Mundial de Béisbol en tres ocasiones. La Liga Venezolana de Béisbol Profesional, fundada en 1945, es la que organiza la principal competición anual en la materia, y cuenta con ocho equipos. Además, Venezuela es el segundo país exportador de beisbolistas, superado solo por República Dominicana. En 2008, un total de 729 beisbolistas venezolanos poseían un contrato en el béisbol profesional extranjero. Para el país tiene mucha importancia seguir la carrera deportiva de los venezolanos en la liga estadounidense de béisbol. Cabe destacar que Venezuela figura como una de las potencias mundiales en este deporte. También tiene una selección de béisbol femenino que ganó la medalla de bronce en el mundial de béisbol de esa categoría en el 2016.
El baloncesto es considerado uno de los deportes más populares del país. Esta disciplina deportiva es representada por la Federación Venezolana de Baloncesto (FVB) afiliada a la FIBA. Su actividad se reparte en la Liga Profesional y la Liga Nacional. El equipo en eventos internacionales participó en los Juegos Olímpicos de Barcelona 1992, siendo su única participación olímpica, y en las Copas Mundiales de 1990, 2002, 2006 y 2023. También ha clasificado a varios Torneos de las Américas (Preolímpicos), Campeonatos FIBA Américas (Pre-Mundiales) y Juegos Panamericanos. Varios venezolanos han participado en la NBA, siendo el más reconocido Carl Herrera. La mayor hazaña del baloncesto venezolano hasta los momentos ha sido la medalla de oro en el Campeonato FIBA Américas de 2015, y no menos importante los tres títulos del Campeonato Sudamericano de Baloncesto en 1991, 2014 y 2016.
El fútbol ha visto aumentada su popularidad en años recientes, hasta convertirse en un deporte que arrastra multitudes en el país. Organizado por la Federación Venezolana de Fútbol (FVF), afiliada a la FIFA. El incremento de las victorias y de la calidad de juego de la selección de fútbol de Venezuela desde 2001 ha estimulado el desarrollo en esta disciplina, así como la atracción de los fanáticos. Venezuela organizó por primera vez una Copa América en su 42ª edición de 2007, aunque su mejor participación en el torneo fue en 2011 obteniendo el cuarto lugar Los mayores logros del fútbol venezolano han sido dos títulos en el Campeonato Sudamericano Femenino Sub-17 en 2013 y 2016 y un subcampeonato en el Campeonato Sudamericano de Fútbol Sub-17 de 2013. Igualmente alcanzó el subcampeonato de la Copa Mundial de Fútbol Sub-20 de 2017. En su variación de fútbol sala, Venezuela ha cosechado una importante trayectoria, titulándose campeona en el Campeonato Mundial de futsal de la AMF en 1997.
En los deportes de motor, el venezolano más destacado ha sido Johnny Cecotto. Se convirtió en el campeón mundial más joven en la historia del motociclismo al ganar el Gran Premio de Francia en 350cc, agregando el Campeonato Mundial de 750cc a sus títulos. En esta disciplina también destaca Carlos Lavado, al ganar dos veces Campeonato Mundial de 250cc, y Pastor Maldonado, piloto de carreras de la Fórmula 1 ganador del Gran Premio de España de 2012.
Por otra parte, en los deportes individuales el más destacado en Venezuela es el boxeo, con una amplia fanaticada. El país ha proyectado a grandes pugilistas a nivel internacional, y es seguido con interés por los venezolanos. En los deportes de invierno, Venezuela se ha destacado en esquí nórdico con César Baena. En cuanto al atletismo, en el salto triple, Venezuela se ha destacado gracias a Yulimar Rojas quien logró la medalla de plata en los Juegos Olímpicos Río 2016, y cinco años más tarde se consagraría campeona olímpica en los Juegos Olímpicos de Tokio 2020 estableciendo un récord mundial y récord olímpico con un salto de 15,67 m.
En el karate Venezuela es el único país de América Latina que se encuentra entre los 15 mejores del mundo,[cita requerida] en el puesto 12 específicamente, cosechando así hasta ahora 3 medallas de oro, 3 de plata y 8 de bronce para un total de 14 en el Campeonato Mundial de Karate, siendo el exponente más destacado de este deporte Antonio Díaz. También se práctica el rugby desde la década de 1950, introducido en el país por parte de trabajadores petroleros de origen británico. Hoy en día es muy popular a nivel universitario.[cita requerida]

### Concursos de belleza
Venezuela se distingue por ser una «fábrica de reinas de belleza», ya que ostenta 7 veces el título de Miss Universo —concurso de belleza femenina internacional y anual en el que se juzga la belleza integral—, por debajo tan solo de Estados Unidos que lo ha ganado en 9 ocasiones. De hecho, fueron los estadounidenses quienes ayudaron a introducir el concurso en Venezuela. Miss Venezuela comenzó como un concurso de belleza en 1952 patrocinado por la aerolínea Pan Am y una empresa que fabricaba trajes de baño.
El país cuenta con más de 200 academias de modelaje donde entrenan a niñas desde los 4 años en disciplinas como maquillaje, glamur, oratoria, foto-pose, expresión corporal, además de otras habilidades, ya que la industria del reinado se ha convertido en uno de los negocios más lucrativos y eficientes del país. De ahí que los reinados hagan parte de la cultura popular en Venezuela donde al año se celebran cerca de 600 concursos de belleza. El escritor Raúl Gallegos señaló en su libro de 2016, «Crude Nation: How Oil Riches Ruined Venezuela», «la riqueza petrolera ha nutrido una cultura en la que la apariencia tiene una importancia primordial». A su vez, Venezuela tiene una de las tasas más elevadas de procedimientos cosméticos per cápita en el mundo.
La fama de Venezuela a la hora de producir reinas ganadoras de coronas ha atravesado fronteras, ya que son varias las candidatas de otros países, que contratan los servicios de las agencias de modelos de este país para que las entrenen y así tener mayores oportunidades de ganar en los certámenes en que participan. El movimiento feminista en Venezuela se ha manifestado a lo largo de los años en contra del culto al concurso.
En 1972, un grupo de mujeres inspiradas por la obra de Simone de Beauvoir —catalogada como la fundadora del feminismo contemporáneo—, se congregaron en el Teatro Municipal de Caracas, donde se llevaba a cabo el acto del Miss Venezuela. Sostenían carteles que condenaban el evento e intentaron pintar con aerosol los vestidos de las participantes antes de que llegara la policía.

### Símbolos nacionales
En Venezuela, además de reconocerse a la bandera, el himno y el escudo, como símbolos nacionales, se han nombrado otros elementos típicos de la flora y fauna nacional como símbolos de la nación. A saber:
- El araguaney (Tabebuia chrysantha) es el árbol nacional desde el 29 de mayo de 1948.[409] Su nombre se compone de un vocablo de origen indígena y de la combinación de vocablos griegos que significan flor de oro, en alusión al color amarillo.
- La orquídea (Cattleya mossiae) fue declarada flor nacional el 23 de mayo de 1951.[410] La especie mossiae fue descubierta en Venezuela en la década de 1830.
- El turpial (Icterus icterus) es el ave nacional desde el 23 de mayo de 1958.[411] Es un pájaro de unos 24 centímetros de envergadura, que se distingue por su colorido amarillo-naranja en todo el cuerpo, excepto la cabeza y las alas, que son negras con partes blancas, y una mancha azul alrededor de los ojos.
- Alma llanera es un joropo estrenado en 1914, cuya música fue compuesta por Pedro Elías Gutiérrez basada en un texto de Rafael Bolívar Coronado.[412] Es considerada como el segundo himno nacional de Venezuela.
- El liquiliqui es el traje típico nacional de Venezuela, declarado el 17 de marzo de 2017.[413] Es mayormente usado como atuendo masculino de fiestas y actos sociales, así como para el baile del joropo. Consta de chaqueta, pantalón y alpargatas. En algunas partes se está confeccionando con vivos de distintos colores y usando como un traje común o de baile con alpargatas.

### Festividades
Venezuela es el cuarto país en América Latina en número de días feriados. Existen también festividades muy importantes a nivel regional por su significación cultural, como son la de la Divina Pastora (14 de enero) en Lara, la Virgen de Consolación (15 de agosto) en Táchira, la Virgen del Socorro (13 de noviembre) en Carabobo y la Virgen de Chiquinquirá (18 de noviembre) en el Zulia, que se celebra con la Feria de La Chinita.